# Provincia de Valladolid
Valladolid es una provincia de España perteneciente a la comunidad autónoma de Castilla y León. Está situada al noroeste de la península ibérica, en la Meseta Norte dentro de la cuenca del Duero. Con capital en la ciudad de Valladolid, en 2024 tenía una población de 525 398 habitantes, repartida en un total de 225 municipios, con una superficie de 8111 km² y una densidad de población de 64,77 hab/km². 
Limita con las provincias de Burgos, Palencia y León por el norte; con Zamora, por el oeste; con las provincias de Salamanca y Ávila por el sur; y con la provincia de Segovia por el este. Se trata, por tanto, de la única provincia española rodeada solo y totalmente por otras de su misma comunidad autónoma. 
Es la única provincia peninsular que carece absolutamente de montañas. Es una importante zona de comunicaciones al conectar el centro de España con el norte, y el sur de Francia con el norte de Portugal. Es conocida por su gastronomía y sus castillos y murallas. Tiene dos elementos patrimonio de la Unesco: el Tratado de Tordesillas y el Archivo General de Simancas.

## Historia
La provincia de Valladolid se constituyó como tal mediante el Real Decreto de 29 de septiembre de 1833 impulsado por el ministro Javier de Burgos, quedando adscrita a la región histórica de Castilla la Vieja.
La primera población estable que se asentó en la actual provincia corresponde al pueblo prerromano de los vacceos (zona a la que se denominó «región vaccea»), que fueron pobladores de cultura muy avanzada y, como el resto de pueblos célticos llegaron a la península procedentes del norte de Europa (hay que indicar que también ocuparon territorios que corresponden a otras provincias). Ya entonces era definida por las crónicas como una región «libre y descubierta» y «un país abierto, de trigales, tierra desarbolada» y los vacceos se dedicaban a la ganadería y sobre todo la agricultura (cerealista). En el año 178  los romanos conquistaron el territorio, aunque no consiguieron pacificarlo totalmente hasta el 29. Así pues, las tierras que conforman la actual provincia quedaron bajo ocupación de estos, hasta las invasiones bárbaras de principios del siglo V d. C. El territorio quedó bajo el control del nuevo Reino Visigodo. 
Tras la invasión de la península ibérica por los musulmanes en el año 711, estos llegaron a estas tierras tan solo un año después, en el 712. Sin embargo, fue una zona relativamente despoblada. Posteriormente, durante la Reconquista, esta zona fue objeto de batallas entre los musulmanes y el cristiano Reino de León en los siglos IX y X. En 939, tras la batalla de Simancas se afianzó el dominio de la cuenca del Duero por los reinos cristianos. Valladolid fue repoblada en el año 1072 por el conde Pedro Ansúrez. A partir de aquí su historia quedó ligada a la de la Corona de Castilla. Ciudades como Medina del campo o Valladolid se convirtieron en importantes centros administrativos castellanos y además experimentaron un auge económico (mesta, ferias...). 
Tuvo una gran importancia en el Descubrimiento de América en 1492 (Colón acabará viviendo los últimos años de su vida hasta su muerte en 1506 en Valladolid) y la posterior colonización con personajes como Juan Ponce de León —descubridor de la Florida—. De hecho, en unas casas de Tordesillas, se firmó el Tratado de Tordesillas en el que se decidió el reparto del Nuevo Mundo entre los Reyes Católicos y el Reino de Portugal dando lugar a Iberoamérica. 

La provincia de Valladolid en el año 1590 (Cortes de Castilla)

La sublevación de los comuneros en 1520 acabó con los cabecillas de esa revuelta ejecutados públicamente en Villalar de los Comuneros. Valladolid llegó a ser la capital del Imperio español entre los años 1601-1606. Cuando el Imperio español empieza a decaer debido a las continuas guerras en las que está involucrado y la aparición de nuevas potencias emergentes, se produce un retroceso económico en la zona, al igual que en el resto de la monarquía. En la guerra de sucesión española (1700-1715) se posicionó del lado del pretendiente Borbón, que sería el que consiguió el trono. Durante la Guerra de la Independencia Española contra Francia (1808-1814) (Ver la Guerra de la Independencia en Valladolid), hubo una sucesión de batallas y la continua actuación de guerrilleros como «el Empecinado». 
La actual provincia de Valladolid con sus límites territoriales vigentes se crea en el año 1833 con la División provincial de España en 1833 realizada por Javier de Burgos y fue incluida dentro de la región de Castilla la Vieja. A lo largo del siglo XIX se inicia cierta industrialización relacionada con la agricultura, la ganadería y el ferrocarril.
Ya en el siglo XX desde el inicio de la guerra civil española (1936-1939) fue un importante núcleo de la sublevación (véase también: guerra civil española en la provincia de Valladolid). Durante el franquismo se produjo el éxodo del campo rural a las ciudades industriales, y tras la llegada de la democracia en España, en 1983 la provincia pasó a formar parte de la nueva comunidad autónoma de Castilla y León. 
Inició un proceso de crecimiento económico que alcanzó su máximo con la Burbuja inmobiliaria en España y luego sufrió la crisis económica de 2008, al igual que el resto del país, hasta 2014. Posteriormente hay un cierto crecimiento económico hasta el año 2020, cuando la pandemia de coronavirus provocó la declaración del estado de alarma en toda España, dando lugar a un fuerte parón económico. Tras el levantamiento de las medidas de confinamiento se reactivó la actividad económica.

## Símbolos

Versión del escudo provincial acorde con su descripción heráldica

### Escudo
El escudo utilizado institucionalmente por la Diputación Provincial de Valladolid se emplea también como símbolo de la provincia. El blasón es similar al del escudo de Valladolid, excepto por la bordura. Según su descripción heráldica:

El escudo de la Diputación Provincial de Valladolid se presenta en campo de gules, con cinco jirones ondeados de oro nacientes del flanco diestro. Bordura de plata con ocho castillos de oro (en contra de las leyes heráldicas). Timbre: corona real abierta. Soportes: dos leones de su color linguados de gules. Se presenta cargado sobre un campo de pergamino, acolado a la Cruz Laureada de San Fernando, y rodeando al escudo una cinta con los colores de la bandera española, cargada con ocho escudetes, correspondientes a los antiguos Partidos judiciales y abajo, el lema, Excma. Diputación Provincial Valladolid.

### Bandera

Bandera provincial

La bandera, al igual que la de muchos municipios de la provincia adopta el fondo rojo carmesí del pendón de Castilla con el escudo en el centro.

### Fiestas
Desde 1957, con algunas interrupciones, se celebra el Día de la Provincia, también conocida como Día de los Municipios. No es festivo pero sí se homenajea a los alcaldes de los 225 municipios vallisoletanos y al resto de políticos vallisoletanos y demás personas célebres nacidas en esta provincia. No tiene un día fijo en el calendario, pero suele celebrarse a finales de septiembre o inicios de octubre.

## Geografía

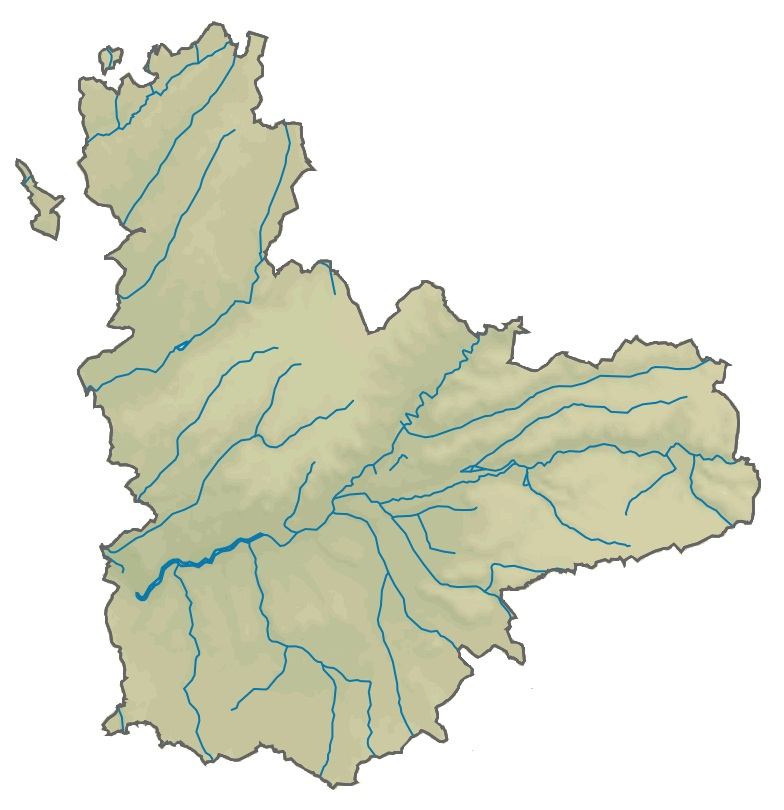
Mapa del relieve provincial, se observa que la provincia es llana, sin elevaciones significativas.

Limita al norte con la provincia de Palencia, al este con la provincia de Burgos, al sureste con la provincia de Segovia, al sur con la provincia de Ávila, al suroeste con la provincia de Salamanca, al oeste con la provincia de Zamora y al noroeste con la provincia de León. Tiene dos enclaves en otros territorios: el más grande es el Enclave de Roales y Quintanilla situado entre las provincias de Zamora y León y el más pequeño es la Dehesa de San Llorente, situado dentro de la provincia de León. Ambos enclaves forman parte de la comarca de Tierra de Campos.
| Noroeste: León      | Norte: Palencia | Nordeste: Palencia |
| Oeste: Zamora       |                 | Este: Burgos       |
| Suroeste: Salamanca | Sur: Ávila      | Sureste: Segovia   |

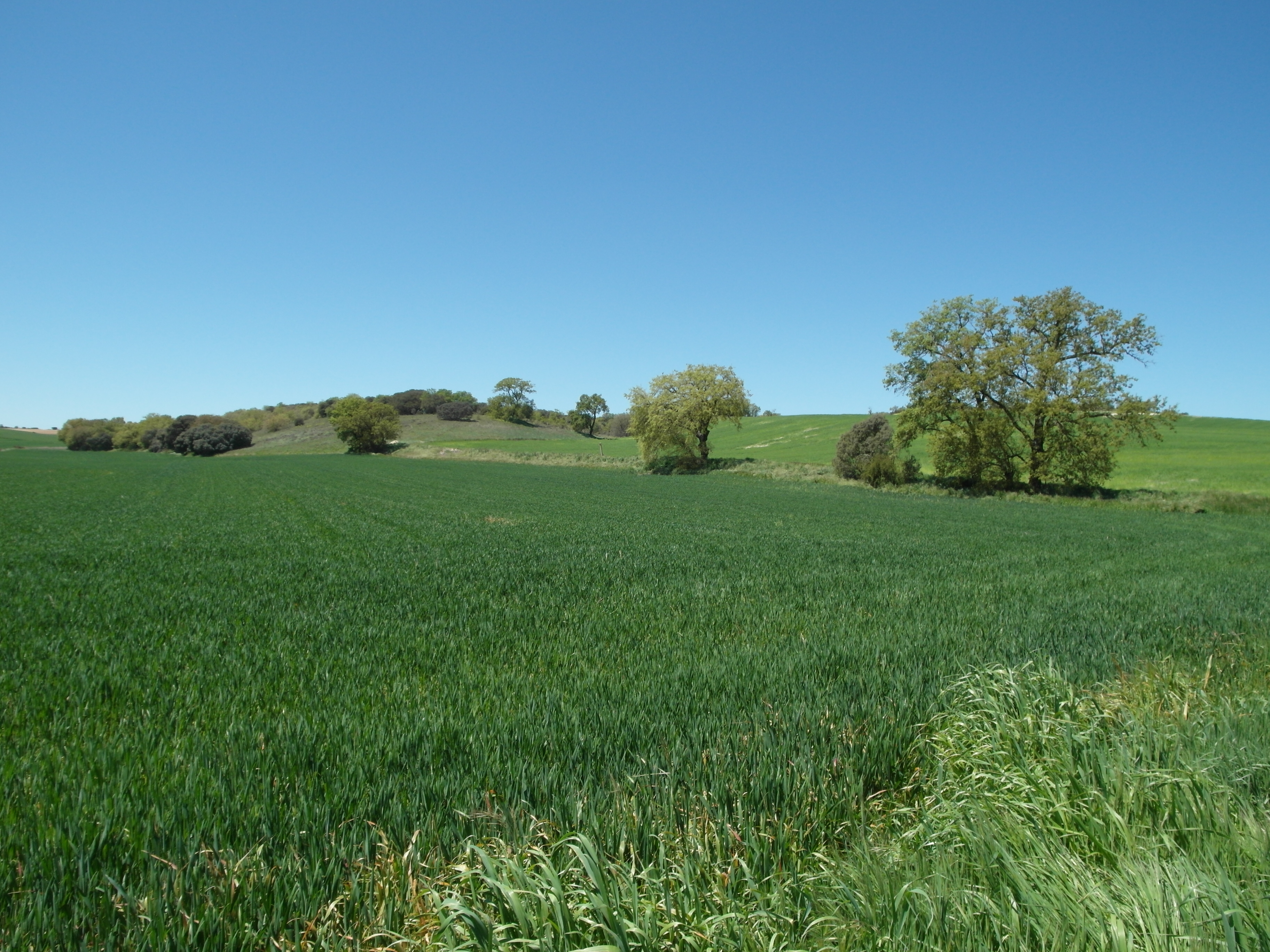
Montes Torozos en primavera

La provincia de Valladolid tiene una extensión de 8111 km², está situada en el centro de la Meseta Norte (mitad superior de la meseta Ibérica) y se caracteriza por la uniformidad de su orografía (777 m s. n. m. de media con un desnivel máximo de 300 ). convirtiéndose en la provincia más homogénea geográficamente hablando de España. El río Duero, que la atraviesa de este a oeste, se convierte en columna vertebral del territorio.

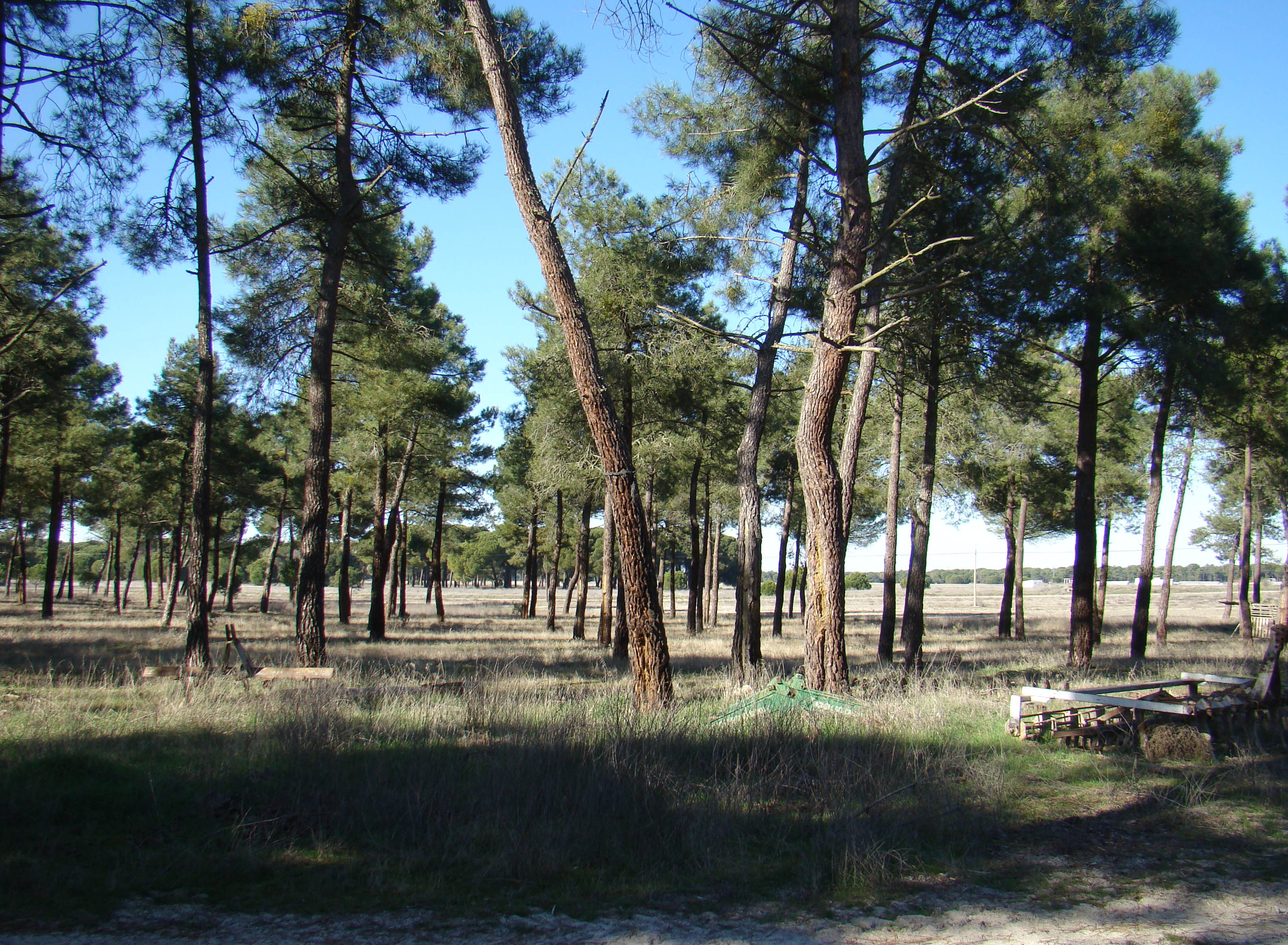
La mayoría de los escasos bosques son pinares, encinas y robles

Está dominada por una extensa llanura en la que se distinguen: una zona de páramos calizos definidos por los valles de diferentes ríos, algunos de los cuales destacan en altitud originando un paisaje montañoso de cerros testigos, tales como los montes Torozos, cerro de Cuchillejo (932 m s. n. m.), cerro de San Cristóbal (843 m s. n. m.) y el Sardanedo (854 ms.n.m.); una zona de campiña, de suaves lomas; y separando una y otra, las denominadas «cuestas», profundos barrancos con laderas escarpadas, como las de Prado Ancho, Santovenia, Cabezón de Pisuerga, etc.
Es la única provincia peninsular que carece absolutamente de montañas (evidentemente tampoco tiene costa), y también -junto con la provincia de Almería- la que menos superficie arbolada tiene (menos del 16 % del territorio). El punto más alto está en Castrillo de Duero y es el cerro de Cuchillejo (932 m). El punto más bajo es el río Duero a su paso por Villafranca de Duero (626 m). Por ello, también se trata de la única provincia de Castilla y León que no alcanza los 1000 m de altitud sobre el nivel del mar en ningún punto de su territorio.
Red hidrográfica dominada por el río Duero y sus afluentes (Pisuerga, Esgueva, Adaja, Eresma, Duratón, Zapardiel y Cega, entre otros) y completada con el canal de Castilla y el canal del Duero. Un único lago relevante: La Laguna de Duero. La provincia dispone de cuatro embalses: Encinas de Esgueva, San José, Bajoz y Valdemudarra, todos construidos en el siglo XX, salvo el último que fue construido en la primera década del siglo XXI.

### Clima

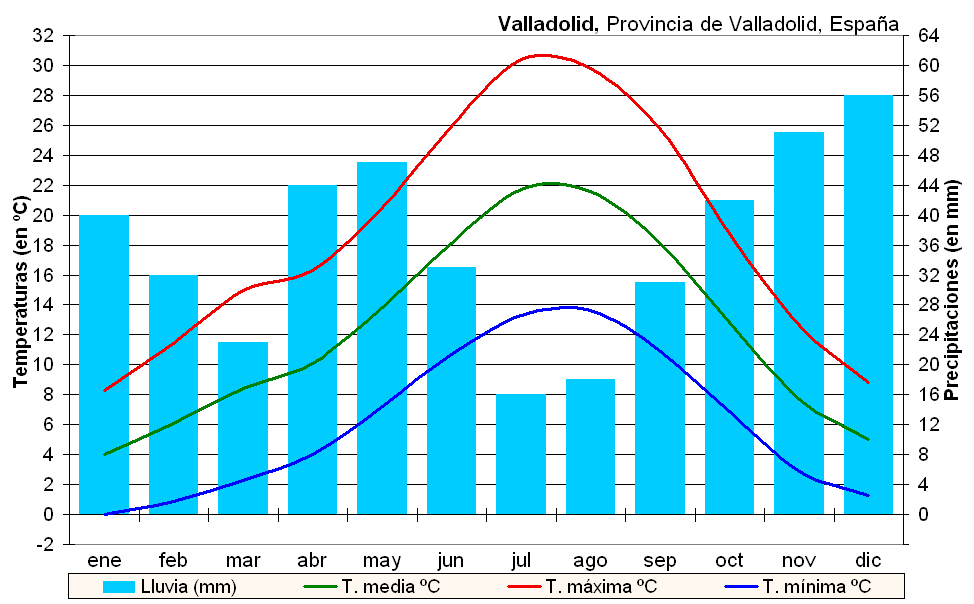
Climograma de Valladolid

El clima mediterráneo continentalizado es propio de la Meseta Central, en la que se encuentra la provincia de Valladolid. Es parecido al mediterráneo típico pero con características de climas continentales, de temperaturas más extremas, aunque no llega a ser tan distinto como para ser clasificado aparte. Además este clima no recibe la influencia del mar, por eso las temperaturas son las más extremas de España, veranos con mucho calor e inviernos bastante fríos con una oscilación de 18,5 °C. De acuerdo a la clasificación climática de Köppen el clima mayoritario en la provincia en el periodo de referencia 1981-2010 es de tipo Csa (Clima mediterráneo típico) y de tipo Csb (Clima mediterráneo oceánico).
La estación estival es la más seca y se superan con gran frecuencia los 30 °C, alcanzándose esporádicamente más de 35 °C. Sin embargo, en invierno es frecuente que las temperaturas bajen de los 0 °C, produciéndose heladas en las noches despejadas de nubes y nevadas esporádicas. Cuando a las heladas se le une la niebla se forma la cencellada, un fenómeno muy característico de la zona. Esta región norte de España junto con el resto de las provincias de Castilla y León es la región más fría de todo el sur europeo.

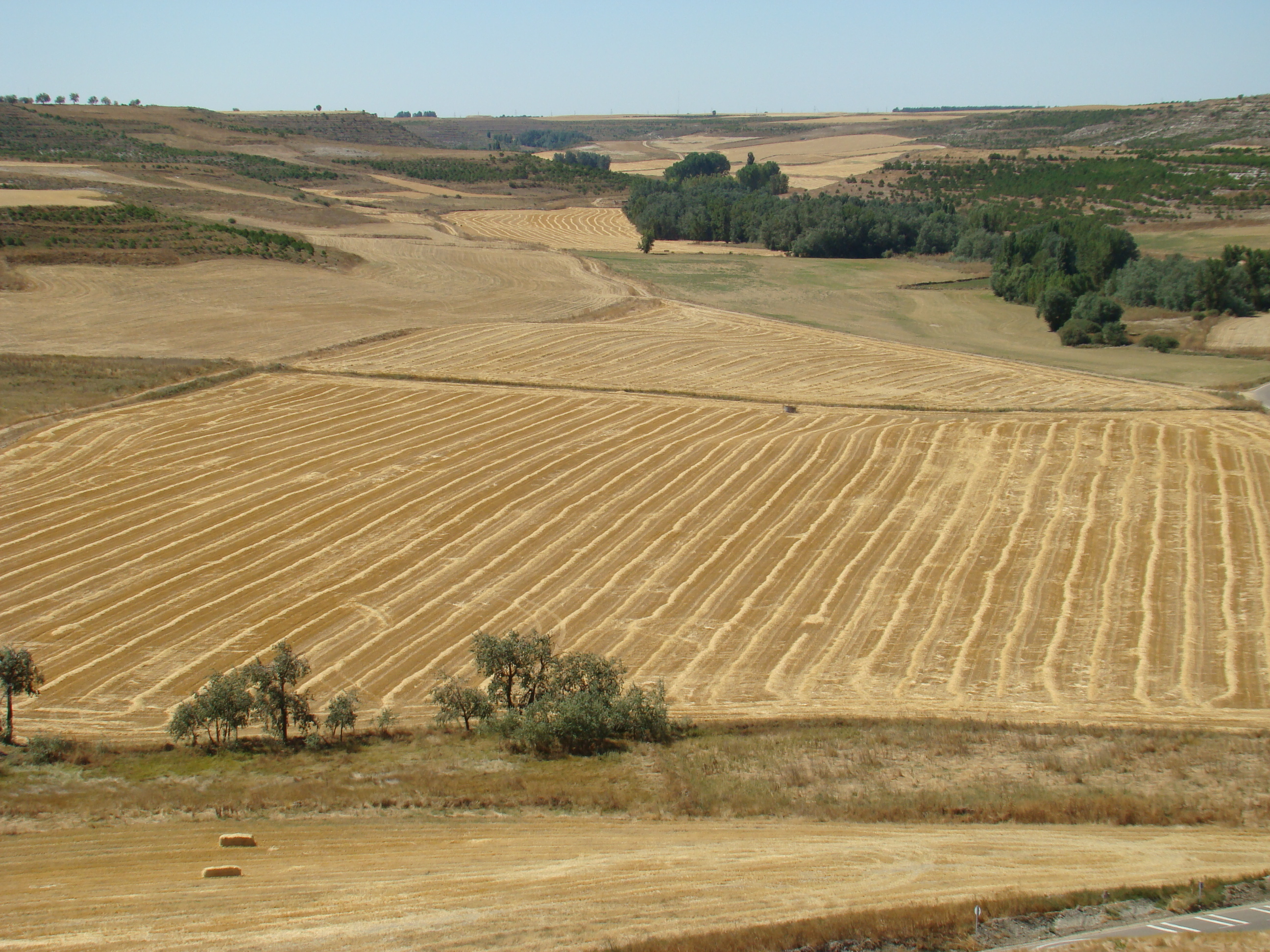
Debido al clima el cultivo predominante es de secano lo que hace que se asocie el paisaje típico provincial a la estepa cerealista

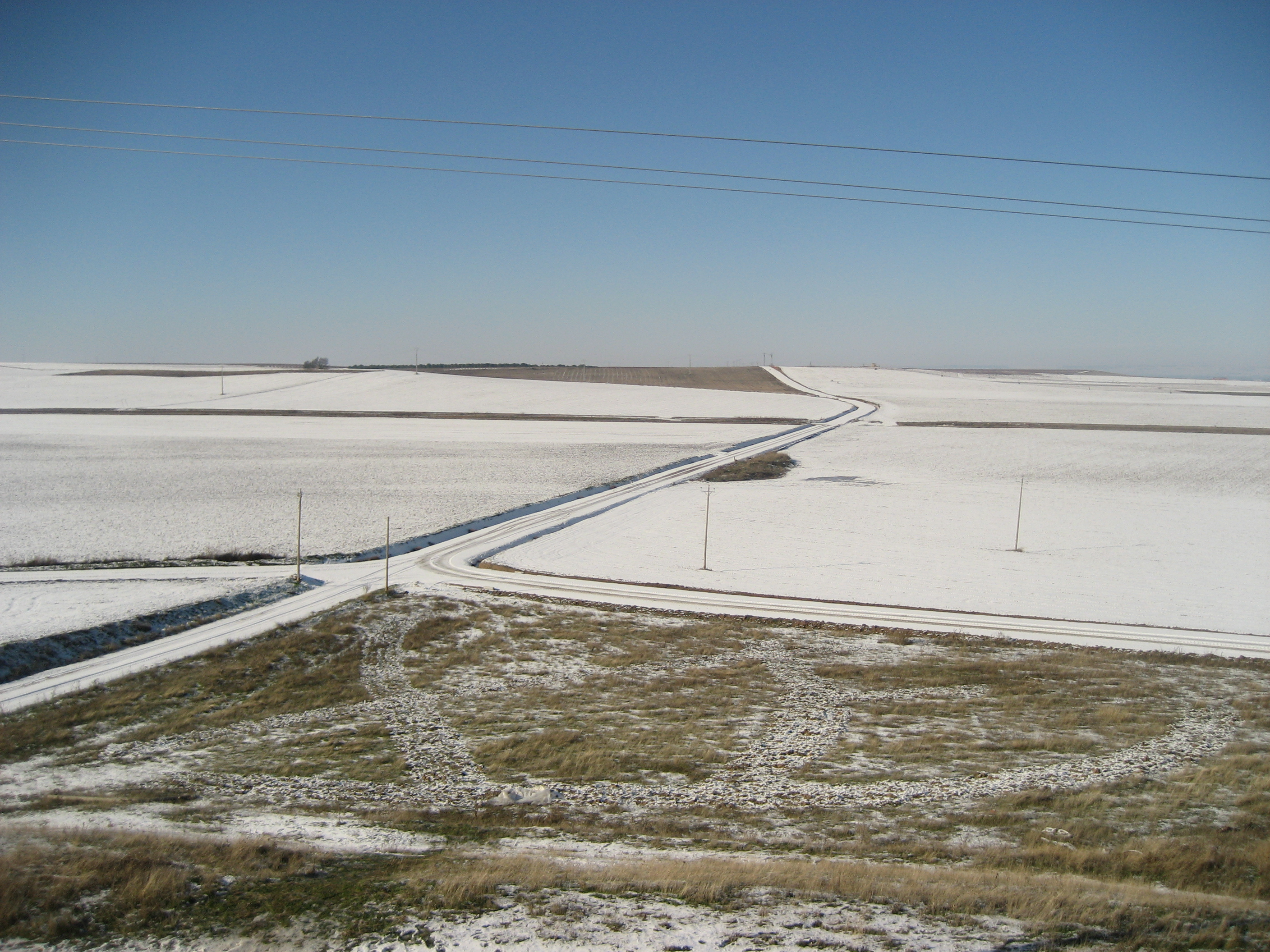
Campos en invierno. En este clima las diferencias térmicas entre el día y la noche pueden superar los 20 grados. Son habituales fenómenos como la niebla, la helada la escarcha o la cencellada, aunque es menos habitual la nevada

Las precipitaciones siguen un patrón muy parecido al del clima mediterráneo típico y están entre los 400 o 600 mm, con un máximo durante el otoño y la primavera. La menor influencia del mar, no obstante, hace que sea un clima más seco que el típico. En la provincia de Valladolid el clima mediterráneo continental presenta unas temperaturas de aproximadamente de dos grados más altas que en el resto de las zonas con este clima, motivado principalmente por la escasez de montañas que presenta esta provincia y por la altitud que es entre 50 y 200 metros menos de media que el conjunto de Castilla y León.
Por lo tanto la provincia de Valladolid tiene el clima más confortable de toda la meseta norte una temperatura media anual de 11,8Cº. Sus precipitaciones medias anuales oscilan entre 400 y 600 milímetros anuales, distribuidos a lo largo de todo el año con un mínimo bastante fuerte en verano y otro invernal muy atenuado.Las precipitaciones no suelen llegar en gran cantidad y de manera torrencial, las precipitaciones en la provincia de Valladolid llegan de una manera suave y a lo largo de varios días lo que favorece al campo.
Los valores climáticos extremos registrados en alguno de los dos observatorios de la Agencia Estatal de Meteorología (AEMet) en la provincia son los 40,2 °C registrados el 19 de julio de 1995 en el observatorio de Valladolid y los -18,8 °C registrados en el de Villanubla el 3 de enero de 1971, en lo que respecta a las temperaturas. La racha de viento más fuerte registrada fue de 133 km/h el 24 de enero de 1971 mientras que el máximo de precipitación acumulada en un solo día fue de 90,8 l/m² el 5 de diciembre de 1951.
| Parámetros climáticos promedio de Valladolid   | Parámetros climáticos promedio de Valladolid | Parámetros climáticos promedio de Valladolid | Parámetros climáticos promedio de Valladolid | Parámetros climáticos promedio de Valladolid | Parámetros climáticos promedio de Valladolid | Parámetros climáticos promedio de Valladolid | Parámetros climáticos promedio de Valladolid | Parámetros climáticos promedio de Valladolid | Parámetros climáticos promedio de Valladolid | Parámetros climáticos promedio de Valladolid | Parámetros climáticos promedio de Valladolid | Parámetros climáticos promedio de Valladolid | Parámetros climáticos promedio de Valladolid |
| Mes                                            | Ene.                                         | Feb.                                         | Mar.                                         | Abr.                                         | May.                                         | Jun.                                         | Jul.                                         | Ago.                                         | Sep.                                         | Oct.                                         | Nov.                                         | Dic.                                         | Anual                                        |
| ---------------------------------------------- | -------------------------------------------- | -------------------------------------------- | -------------------------------------------- | -------------------------------------------- | -------------------------------------------- | -------------------------------------------- | -------------------------------------------- | -------------------------------------------- | -------------------------------------------- | -------------------------------------------- | -------------------------------------------- | -------------------------------------------- | -------------------------------------------- |
| Temp. máx. media (°C)                          | 8.3                                          | 11.4                                         | 15.0                                         | 16.3                                         | 20.5                                         | 25.9                                         | 30.4                                         | 29.8                                         | 25.7                                         | 18.8                                         | 12.6                                         | 8.8                                          | 18.6                                         |
| Temp. mín. media (°C)                          | 0.0                                          | 0.9                                          | 2.3                                          | 4.0                                          | 7.2                                          | 10.7                                         | 13.3                                         | 13.6                                         | 10.9                                         | 6.9                                          | 2.9                                          | 1.3                                          | 6.2                                          |
| Precipitación total (mm)                       | 40                                           | 32                                           | 23                                           | 44                                           | 47                                           | 33                                           | 16                                           | 18                                           | 31                                           | 42                                           | 51                                           | 56                                           | 435                                          |
| Fuente: Agencia Estatal de Meterología (AEMet) |                                              |                                              |                                              |                                              |                                              |                                              |                                              |                                              |                                              |                                              |                                              |                                              |                                              |

| Parámetros climáticos promedio de Villanubla   | Parámetros climáticos promedio de Villanubla | Parámetros climáticos promedio de Villanubla | Parámetros climáticos promedio de Villanubla | Parámetros climáticos promedio de Villanubla | Parámetros climáticos promedio de Villanubla | Parámetros climáticos promedio de Villanubla | Parámetros climáticos promedio de Villanubla | Parámetros climáticos promedio de Villanubla | Parámetros climáticos promedio de Villanubla | Parámetros climáticos promedio de Villanubla | Parámetros climáticos promedio de Villanubla | Parámetros climáticos promedio de Villanubla | Parámetros climáticos promedio de Villanubla |
| Mes                                            | Ene.                                         | Feb.                                         | Mar.                                         | Abr.                                         | May.                                         | Jun.                                         | Jul.                                         | Ago.                                         | Sep.                                         | Oct.                                         | Nov.                                         | Dic.                                         | Anual                                        |
| ---------------------------------------------- | -------------------------------------------- | -------------------------------------------- | -------------------------------------------- | -------------------------------------------- | -------------------------------------------- | -------------------------------------------- | -------------------------------------------- | -------------------------------------------- | -------------------------------------------- | -------------------------------------------- | -------------------------------------------- | -------------------------------------------- | -------------------------------------------- |
| Temp. máx. media (°C)                          | 7.4                                          | 10.3                                         | 13.4                                         | 14.8                                         | 18.7                                         | 23.9                                         | 28.5                                         | 28.2                                         | 24.2                                         | 17.6                                         | 11.8                                         | 8.1                                          | 17.2                                         |
| Temp. mín. media (°C)                          | -1.2                                         | -0.1                                         | 1.0                                          | 2.6                                          | 5.8                                          | 9.2                                          | 11.7                                         | 12.0                                         | 9.8                                          | 6.0                                          | 2.1                                          | 0.2                                          | 4.9                                          |
| Precipitación total (mm)                       | 42                                           | 33                                           | 23                                           | 48                                           | 54                                           | 35                                           | 19                                           | 19                                           | 30                                           | 45                                           | 48                                           | 55                                           | 455                                          |
| Fuente: Agencia Estatal de Meterología (AEMet) |                                              |                                              |                                              |                                              |                                              |                                              |                                              |                                              |                                              |                                              |                                              |                                              |                                              |

### Embalses
En el territorio provincial hay 4 embalses: Encinas de Esgueva, San José, Bajoz y Valdemudarra, todos fueron construidos en el siglo XX salvo el último que fue construido en la primera década del siglo XXI.

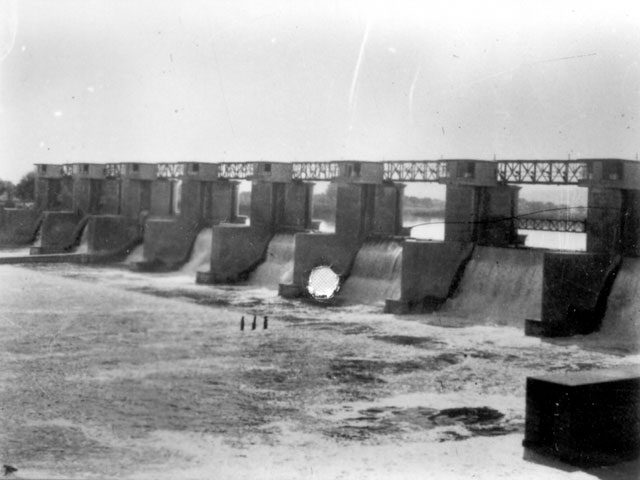
Embalse de San José
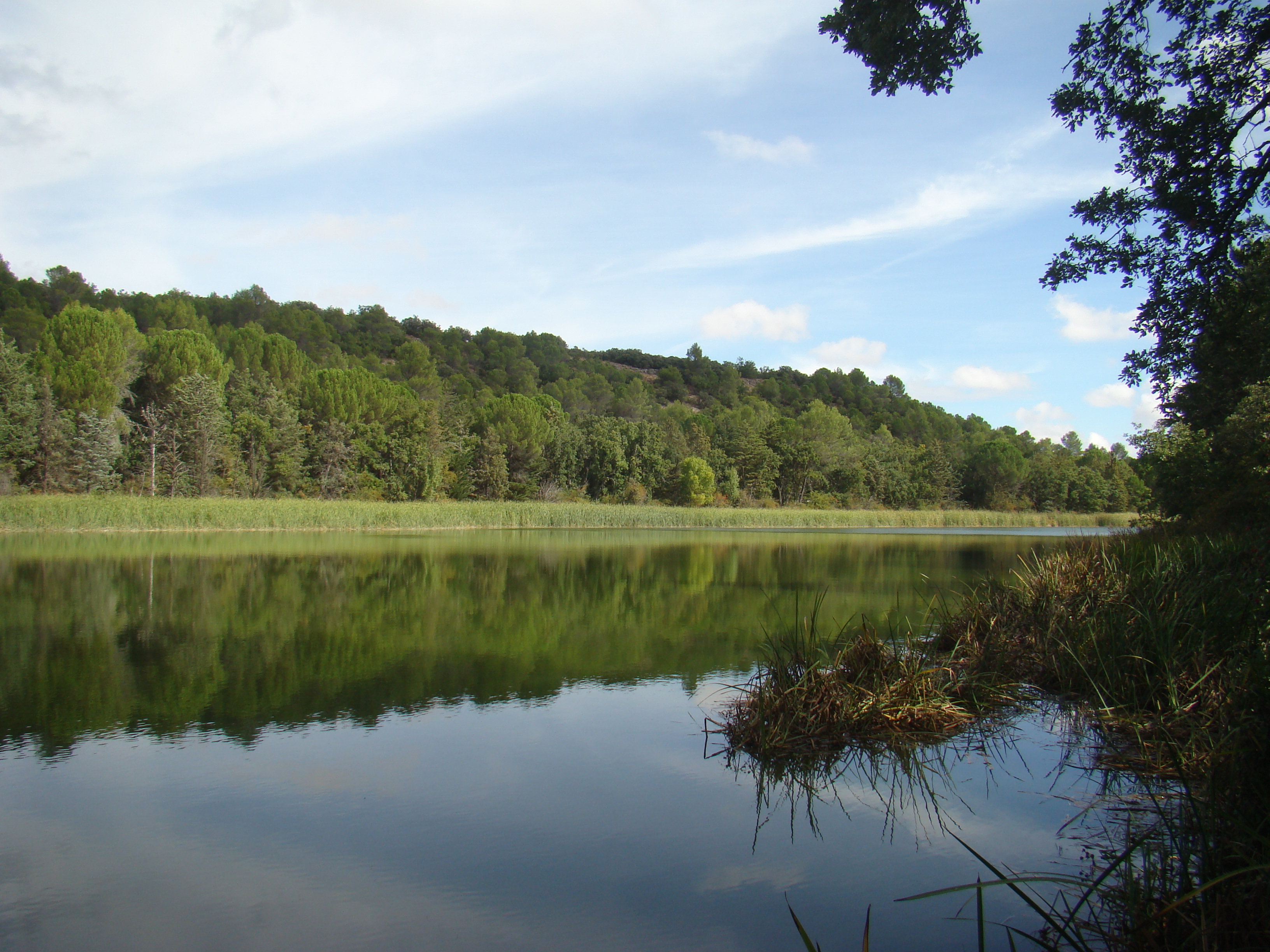
Embalse del río Bajoz
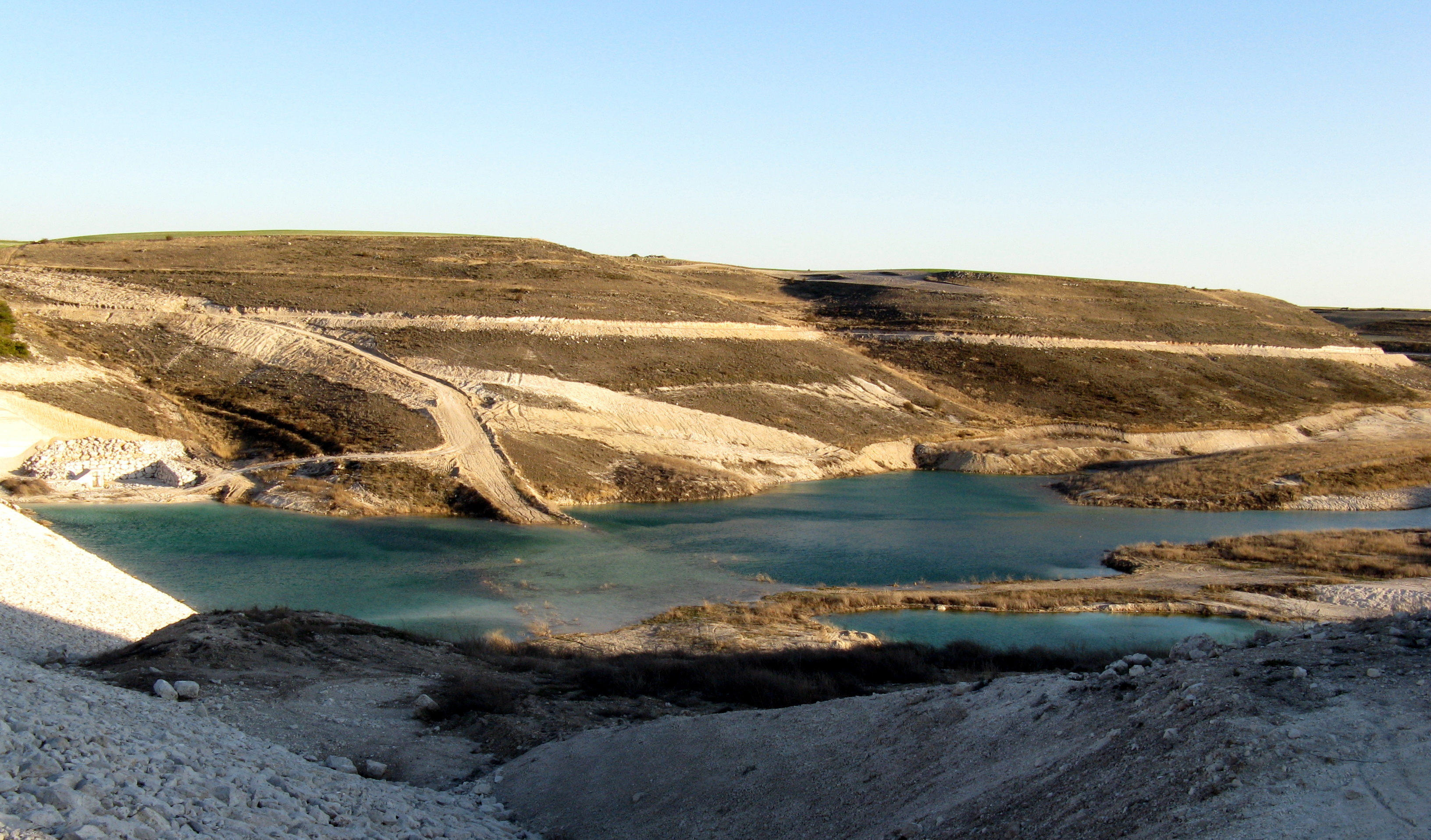
Embalse de Valdemudarra
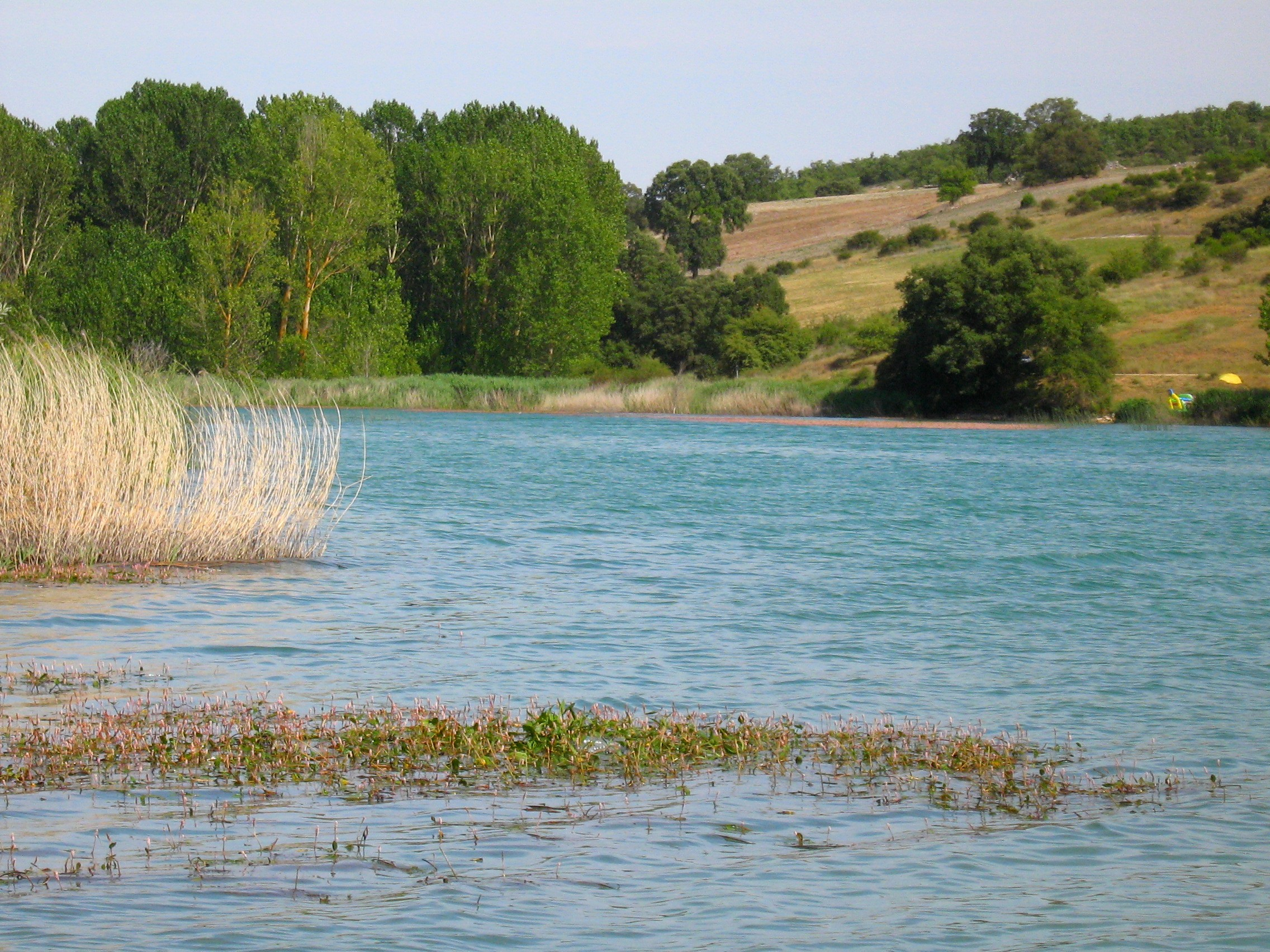
Embalse de Encinas de Esgueva

### Espacios naturales

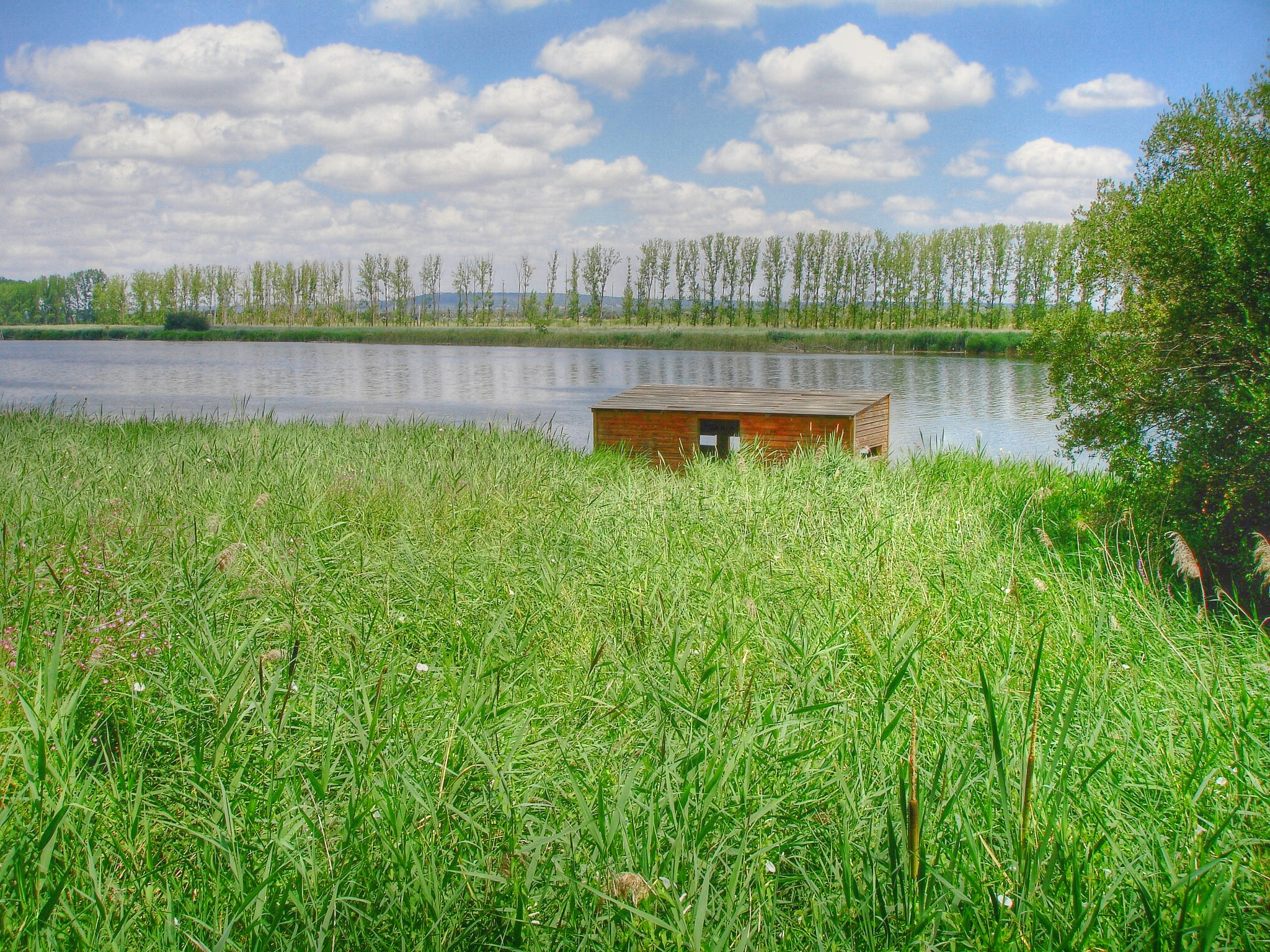
La Reserva Natural de las Riberas de Castronuño-Vega del Duero, único espacio protegido de la provincia

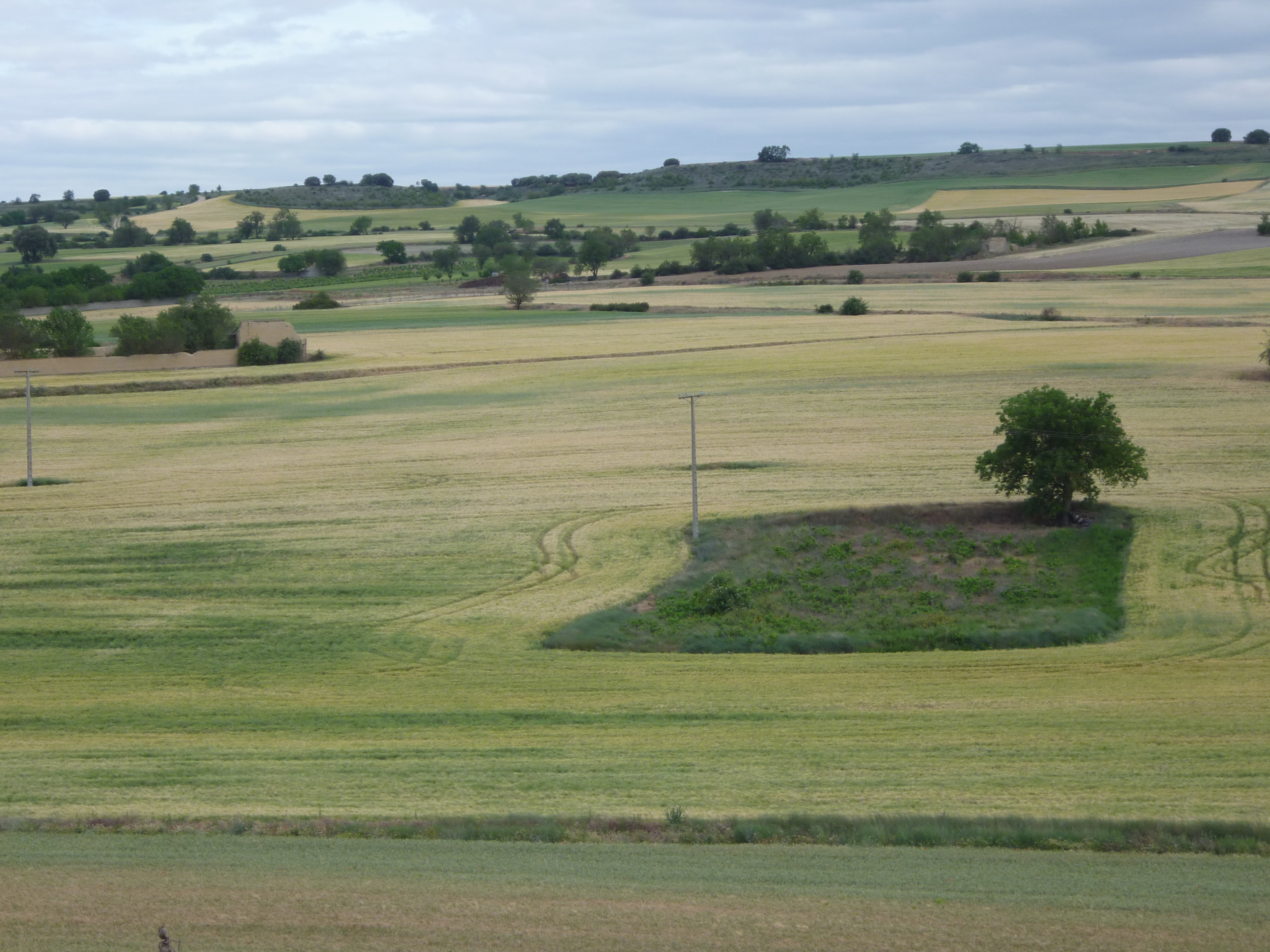
Paisaje típico provincial, en el que se combinan campos de cultivo con un terreno casi totalmente horizontal con algunas pequeñas elevaciones

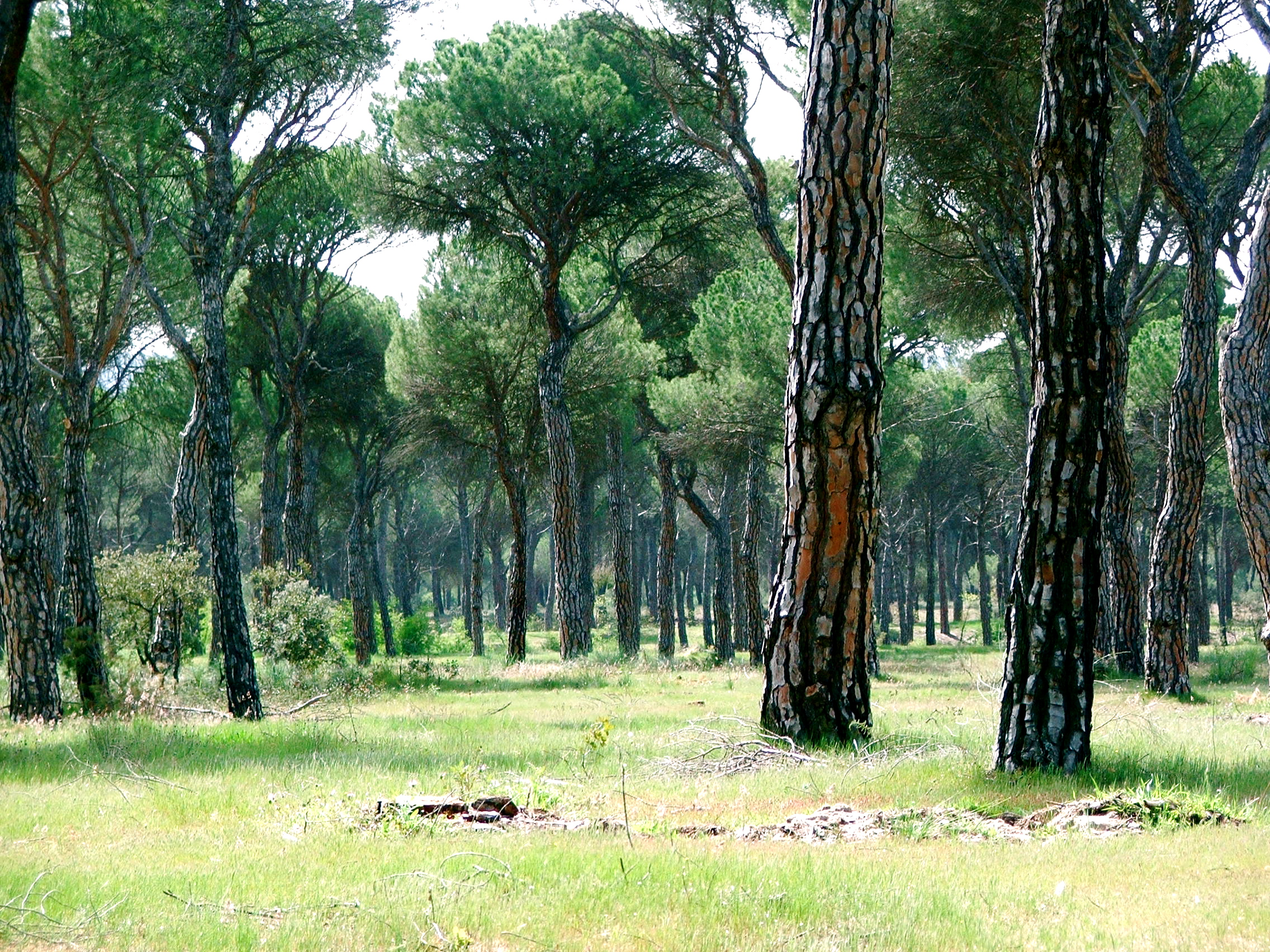
Pino piñonero, típico de la zona. España es el primer productor mundial de piñones gracias a la localidad de Pedrajas de San Esteban (allí se obtiene el 90 % de los piñones que se hacen en el país)

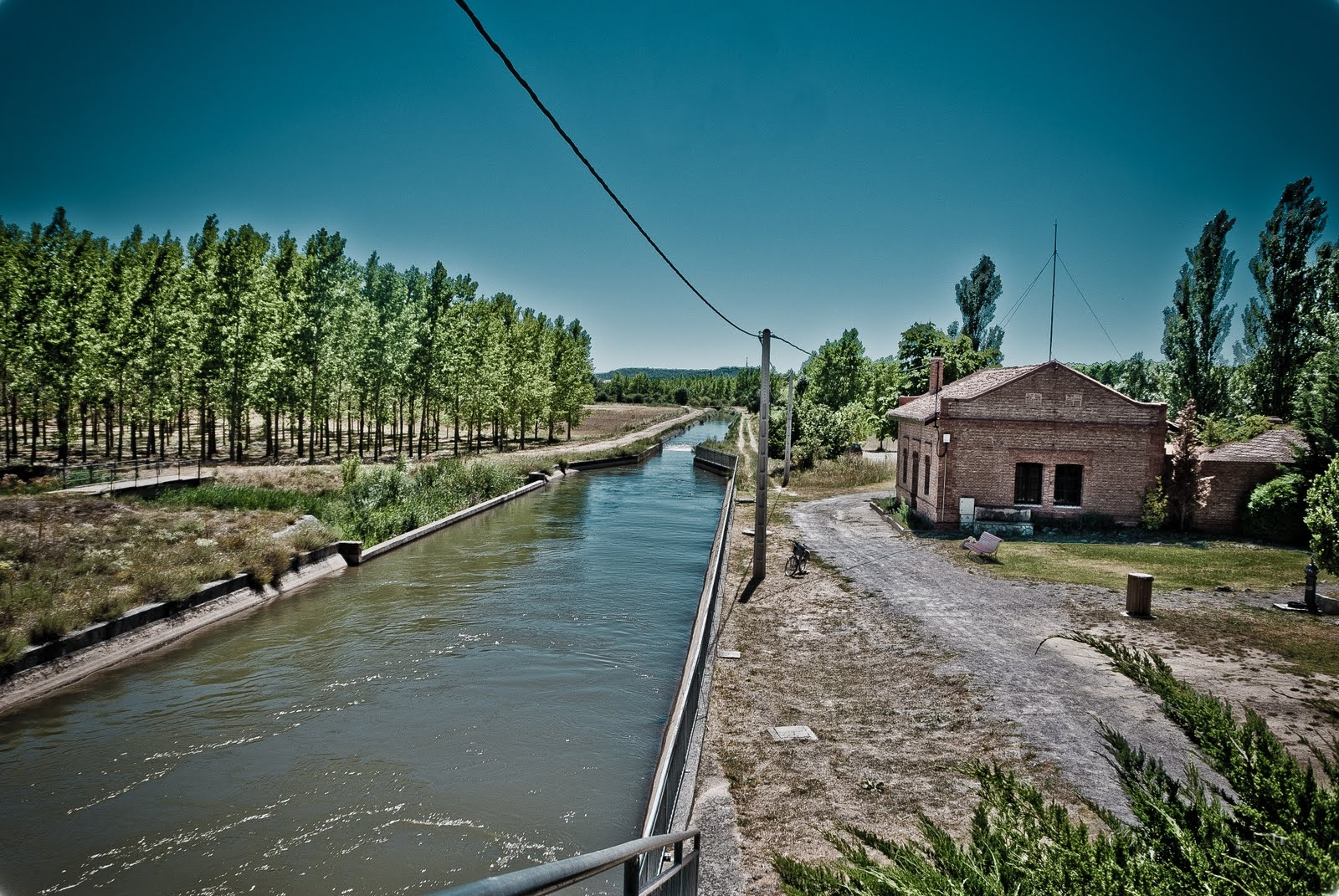
Canal de Castilla

- Reserva Natural de las Riberas de Castronuño-Vega del Duero: en la comarca de los Montes Torozos, Es una zona de páramos y vegas sedimentadas. Una zona migratoria y nidificación, para las aves acuáticas. El Duero está rodeado de bosques de ribera y constituye un ecosistema palustre muy interesante. Es una zona de grandes praderas y ausencia de grandes elevaciones. La fauna es abundante, como garza real, martinete, garceta común, culebras, patos cucharas, porrores comunes, porrones moñudos, cormoranes, alcotán, águila pescadora, culebra de collar, águila de escalera, garza imperial, halcón peregrino, lagartijas cenicienta y colirroja, lagarto ocelad, ranita de San Antonio, sapos parteros, turón, tejón.

- Lagunas del Raso de Portillo: se trata de tres lagunas de reciente construcción situadas sobre lo que había sido un humedal histórico que llegó a alcanzar las 1900 hectáreas hasta que fue desecado en el siglo XIX. Es un lugar privilegiado para observar gran cantidad de aves que habitan en los humedales o que están de paso en su etapa migratoria.

- Canal de Castilla: se empezó a construir en 1753 y se tardó casi un siglo en finalizarlo ya que fue inaugurado en 1849. Tiene forma de «Y» invertida y su objetivo era el transporte del trigo de Castilla hacia los puertos del Mar Cantábrico pero la llegada del ferrocarril pronto le hizo quedar obsoleto. Atraviesa 9 municipios de la provincia. Con el paso del tiempo, en los márgenes del canal se han ido formando una serie de humedales de alto valor ecológico, que representan una isla de biodiversidad. Su alto valor ecológico está relacionado con su diversa vegetación acuática y con el importante número de especies vertebradas que albergan. Dentro de las aves, en el Canal hay 121 especies de aves nidificantes y también aves invernantes y aves migradoras y accidentales; 42 especies de mamíferos, 15 de ellas insectívoros; 11 especies de anfibios y 14 de reptiles y 14 especies de peces.

- Pinar de Antequera: está considerado como el auténtico pulmón verde de la ciudad de Valladolid y el principal recurso natural de la capital vallisoletana. El pinar cuenta con amplios espacios para el senderismo, el deporte a pie o en bicicleta. Es muy frecuentado por los vecinos de la ciudad durante los fines de semana. La vegetación dominante es el pino piñonero, de inconfundible copa redonda y el pino resinero. También encontramos alguna encina, así como varias clases de arbustos como el espino albar, majuelo, retama, aulaga, torvisco, jaguarcillo, esparraguera silvestre, tomillo blanco y común, y el cantueso. Además de numerosas plantas herbáceas tales como líquenes, hongos y musgos. En cuanto a la fauna, la provincia cuenta con ejemplares de rabilargo, de gran valor ecológico. Entre las aves insectívoras se encuentran los pícidos y fringílidos, así como parejas de críalos, urracas, azores y alcotanes. Entre la fauna típica de matorral aparece la liebre común, el conejo e incluso la perdiz en los bordes de los cultivos.

- Flora y Fauna de la D.O. Rueda: hoy en día la región de Rueda es considerada una de las zonas más prósperas ecológicamente de Valladolid debido a la masa de viñedos y pinares que posee. Hay una Zona de especial protección para las aves (ZEPA) que se conoce como La Nava-Rueda. A día de hoy esta región tiene más de 7000 hectáreas de viñedos y el número aumenta año a año. Entre la diferente fauna de esta región cabe destacar la culebra bastarda, la liebre, el conejo, algunos ejemplares de jabalí, la perdiz, el águila ratonera o el halcón peregrino. Algunos de estos animales viven en los numerosos pinares de esta región o en el bosque de alcornoque del término municipal de Rueda. Cabe destacar el gran número de hectáreas de la región para el cultivo de cereales y la masa forestal dedicada al cultivo de olivo.

- Espacio Natural del Embalse del Río Bajoz: la modificación de este embalse, convirtió esta zona en una zona húmeda, que modificó la tipología del bosque y la convirtió en reducto de aves acuáticas. El valle está bañado por el río Bajoz. Forma parte del Catálogo de Zonas Húmedas de Interés Especial. RAMSAR. Hay zampullines, gallipatos o galápagos, tencas, bermejuelas, jabalíes y lobos.

- Embalse de Encinas de Esgueva: está permitido el baño y la pesca de especies como la trucha, la carpa común, la carpa royal, el carpín, el barbo, la bogas, el lucio, el blackbass y el percasol. En las zonas más profundas alcanza los 15 metros de profundidad. Cerca hay un merendero, lo que permite pasar jornadas de vacaciones en familia en el campo. También dispone de una ruta botánica.

- Embalse de Valdemudarra: a pesar de su reciente construcción ya está habitado por diversas especies de aves y peces, siendo en general llamativo el contraste de color entre los campos de cultivo de cereales con el azul del agua embalsada.

- El Valle del Cuco: está situado en la Comarca de Duero-Esgueva. En él se encuentra el arroyo del Cuco, que desemboca en el río Duero formando la Vega del Río Duero, que es una zona húmeda, con abundantes aves acuáticas y otros animales como el águila, el buitre, el cuco, el ruiseñor, grullas, tritón jaspeado, gallipato, avefrías, ciguñuelas, azalones, la rana común, sapo corredor y sapo común.

- Penillanuras-Campos Norte: se trata de una Zona de especial protección para las aves (ZEPA) de la Red Natura 2000. Está situado en los límites de las provincias de Zamora, Valladolid y León. Tiene especial importancia para la conservación de las aves esteparias, especialmente para la avutarda, el aguilucho cenizo y el sisón.

- Penillanuras-Campos Sur: se trata de una Zona de especial protección para las aves (ZEPA) de la Red Natura 2000. Está situado en los límites de las provincias de Zamora y Valladolid. Tiene especial importancia para la conservación de las aves esteparias, especialmente para el aguilucho cenizo, el aguilucho lagunero, el cernícalo primilla, el sisón y la avutarda.

- La Nava - Campos Norte: se trata de una Zona de especial protección para las aves (ZEPA) de las provincias de Palencia, Valladolid y León que se encuentra en la comarca de Tierra de Campos.

- El Carrascal: es un espacio natural protegido que forma parte de la Red Natura 2000 situado en gran parte del término municipal de Quintanilla de Onésimo y Santibáñez de Valcorba. También ocupa términos de Quintanilla de arriba, Sardón de Duero y Cogeces del Monte. Se trata de un Lugar de Interés Comunitario (LIC) de especial importancia para aves, mamíferos y anfibios.

- Tierra de Campiñas: se trata de una Zona de especial protección para las aves (ZEPA) de las provincias de Ávila, Valladolid y Segovia a lo largo del río Trabancos.

### Vegetación
Vegetación reducida al monte alto, con distintas especies de pinos (pinus pinea y pinus pinaster), encinas (quercus ilex), robles (quercus pyrenaica y Quercus faginea), alcornoque (quercus suber), olmos, chopos, fresnos, sauces, alisos, álamos, madreselvas carrizos, espadañas, matorral y pastizales.

### Fauna

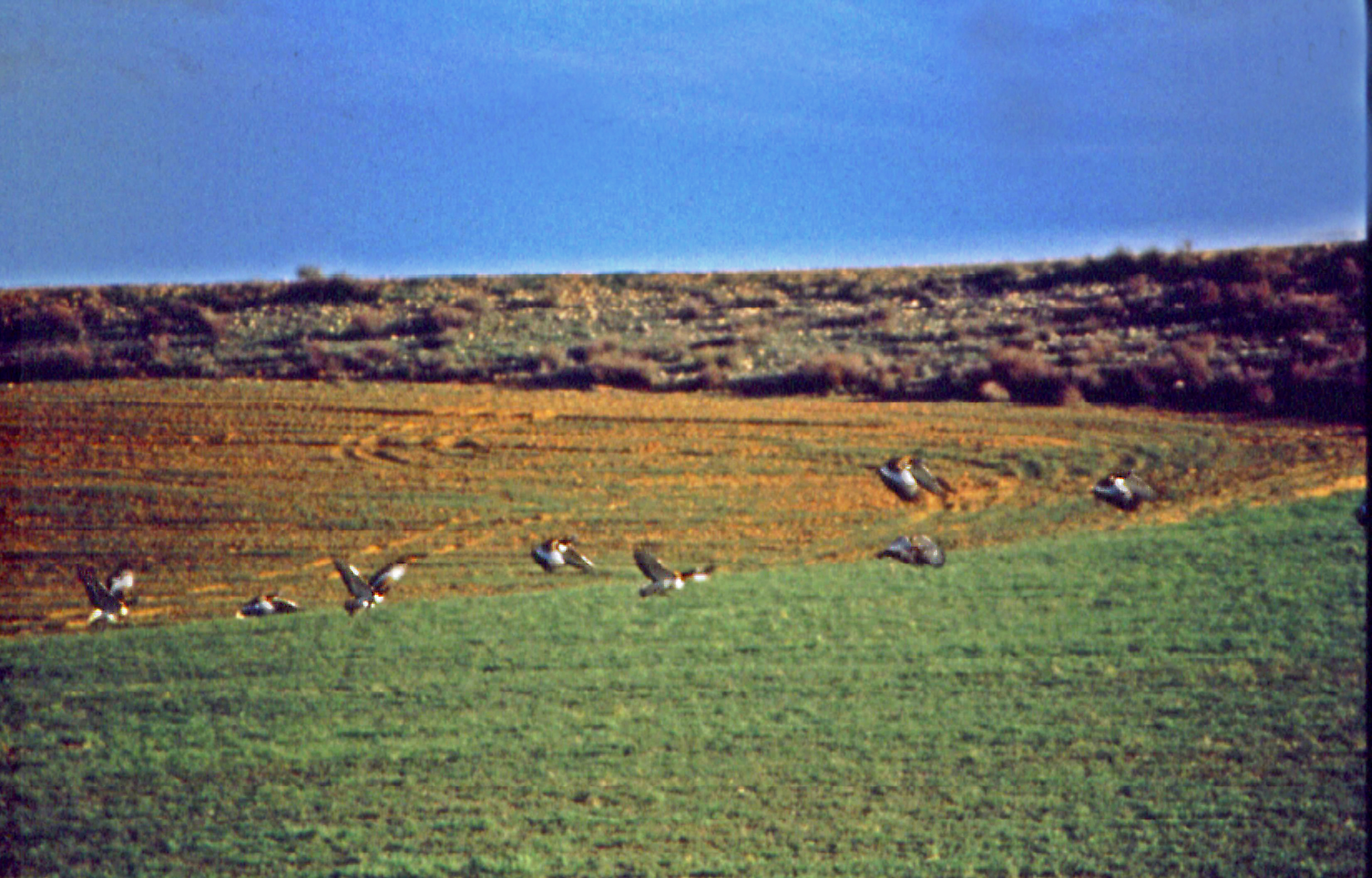
Avutardas en campos de Alaejos

En general, animales típicos que tienen de hábitat la meseta, como: el conejo, ardilla, erizo, topillo campesino, perdiz, avutarda, zancuda, pico picapinos, sisón, golondrina, petirrojo, cuco, ruiseñor, paloma, urraca, pato, oca, gorrión cigüeña, rana común, sapo, sapo corredor, galápago, lagartija, salamanquesa, garza real, garza imperial, garza, águila, águila real, musarañita, ciervo, gamo, aguilucho cenizo, aguilucho lagunero, aguilucho pálido, halcón peregrino, águila culebrera, cernícalo primilla, grulla, ganga común, murciélago ratonero, trucha, carpa, cangrejo de río, nutria, musaraña, liebre, corzo, jabalí, zorro, lobo, gorrión molinero, ganso, pavo real

## Economía

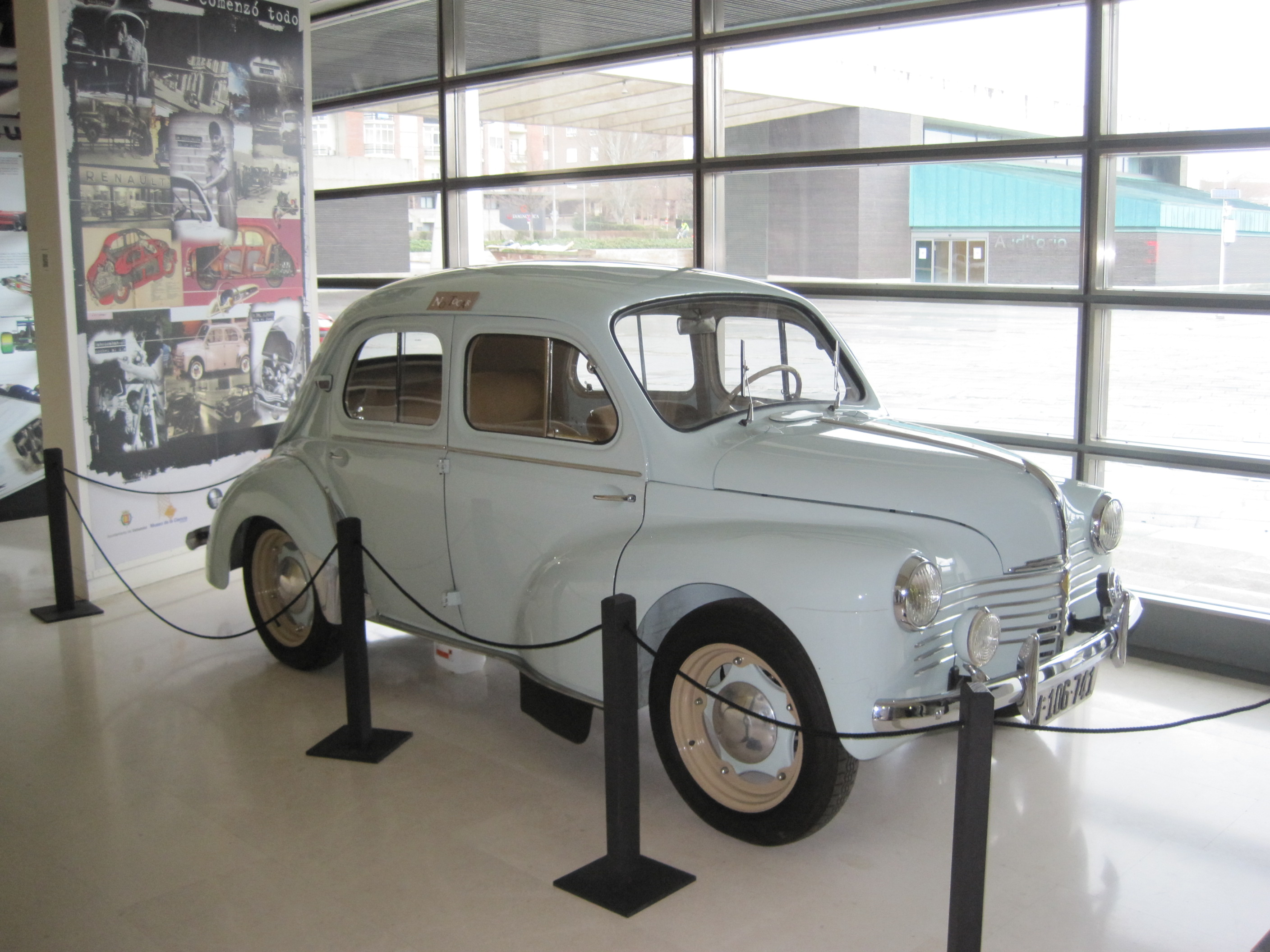
El primer Renault 4CV fabricado por FASA-Renault en la factoría de Valladolid. La fábrica abrió en 1951 y produjo un gran crecimiento industrial

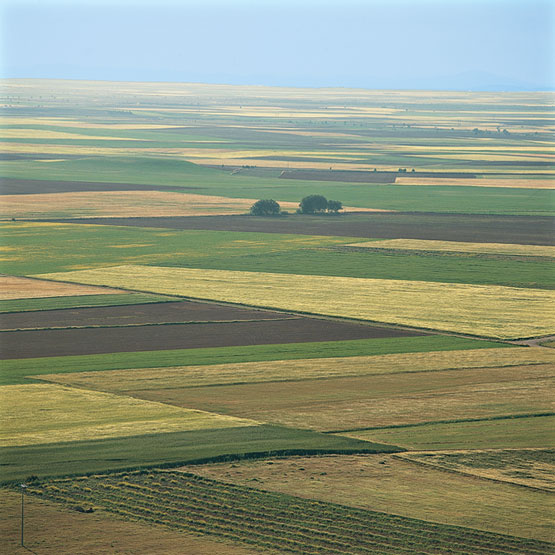
Campos cultivados (Campos abiertos) en Tierra de Campos

El PIB per cápita de la provincia es de 29 931€/habitante por año (INE 2022). Si se toma la media española como índice 100, la provincia obtuvo un 104,2 %. El PIB total de la provincia ascendió a 15 503 334 € (2022). La tasa de paro pasó del mínimo del 6,87 % en 2007 a un 19,70 % en 2013 debido a la crisis económica de 2008-2013 en España. En el último trimestre de 2021 esta cifra se hallaba en el 9,42 % y en el último trimestre de 2023 había descendido casi un punto, hasta el 8,62 %.
Agricultura dedicada al cultivo de cereales (trigo y cebada), leguminosas, remolacha azucarera, alfalfa, hortalizas y vid. Importante ganadería. Intensa actividad industrial especialmente concentrada en la capital, de derivados de la agricultura (pastas alimenticias, harinas, chocolates, azúcar, etc.), textiles, metalúrgica, fabricación de automóviles (FASA-Renault), químicas, de la construcción, de papel, artes gráficas, etc. Además de la capital Valladolid, destacan las poblaciones de Medina del Campo, Peñafiel, Tordesillas, Cigales, Cabezón de Pisuerga, Tudela de Duero, Laguna de Duero, Íscar, Olmedo y Pedrajas de San Esteban, esta última por su gran producción piñonera.
Es la provincia española con mayor producción de remolacha azucarera y patata. Es la segunda con mayor producción de maíz (detrás de León) y de centeno (detrás de Palencia) y produce más de medio millón de toneladas de cebada.

### Energía

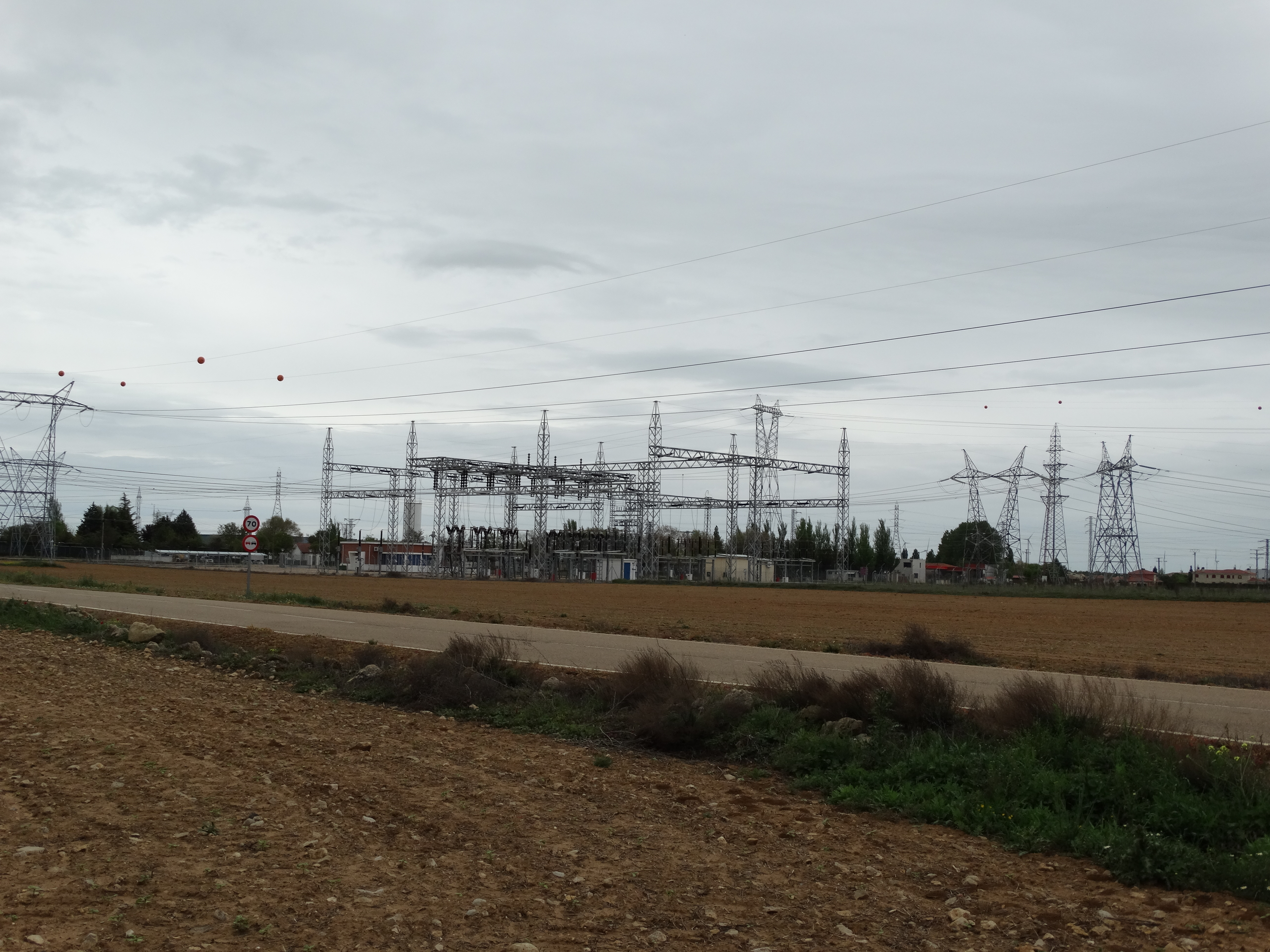
Subestación de La Mudarra

A diferencia de otras provincias de Castilla y León (que es la primera comunidad autónoma española en potencia instalada y la segunda en producción) como Burgos o León, la provincia de Valladolid no dispone de grandes centrales de energía nucleares, térmicas o hidroeléctricas ni tampoco de muchos parques eólicos o campos solares. Esto se debe entre otros motivos a la ausencia de cordilleras y valles que pudieran favorecer la construcción de embalses para la obtención de energía. En La Mudarra se encuentra una subestación eléctrica, propiedad de Red Eléctrica de España, que distribuye electricidad a todo el noroeste español.
Centrales Hidroeléctricas
| Imagen | Nombre                             | Municipio  | Comarca         | Tipo           | Potencia             | Propietario | Localización                              |
|        | Central hidroeléctrica de San José | Castronuño | Tierra del Vino | Turbina Kaplan | 20.000 MWh (2'28 MW) | Iberdrola   | 41°24′14″N 5°16′24″O / 41.40389, -5.27333 |

Parques eólicos
| Nombre        | Empresa                            | Municipios                                                                          | Potencia MW | Tecnología         | Número | Potencia Unitaria kW |
| Peñaflor III  | Bionor                             | La Mudarra, Castromonte y Peñaflor de Hornija                                       | 49          | Alstom - Ecotècnia | 30     | 2970                 |
| Peñaflor IV   | Bionor                             | Peñaflor de Hornija                                                                 | 49          | Alstom - Ecotècnia | 30     | 2970                 |
| San Lorenzo A | Parques eólicos San Lorenzo, S.L.U | Torrelobatón                                                                        | 48,75       | Vestas             | 26     | 1875                 |
| San Lorenzo B | Parques eólicos San Lorenzo, S.L.U | San Pelayo, Torrecilla de la Torre, Castromonte, Peñaflor de Hornija y Torrelobatón | 39,375      | Vestas             | 21     | 1875                 |
| San Lorenzo C | Vapat                              | Castromonte, Peñaflor de Hornija y Torrelobatón                                     | 28,13       | Gamesa             | 15     | 2000                 |
| San Lorenzo D | Vapat                              | Peñaflor de Hornija                                                                 | 33,75       | Gamesa             | 18     | 2000                 |
| Las Traperas  | MTDE                               | Medina del Campo                                                                    | 9,9         | Tecinsa            | 6      | 1650                 |
| TOTAL         |                                    |                                                                                     | 257,905     |                    | 146    |                      |

## Comunicaciones
La provincia de Valladolid tiene una gran importancia estratégica porque es un importante nudo de comunicaciones. Desde el punto de vista nacional es la vía que conecta Madrid con todo el norte de España, desde Vigo (Galicia) hasta San Sebastián (País Vasco). Desde el punto de vista internacional, por la provincia pasa la ruta terrestre más corta que conecta Portugal con Francia, desde el norte de Portugal (Oporto) hasta el sur de Francia (Hendaya).

### Vehículos

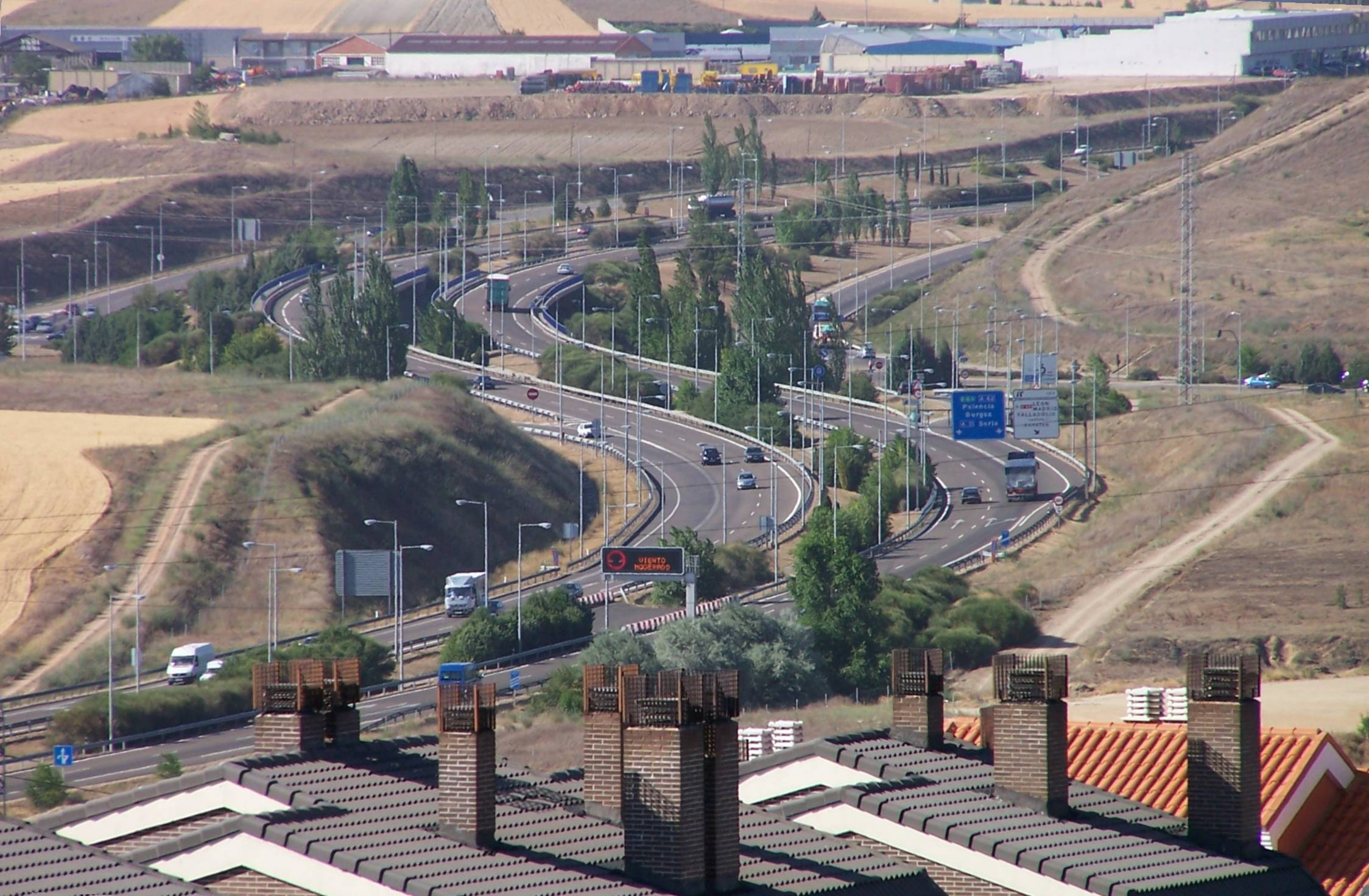
Autovía de Castilla

| Nombre                  | Desde/Hasta                        | Ciudades importantes de Valladolid por donde pasa                                                   |
| ----------------------- | ---------------------------------- | --------------------------------------------------------------------------------------------------- |
| Autovía del Noroeste    | Madrid-La Coruña                   | Medina del Campo, Rueda, Tordesillas, Urueña                                                        |
| Autovía Valladolid-León | Valladolid-León                    | Valladolid, Medina de Rioseco, Mayorga                                                              |
| Autovía de Castilla     | Burgos-Portugal                    | Cabezón de Pisuerga, Cigales, Valladolid, Simancas, Tordesillas, Alaejos                            |
| Autovía de Pinares      | Valladolid-Segovia                 | Valladolid, Boecillo, Portillo, Aldeamayor de San Martín                                            |
| VA-11                   | Valladolid-Tudela de Duero         | Valladolid, Tudela de Duero                                                                         |
| VA-12                   | Valladolid-Boecillo                | Valladolid, Laguna de Duero, Boecillo                                                               |
| VA-20                   | Valladolid-Arroyo de la Encomienda | Valladolid (circunvalación), Arroyo de la Encomienda                                                |
| VA-30                   | Cigales-Arroyo de la Encomienda    | Cabezón de Pisuerga, Santovenia de Pisuerga, Renedo de Esgueva, Valladolid, Arroyo de la Encomienda |

| Nombre | Desde/Hasta        | Ciudades importantes de Valladolid por donde pasa                                                 |
| ------ | ------------------ | ------------------------------------------------------------------------------------------------- |
| N-6    | Madrid-La Coruña   | Medina del Campo, Rueda, Tordesillas, Mota del Marqués, Villardefrades                            |
| N-122  | Zaragoza-Portugal  | Peñafiel, Quintanilla de Arriba, Quintanilla de Onésimo, Tudela de Duero, Valladolid, Tordesillas |
| N-601  | Madrid-León        | Olmedo, Mojados, Laguna de Duero, Valladolid, Medina de Rioseco, Mayorga                          |
| N-610  | Palencia-Benavente | Villalón de Campos, Becilla de Valderaduey                                                        |
| N-620  | Burgos-Portugal    | Valladolid, Tordesillas, Alaejos                                                                  |

| Nombre | Desde/Hasta        | Ciudades importantes de Valladolid por donde pasa |
| ------ | ------------------ | ------------------------------------------------- |
| E-80   | Lisboa-Gürbulak    | Valladolid, Tordesillas, Alaejos                  |
| E-82   | Tordesillas-Oporto | Tordesillas                                       |

### Tren

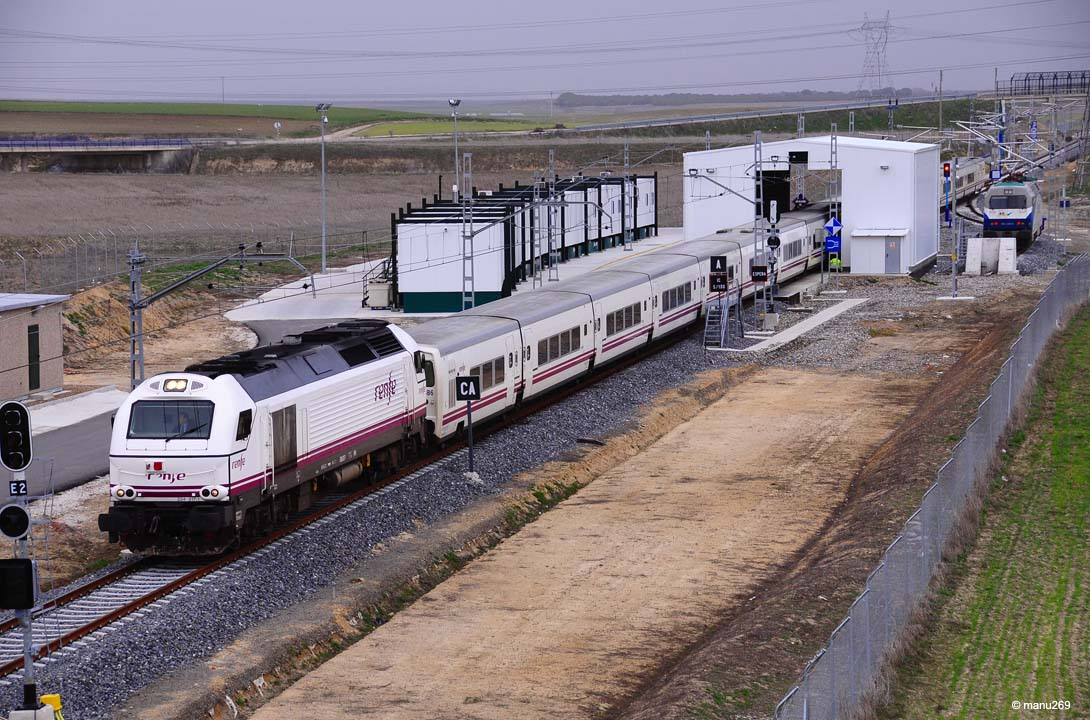
Un tren atravesando el cambiador de ancho de Medina del Campo.

El recorrido de la Alta Velocidad Española (AVE) en la provincia de Valladolid tiene paradas en la localidades de Valladolid, Olmedo y Medina del Campo como parte de las siguientes líneas: Línea de alta velocidad Madrid-Segovia-Valladolid, Línea de alta velocidad Valladolid-Palencia-León, Línea de Alta Velocidad Olmedo-Zamora-Galicia y del desvío ("baipás") cerca de Olmedo, en construcción y que conectará la línea Madrid-Valladolid con la línea Olmedo-Galicia. El futuro Corredor Atlántico (CORR 7), que pertenece a la red básica de la Red Transeuropea de Transporte (TEN-T), será un corredor ferroviario de pasajeros y mercancías que conectará los puertos de la fachada atlántica con el interior y el resto de Europa. Debería estar finalizado antes del año 2031.

### Aviones

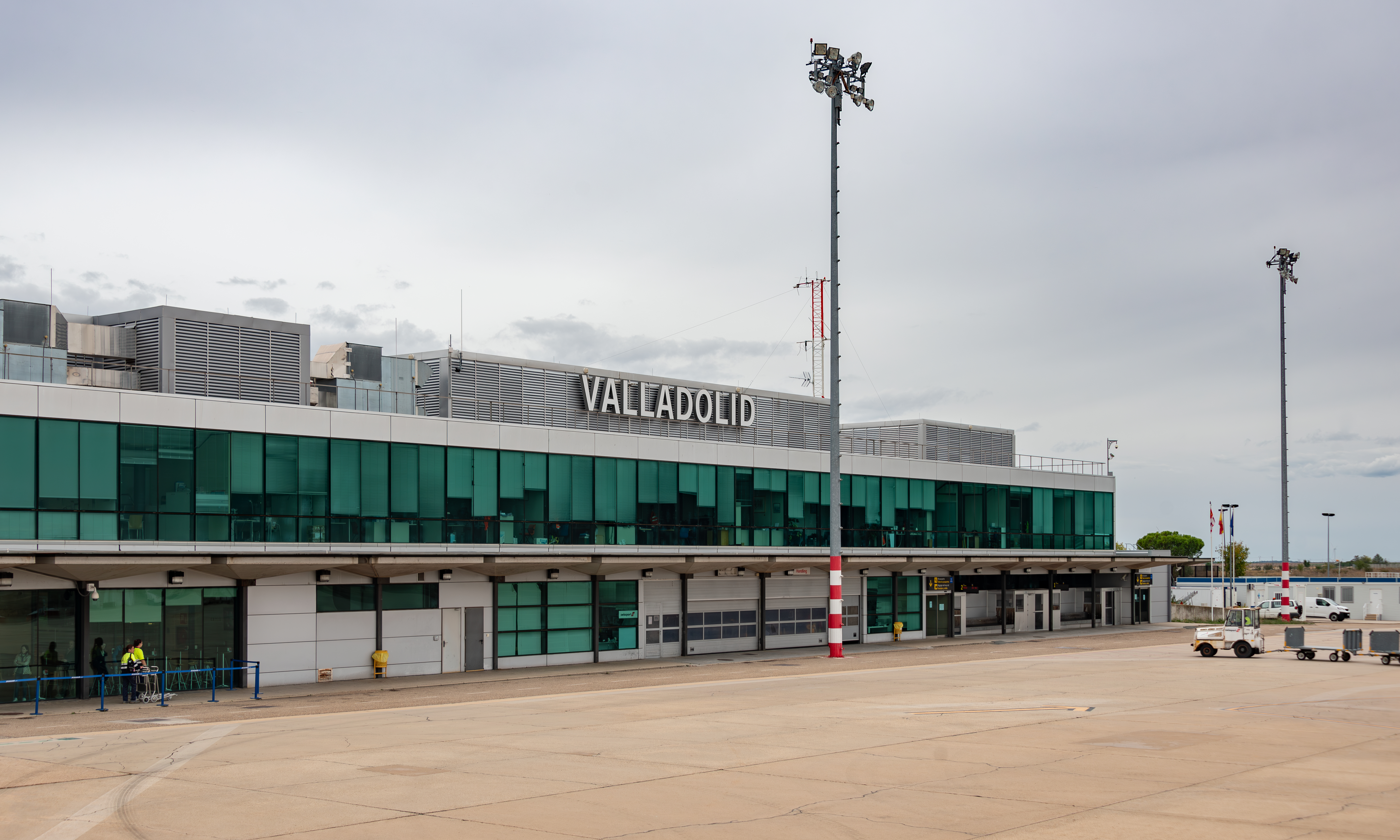
Aeropuerto de Valladolid

La provincia dispone de un aeropuerto; el Aeropuerto de Valladolid, situado en Villanubla. Antes de la pandemia por la COVID-19, el aeropuerto gestionaba alrededor del cuarto de millón de pasajeros al año (249 224 en 2019). Estas cifras sufrieron un descanso importante debido a las restricciones impuestas por la pandemia. En 2021, el aeropuerto de Valladolid gestionó 106.168 pasajeros, 5.643 operaciones y casi 2 toneladas de carga. Ocupa el puesto 31.º en movimiento de pasajeros dentro de los 49 aeropuertos de la red de AENA a la que pertenece. Se ha convertido en uno de los núcleos principales de pasajeros de Castilla y León. Fue construido en 1938 y reformado en 1972 y 2000. Comparte el aeropuerto civil con una base militar aérea. Su código IATA es VLL y su código OACI es LEVD. Tiene viajes a destinos como Alicante, Barcelona, Palma de Mallorca, Ibiza, Menorca, Gran Canaria, Tenerife Sur, Lanzarote, Valencia o Málaga-Costa del Sol.
También dispone de una serie de aeródromos privados: el Aeródromo de Alcazarén, el Aeródromo de El Carrascal, el Aeródromo de El Carrascalejo, el Aeródromo de Matilla de los Caños, y el Aeródromo de Mojados.

## Política

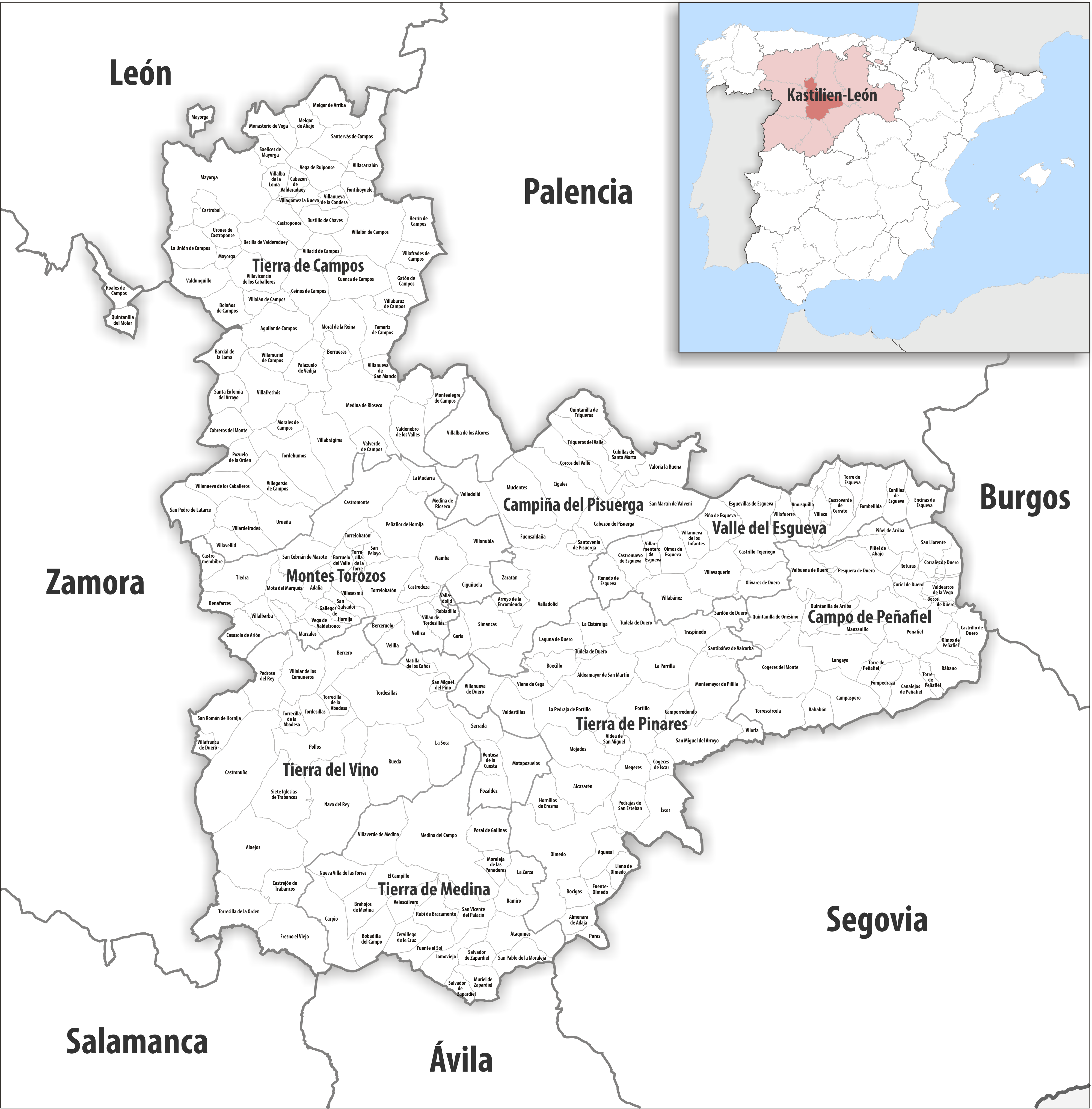
División municipal de la provincia

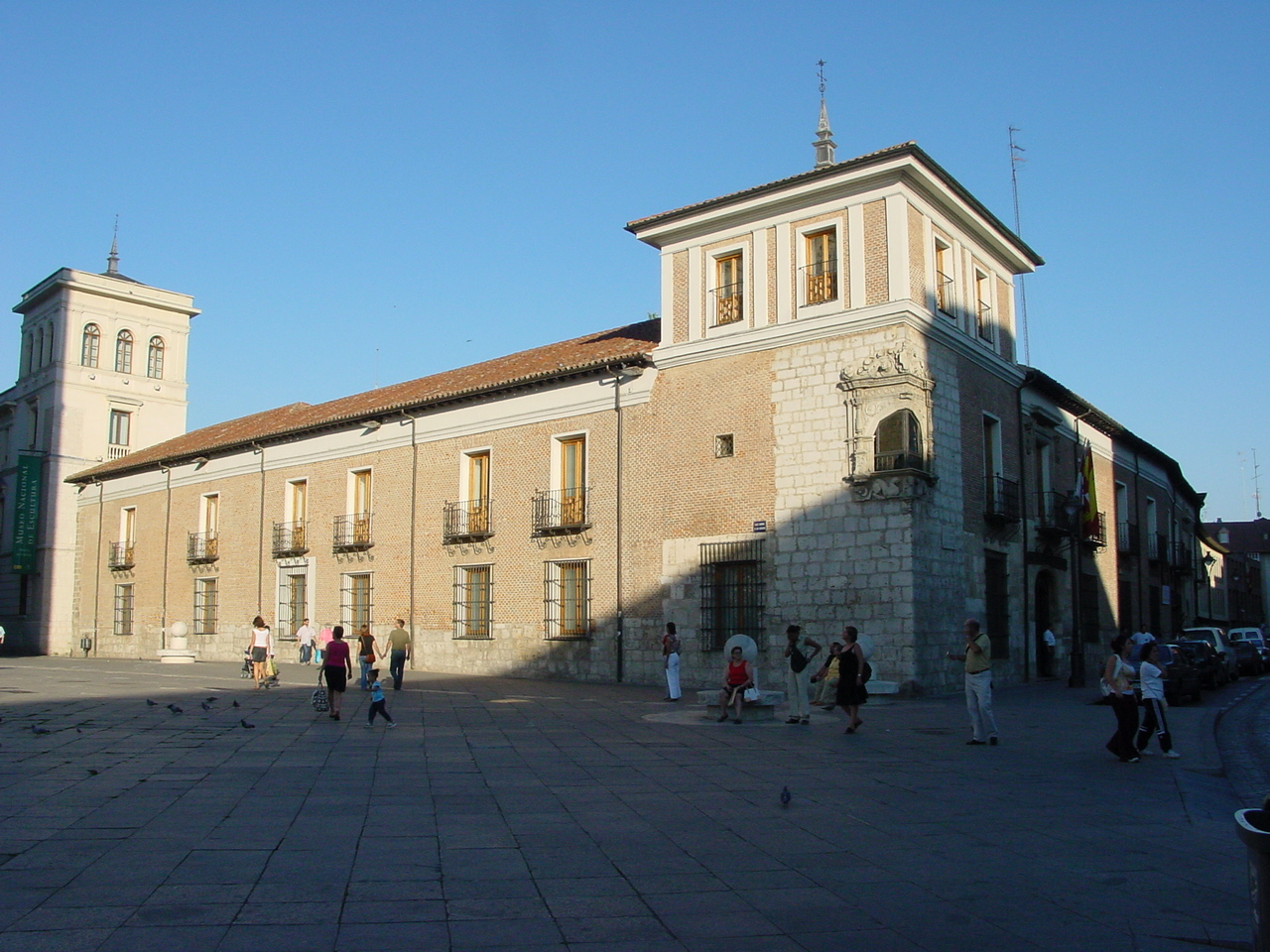
Palacio de Pimentel, sede de la Diputación Provincial de Valladolid

El Gobierno y la administración de la provincia de Valladolid corresponde a la Diputación Provincial de Valladolid, según lo expuesto en el estatuto de autonomía de Castilla y León. La sede se halla en el Palacio de Pimentel de Valladolid, desde 1875, cuando el inmueble fue adquirido por la Diputación Provincial.
La Diputación tiene competencias en el ámbito del asesoramiento, cooperación y asistencia a municipios y localidad, prestando también servicios supramunicipales de carácter provincial.
La composición de la Diputación se establece por elección indirecta a partir de los resultados en las elecciones de los municipios. El número de diputados de la Diputación de Valladolid, que depende del número de habitantes de la provincia, es de veinticinco, repartidos proporcionalmente entre los partidos judiciales que la componen.

## Demografía

### Evolución demográfica
| Gráfica de evolución demográfica (en miles de habitantes redondeados) de la provincia de Valladolid entre 1833 y 2024 |
| |
| Fuente: Instituto Nacional de Estadística de España - Elaboración gráfica por Wikipedia.                              |

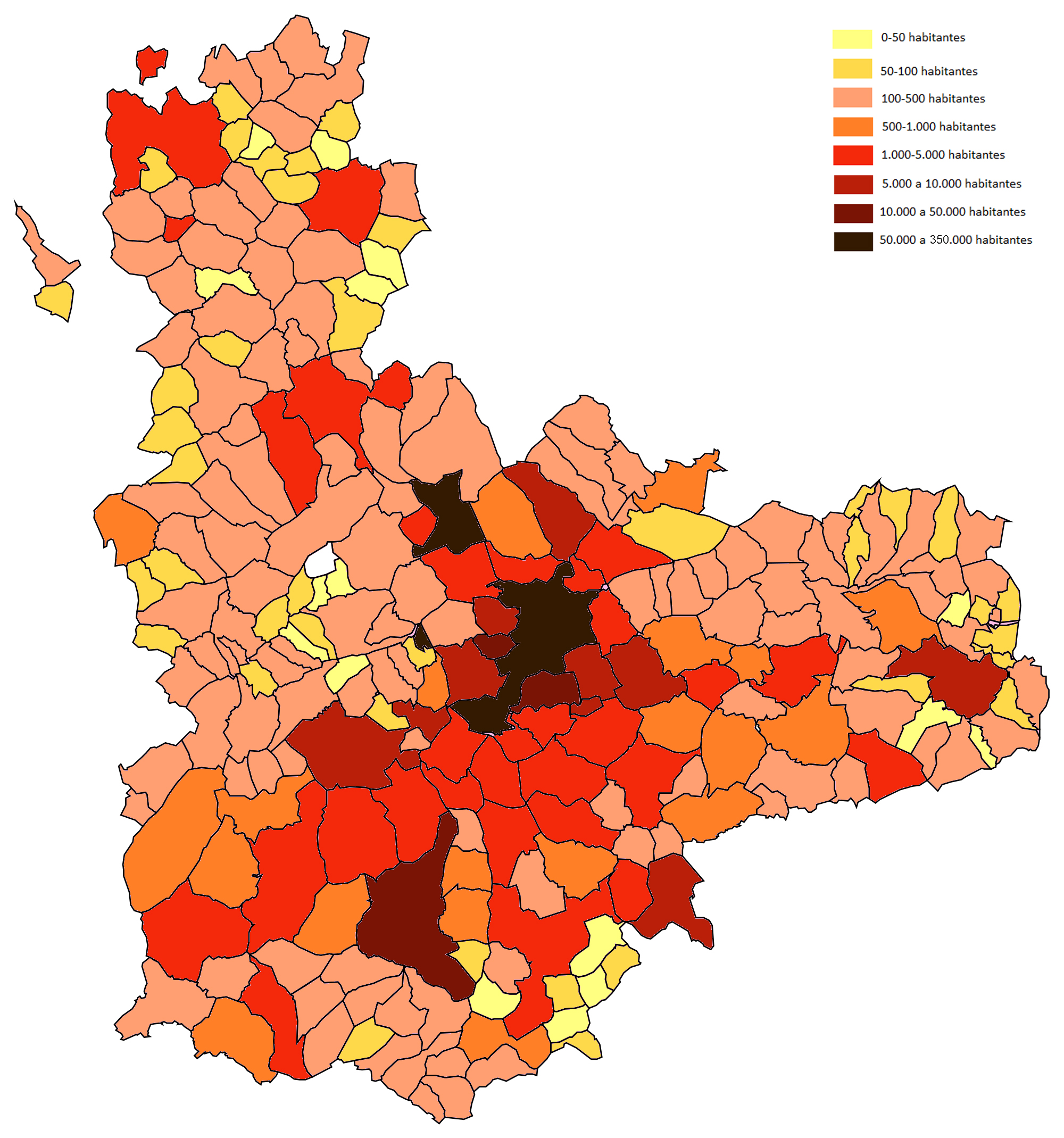
Población por municipios de la provincia de Valladolid

Valladolid es la provincia más poblada de Castilla y León, con 525 398 habitantes a 1 de enero de 2024 (INE), lo que representa más del 21 % del total de la población de la comunidad. En el conjunto de España, la provincia aporta el 1,08 % de peso sobre el total, siendo la trigésima provincia más poblada.
La población de la provincia de Valladolid se caracteriza por ser una de las más longevas de España y de Europa. Solo una ciudad tiene más de 100 000 habitantes, otras tres superan los 20 000 habitantes y otras nueve tienen más de 5000 habitantes.

### Estructura de la población

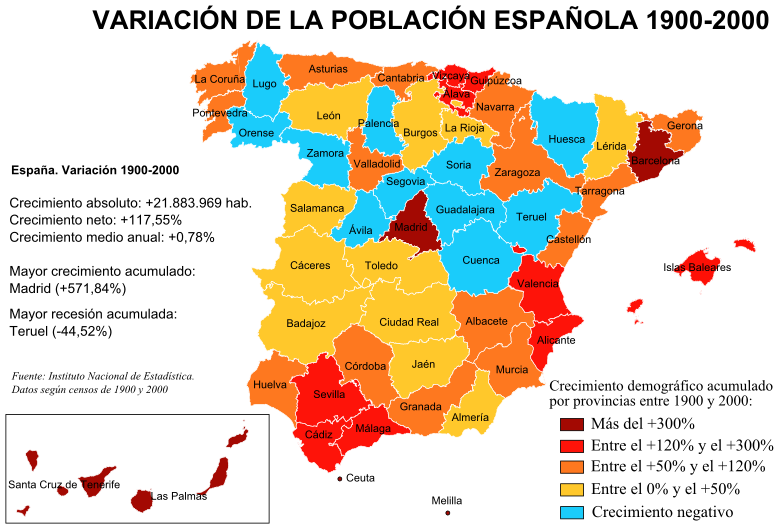
Variación de la población española entre 1900 y 2000

Si se divide la población en grupos de edad quinquenales, se observa que el mayoritario es el grupo de edad comprendido entre los 45 y los 49 años. La mayor parte de la población de la provincia de Valladolid (el 62,9 %) es mayor de 40 años. 
| Población total (2021) - Varones = 252 843 (48,7 %) - Mujeres = 266 518 (51,3 %) - Total = 519 361 | N.º de habitantes por edades (2021) - 0–19 años: 90 345 = 17,4 % - 20-39 años: 102 165 = 19,7 % - 40-59 años: 167 904 = 32,3 % - > 60 años: 158 947 = 30,6 % |

### Inmigración
| País                 | Cantidad | %       |
| -------------------- | -------- | ------- |
| Bulgaria             | 5084     | 17,27 % |
| Rumania              | 4943     | 16,80 % |
| Marruecos            | 4727     | 16,06 % |
| Colombia             | 2328     | 7,91 %  |
| Venezuela            | 1352     | 4,59 %  |
| Brasil               | 1049     | 3,56 %  |
| República Dominicana | 959      | 3,26 %  |
| China                | 773      | 2,63 %  |
| Portugal             | 730      | 2,48 %  |
| Perú                 | 594      | 2,02 %  |
| Italia               | 589      | 2,00 %  |
| Ecuador              | 381      | 1,29 %  |

Los inmigrantes en Valladolid representan el 5,6 % de la población. En 2022 la población inmigrante registrada en la provincia de Valladolid supone un total de 29 425 personas.
La estructura poblacional es más joven en comparación con la media global de la provincia. El grupo quinquenal mayoritario es el comprendido entre los 35 y 39 años.
La mayoría de inmigrantes en la provincia proceden de la Europa comunitaria, siendo las nacionalidades más comunes de los extranjeros la búlgara (5084), la rumana (4943) y la marroquí (4727), lo que supone más del 50 % del total de personas extranjeras. Destacan también los nacionales de países americanos (25 %) y los de países africanos (15 %).

## Organización territorial

### Municipios

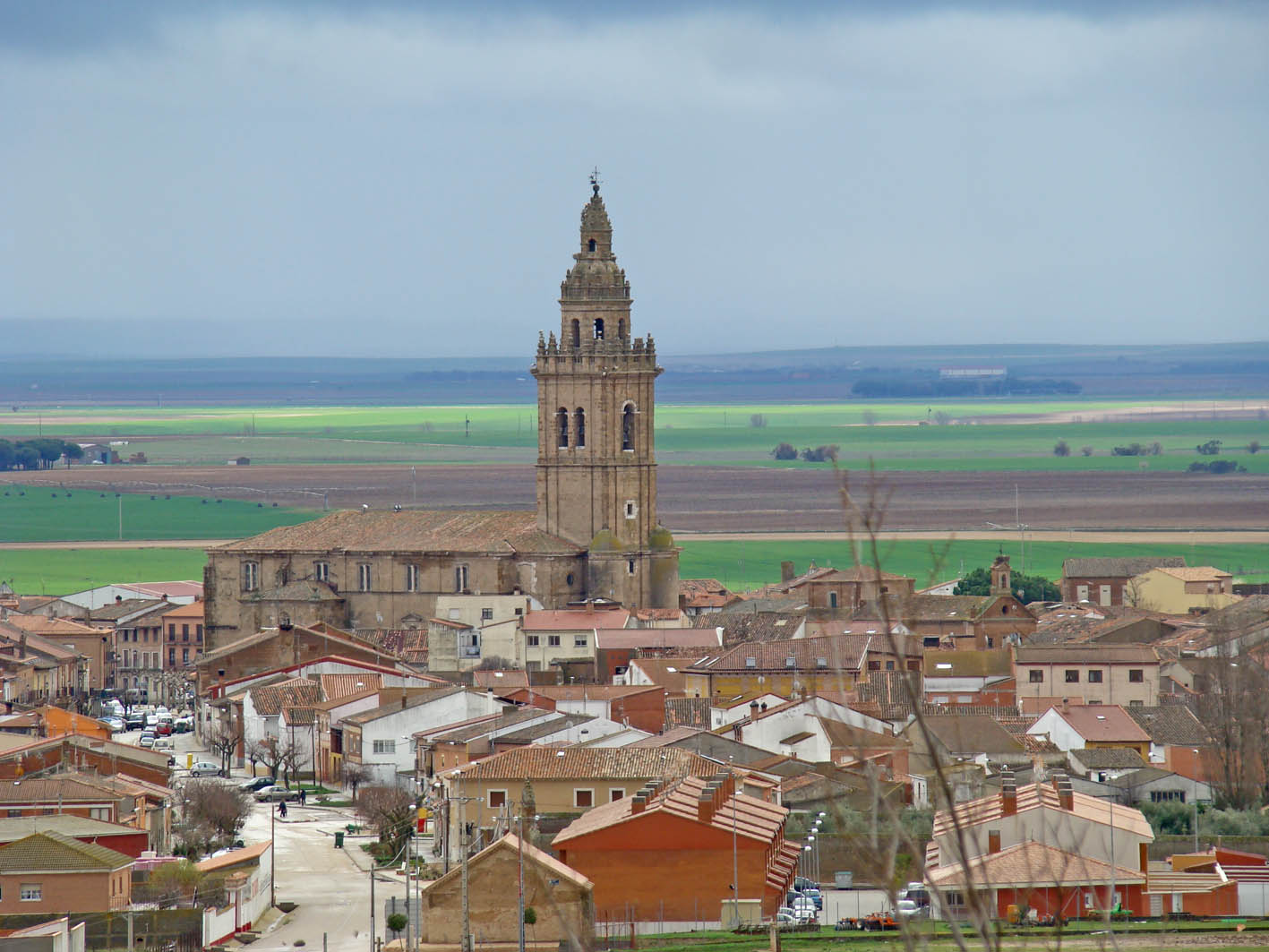
Nava del Rey, un municipio rural

La unidad administrativa básica en la que se divide la provincia son los municipios. Existen 225 en la actualidad. El municipio con más habitantes es la capital provincial. Entre el resto destacan municipios del centro de la provincia —principalmente del alfoz de Valladolid— como Laguna de Duero, Arroyo de la Encomienda, La Cistérniga, Zaratán, Simancas, Santovenia de Pisuerga, Cigales o Cabezón de Pisuerga. En el sur de la provincia sobresale en cuanto a número de habitantes la ciudad de Medina del Campo (la cuarta en este aspecto de la provincia) y Olmedo; al este de la provincia Peñafiel, al sureste Íscar y al oeste Tordesillas.
La provincia tiene dos enclaves en otros territorios: el más grande es el Enclave de Roales y Quintanilla, formado por los municipios de Roales de Campos y Quintanilla del Molar situados entre las provincias de Zamora y León y el más pequeño es la Dehesa de San Llorente, situado dentro de la provincia de León y que forma parte de la localidad de Mayorga. Ambos enclaves forman parte de la comarca de Tierra de Campos.
Los veinte municipios más poblados de la provincia de Valladolid son los siguientes (de acuerdo al padrón municipal del INE en 2024):

Municipios que conforman el área metropolitana de Valladolid

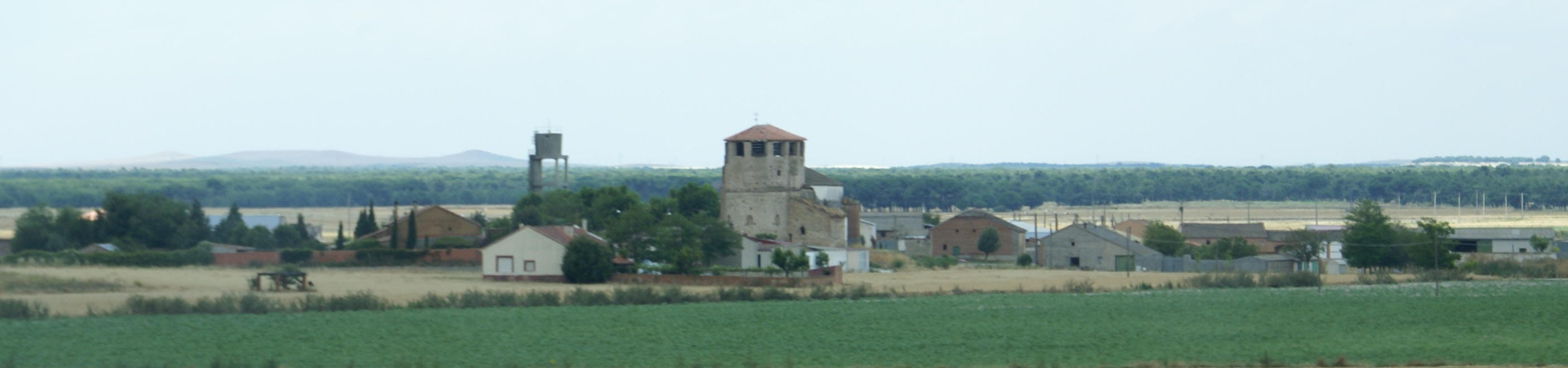
Almenara de Adaja, el municipio menos poblado de la provincia, con tan solo 21 habitantes (2018)

Teniendo en cuenta que la población de Valladolid, Laguna de Duero, Medina del Campo y Arroyo de la Encomienda representa casi el 70 % del total de la provincia o que los 23 municipios del área metropolitana de Valladolid aportan prácticamente el 80 % del peso demográfico total, se comprueba que existe un claro contraste demográfico con zonas altamente despobladas con un marcado carácter rural, sobre todo en la comarca de Tierra de Campos. Entre los municipios más despoblados de la provincia, están Aguasal, Torrecilla de la Torre, Almenara de Adaja, San Salvador, Roturas y Fontihoyuelo que no superan los 40 habitantes censados. Es la 3.ª provincia en que existe un mayor porcentaje de habitantes concentrados en su capital (57,49 %).

Tierra de Campos
Montes Torozos
Tierra del Vino
Tierra de Medina
Campiña del Pisuerga
Páramos del Esgueva
Campo de Peñafiel
Tierra de Pinares

### Entidades locales menores

Partidos judiciales de la provincia:
Partido judicial de Medina de Rioseco
Partido judicial de Valladolid
Partido judicial de Medina del Campo

En la actualidad sólo existen 10 entidades locales menores (la denominación con la que se conoce en la comunidad autónoma de Castilla y León a las entidades de ámbito territorial inferior al municipio). Se tratan de Aldealbar (perteneciente al municipio de Torrescárcela), Calabazas (perteneciente al municipio de Olmedo), Foncastín y Torrecilla del Valle (pertenecientes al municipio de Rueda), Gordaliza de la Loma (perteneciente a Bustillo de Chaves), San Bernardo (Valbuena de Duero), La Santa Espina (Castromonte), Santiago del Arroyo (San Miguel del Arroyo) y Villamarciel y Villavieja del Cerro (pertenecientes al municipio de Tordesillas).

### Comarcas
En la provincia de Valladolid no existe una división comarcal consolidada a nivel oficial. Sin embargo, existen comarcas históricas más o menos arraigadas que engloban a varios municipios, pedanías y áreas residenciales que se unen para la gestión de servicios comunes como el de basura, limpieza o sanidad. Por ello debemos distinguir entre comarcas de división administrativa y comarcas de denominación histórica y turística.
Según algunas corrientes castellanistas y las fuentes aportadas por el periódico El Norte de Castilla, la provincia de Valladolid se dividiría en ocho comarcas históricas:
- Tierra de Campos
- Páramos del Esgueva
- Tierra de Pinares
- Campo de Peñafiel
- Montes Torozos
- Campiña del Pisuerga
- Tierra del Vino (Valladolid) (existe otra «Tierra del Vino» en la provincia de Zamora que no limita geográficamente con la comarca vallisoletana)
- Tierra de Medina

La web turística de la diputación provincial divide la provincia en 5 comarcas:
- Tierra de Campos (Zona Norte)
- Montes Torozos (Zona Oeste)
- Valladolid (Zona Centro)
- Duero-Esgueva (Zona Este)
- Tierra de Pinares (Zona Sur)

Para ciertos historiadores, en la división comarcal, habría que tener en cuenta que algunas pertenecen también a otras provincias:
- Tierra de Campos, que se extendería por Palencia, Zamora y León
- Montes Torozos que incluiría a la capital y también se extiende a la provincia de Palencia
- Tierra de Medina
- Tierra de Pinares, que se extendería por el norte de Segovia
- Ribera del Duero, que se extendería por Burgos

## Cultura

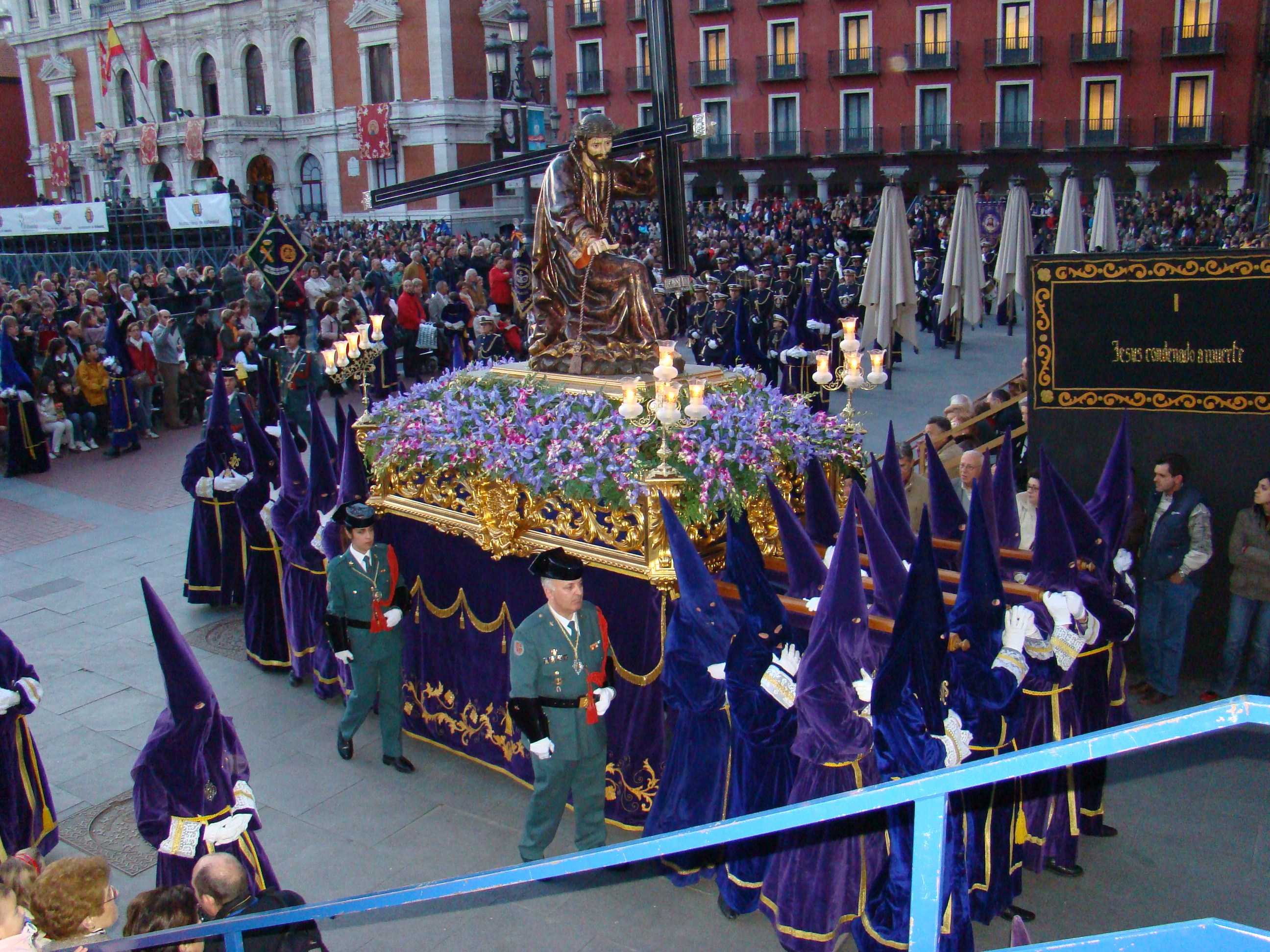
Semana Santa en Valladolid

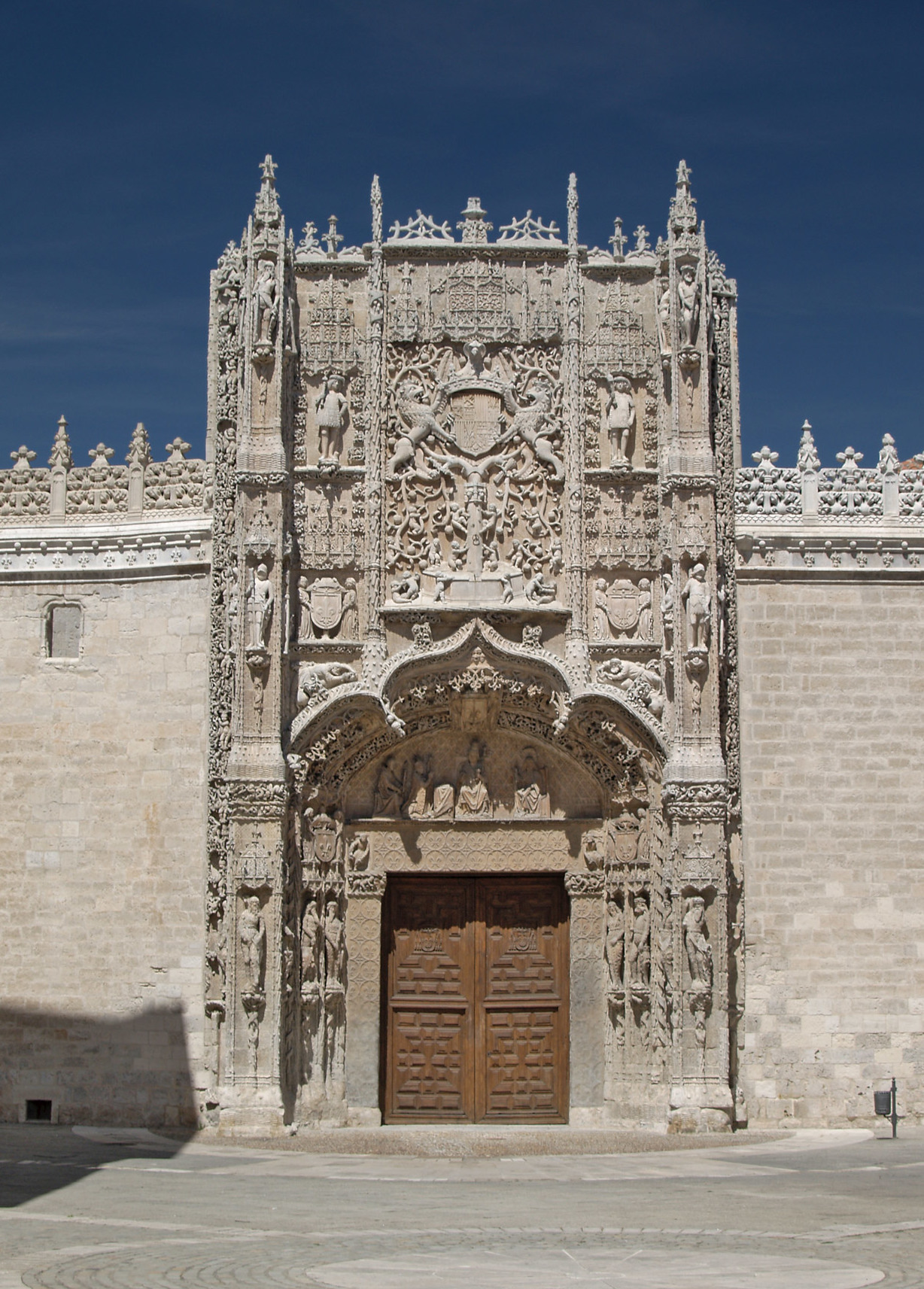
Museo Nacional de Escultura

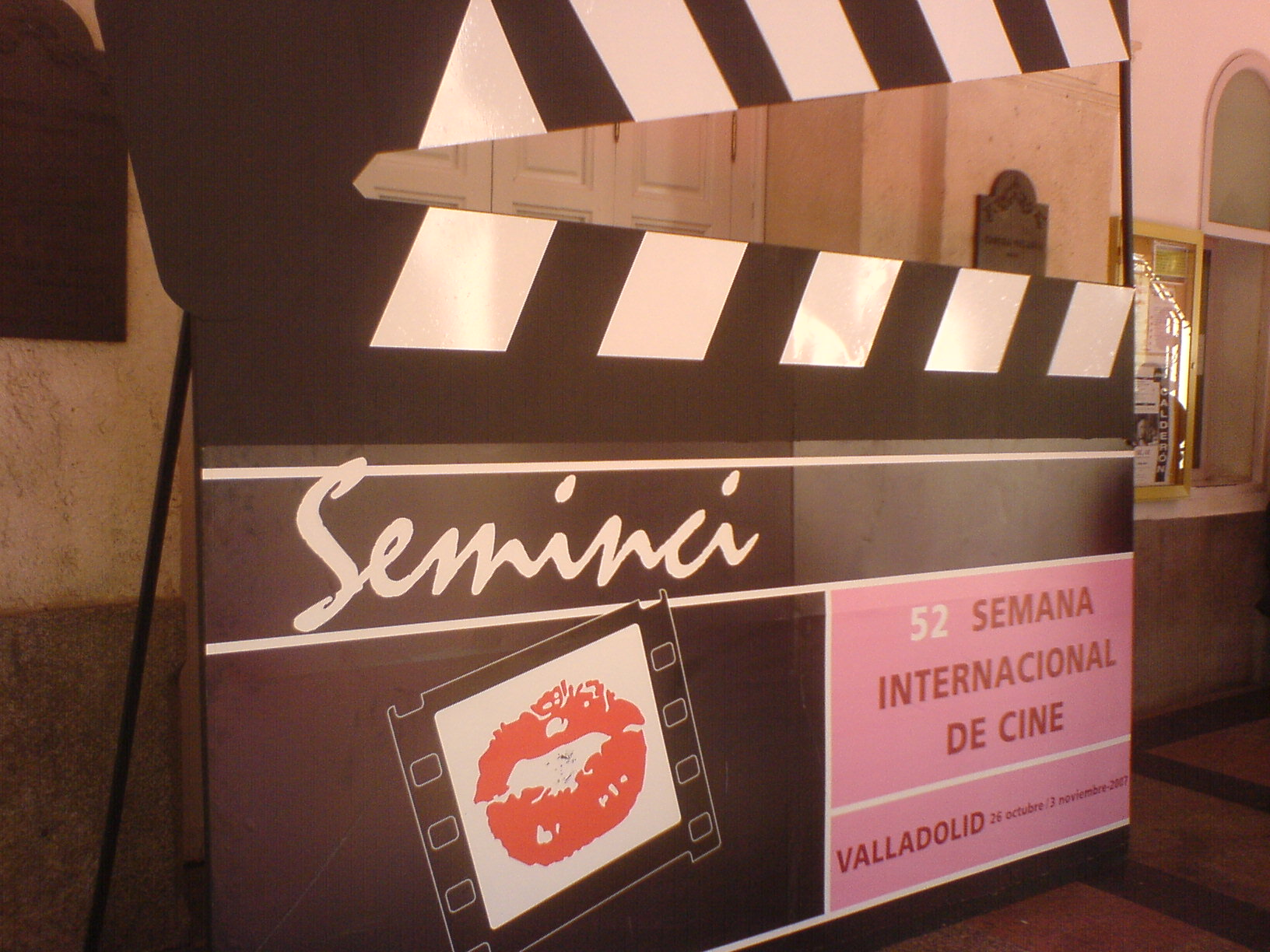
Claqueta de la Semana Internacional de Cine de Valladolid en los soportales del Teatro Calderón

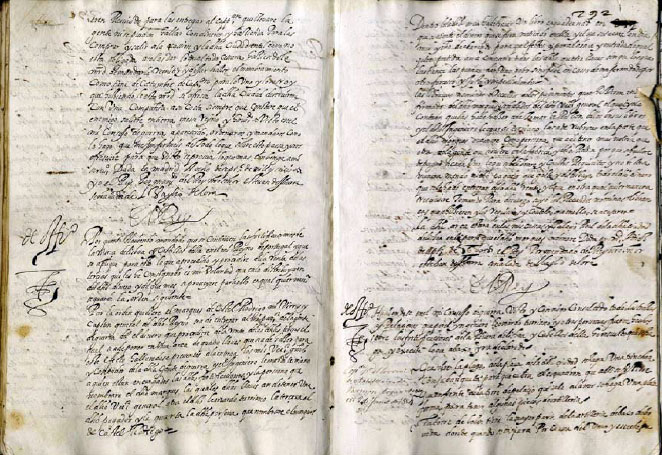
Documento del Archivo General de Simancas. La Unesco otorgó la distinción de Patrimonio de la Humanidad dentro de su categoría Memoria del mundo tanto a este archivo como al Tratado de Tordesillas

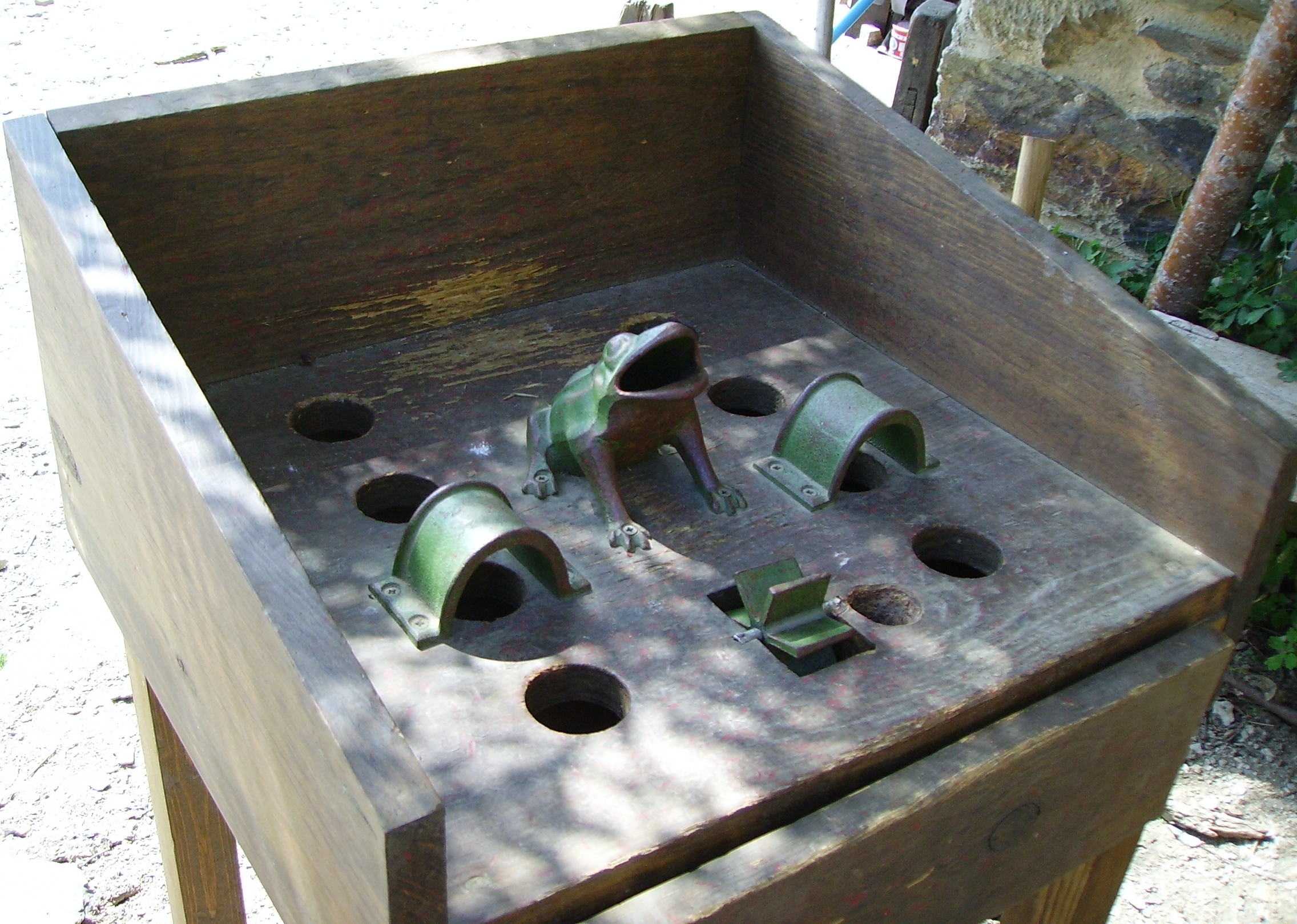
La Rana, un juego típico castellano

El acontecimiento cultural más importante en la provincia es la Semana Santa, siendo la única de España que cuenta con tres declaraciones de Interés Turístico Internacional.
Valladolid capital cuenta con una tradición que se remonta al siglo XV y que desarrolló su mayor esplendor en el siglo XVII, al ser Capital del Imperio Español, lo que motivó el asentamiento de los principales escultores de la época, como Juan de Juni, Alonso Berruguete o Gregorio Fernández. Ello le ha llevado a ser la sede del Museo Nacional de Escultura, que cede, como un hecho museístico singular en España, desde 1922, 104 imágenes de sus fondos, distribuidas en los correspondientes pasos. Sus procesiones y actos se caracterizan por su devoción, silencio y sobriedad.
Medina de Rioseco cuenta también con una importante colección de imaginería. Procedente del siglo XVI, de los gremios de artesanos, goza de un gran arraigo entre la población.
Medina del Campo tiene en su haber las Procesiones de Disciplina más antiguas de España, instauradas por San Vicente Ferrer en 1411, con caracteres propios que perviven hasta hoy.
La provincia de Valladolid es una de las más avanzadas en cuanto a museos se refiere teniendo algunos de los más importantes de Castilla y León y varios nacionales. Así pues los museos de la provincia de Valladolid están dotados de última tecnología y todos ellos cuentan con aclaraciones para sordos de forma escrita. La provincia de Valladolid y en colaboración con la Junta de Castilla y León ha puesto en marcha un programa para la difusión de estos y la creación de otros nuevos. La provincia de Valladolid y en concreto su capital cuentan con 3 de las casa museos más importantes de España en ellas vivieron importantísimos personajes de la cultura y la historia de España como Miguel de Cervantes o Cristóbal Colón.
Así pues los museos que operan a pleno rendimiento en la provincia de Valladolid son: Real Monasterio de Santa Clara, Real Monasterio de San Joaquín y Santa Ana, Planetario de Valladolid, Museo Interactivo del Hombre, Museo Provincial del Vino de Valladolid, Museo Pedagógico de Ciencias Naturales, Centro de Interpretación de la Vida Rural de Castilla y León, Museo Oriental, Museo Nacional de Escultura, Museo Interparroquial de Arte Sacro, Museo de la Academia de Caballería, Museo Diocesano y Catedralicio, Museo del Monasterio de Santa Isabel, Museo de Valladolid, Museo de San Antolín, Museo de la Real Academia de Bellas Artes de la Purísima Concepción, Museo de la Iglesia de Santa María, Museo de la Colegiata de San Luis, Museo Comarcal de Arte Sacro, Ecomuseo de Tordehumos, Centro Etnográfico Joaquín Díaz, Parque temático Mudéjar, Casa Museo de Zorrilla, Casa Museo de Colón, Casa Museo de Cervantes, Museo de las Ferias de Medina del Campo, Museo de la Ciencia de Valladolid, Fuenteungrillo, Museo de la Piedra de Campaspero, Museo del Cántaro, Museo del Pan, Museo de las Ferias, Yacimiento de Cerro de la Ermita, Villa romana de Almenara-Puras. En esta lista no están todos los museos de la provincia de Valladolid; se pueden encontrar más en la página web de la diputación provincial.
La provincia tiene varios archivos de documentos históricos entre los que destacan el Archivo de Simancas, el Archivo de la Real Chancillería de Valladolid, el Archivo Histórico Provincial de Valladolid, el Archivo Histórico Municipal de Valladolid, el Archivo General de Castilla y León y el Archivo Iberoamericano de Cetrería. Se dio el título honorífico de Villa del libro a Urueña en 1975, ya en hay unas 11 librerías en todo el pueblo, gracias al apoyo que han tenido por parte de la diputación, motivo por el que está incluida dentro de la red de Villas del Libro del mundo.
La Unesco otorgó la distinción de Patrimonio de la Humanidad dentro de su categoría Memoria del mundo al Tratado de Tordesillas en 2007 y al Archivo General de Simancas en 2017.

### Lengua
En la zona se habla una variedad local del dialecto castellano septentrional, que tiene rasgos diatópicos como el leísmo, el laísmo y otros propios.
Algunas personalidades vallisoletanas destacadas en el ámbito de la literatura son:	

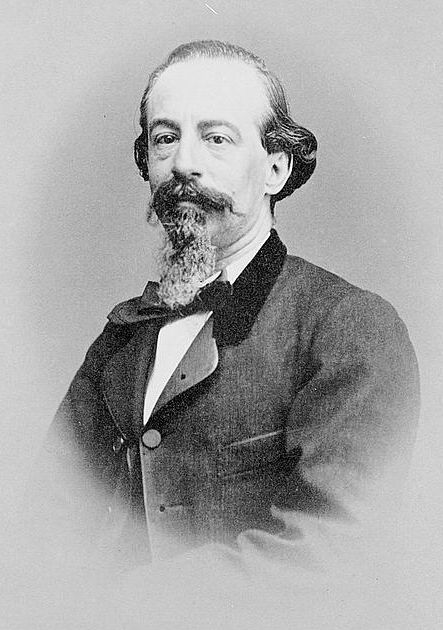
José Zorrilla
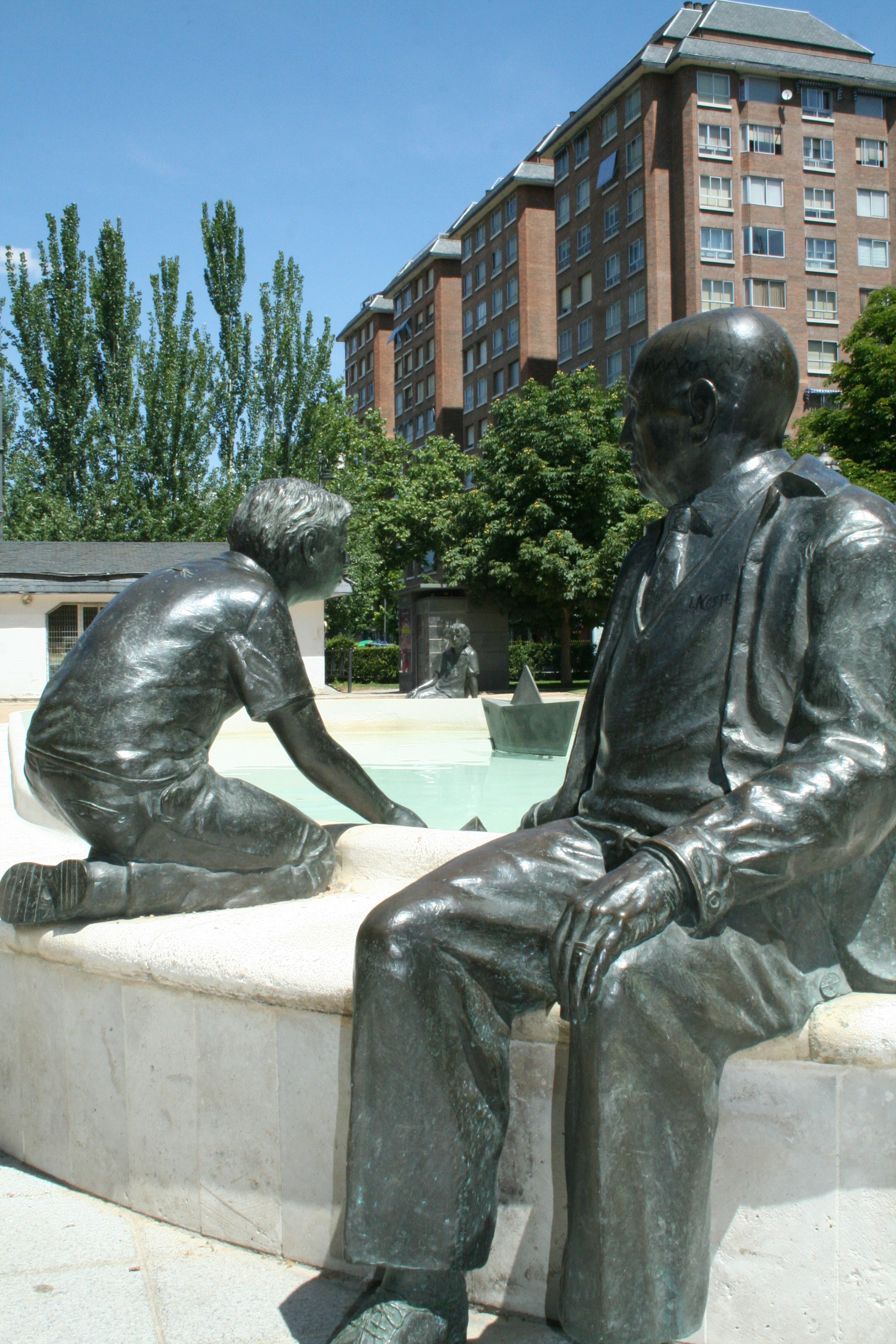
Jorge Guillén
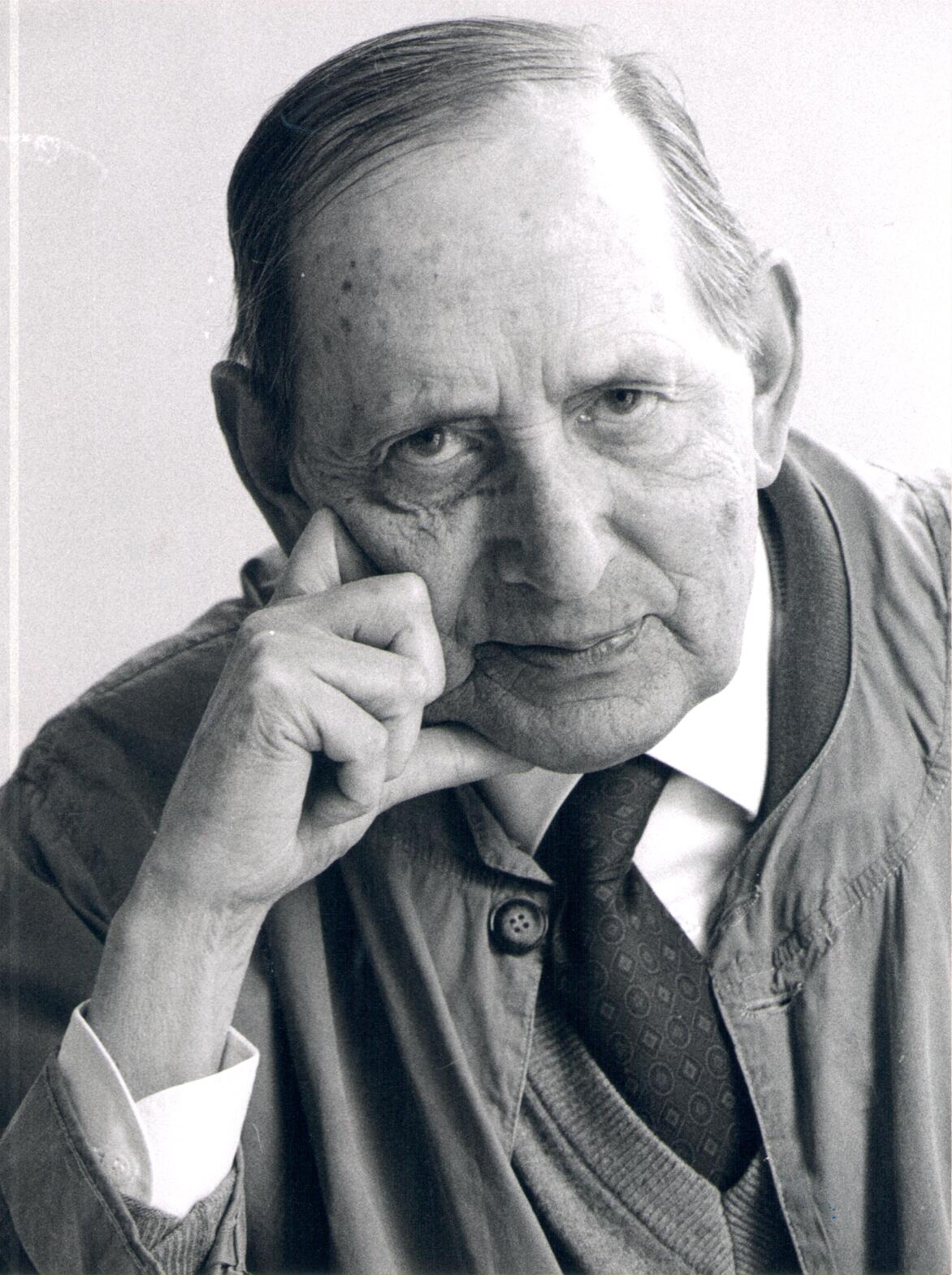
Miguel Delibes
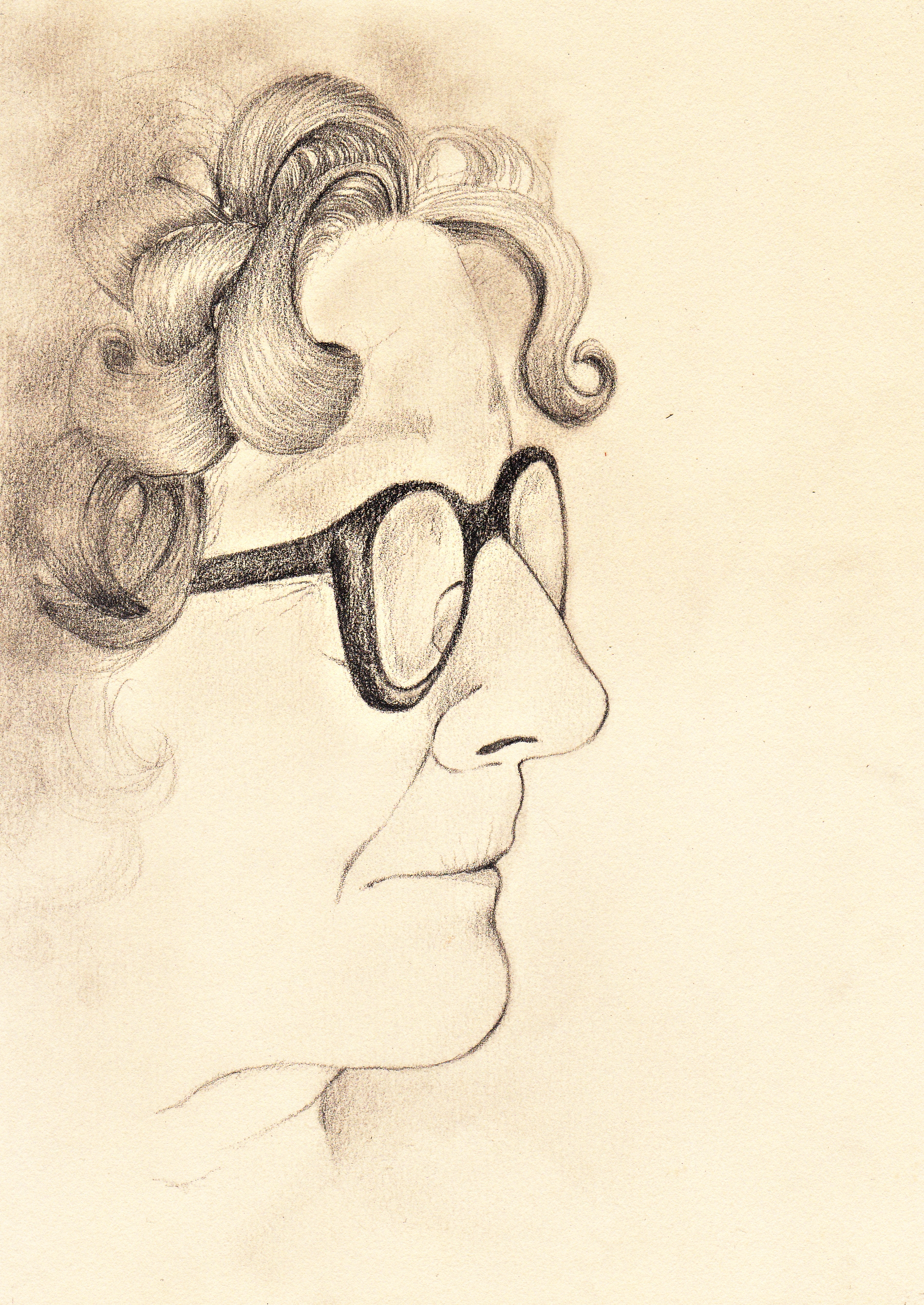
Rosa Chacel
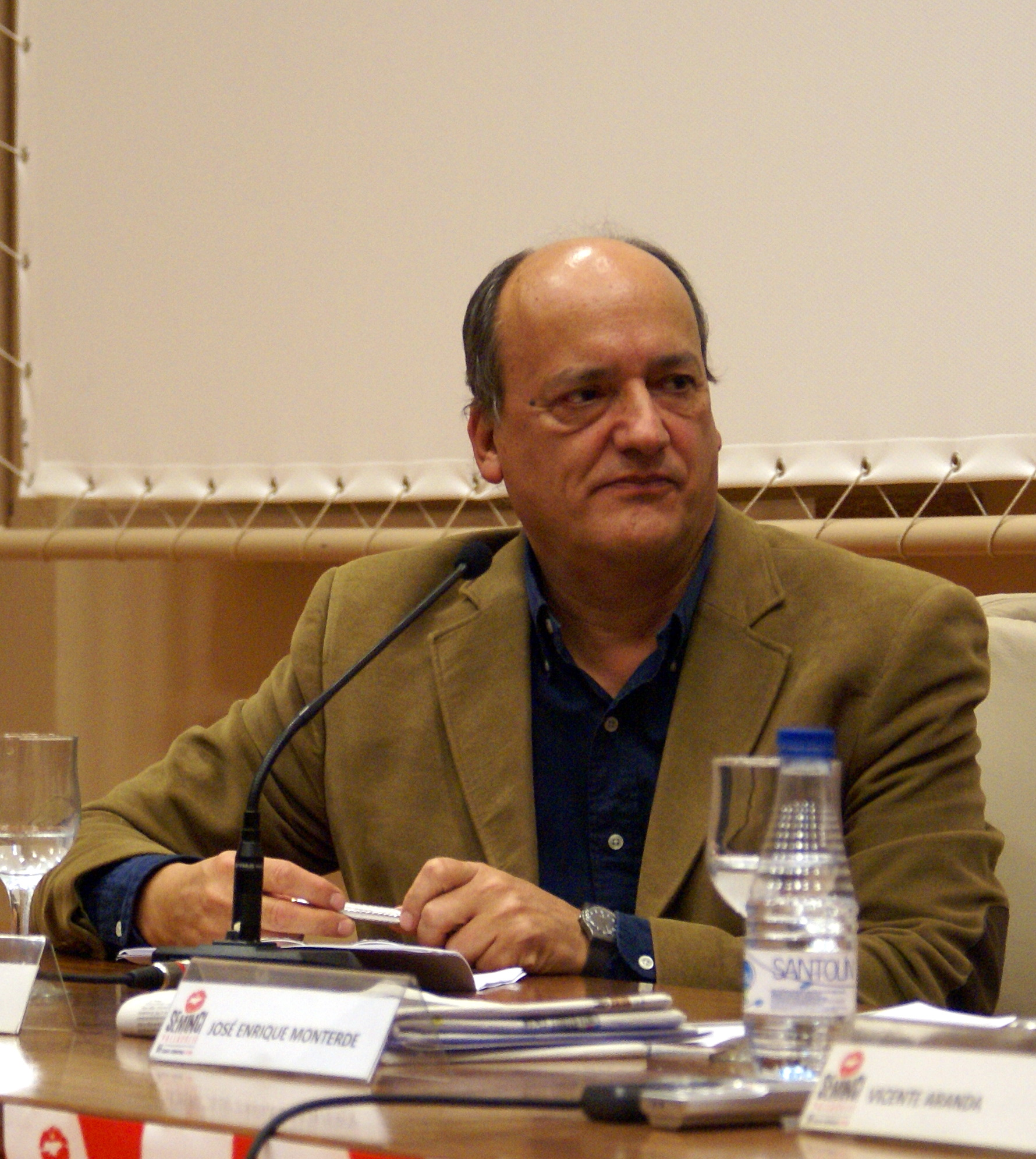
Gustavo Martín Garzo
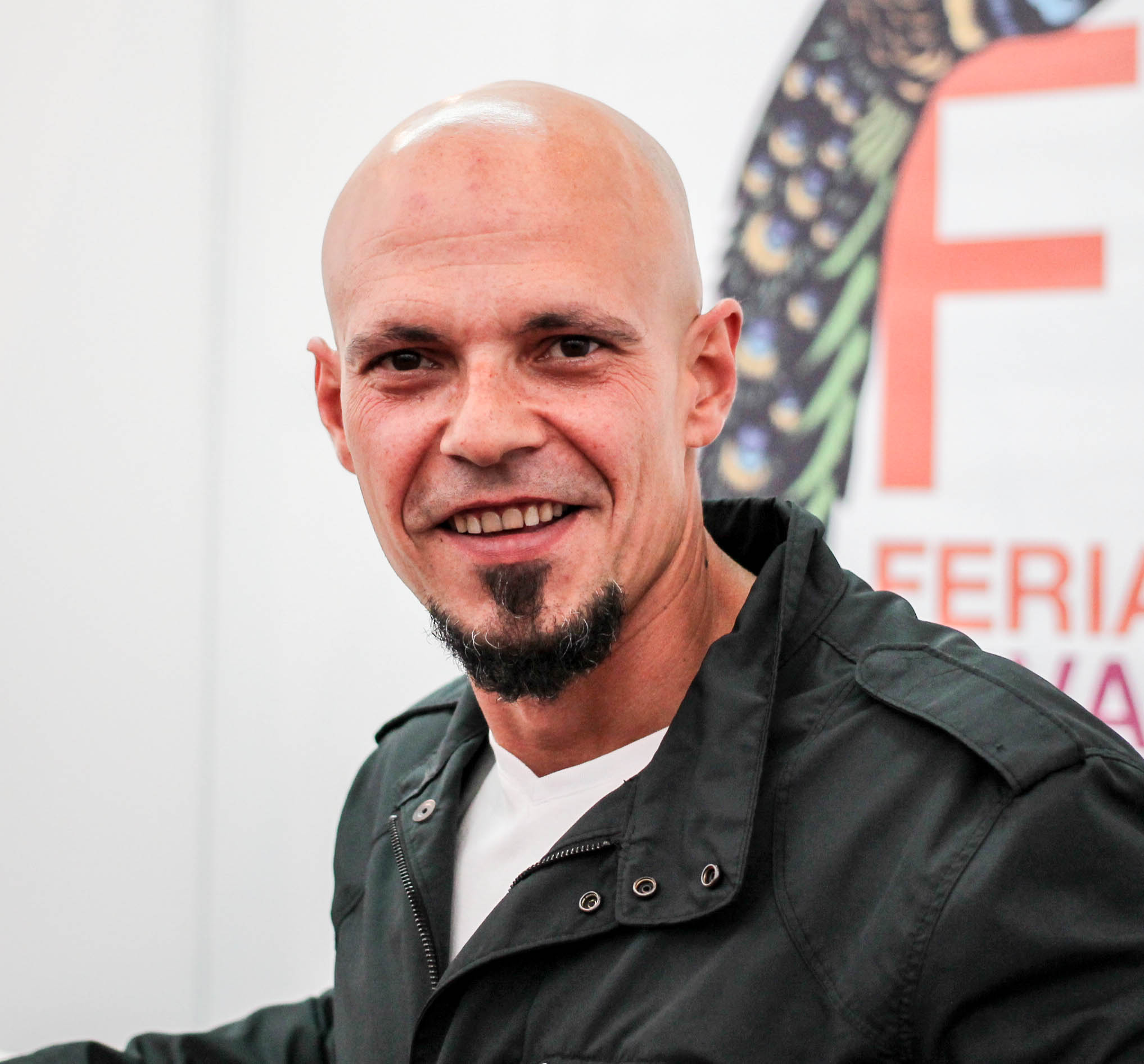
César Pérez Gellida

### Patrimonio

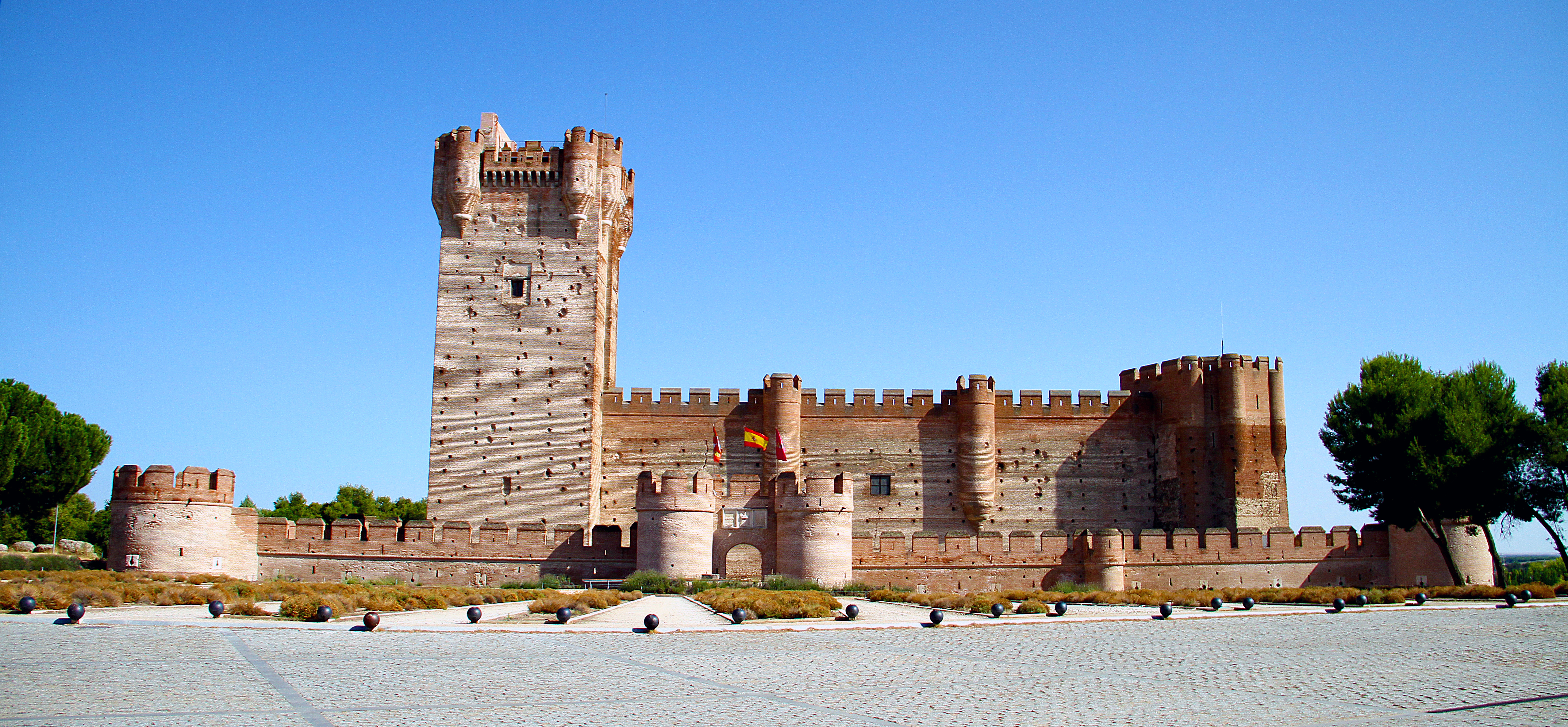
Castillo de La Mota

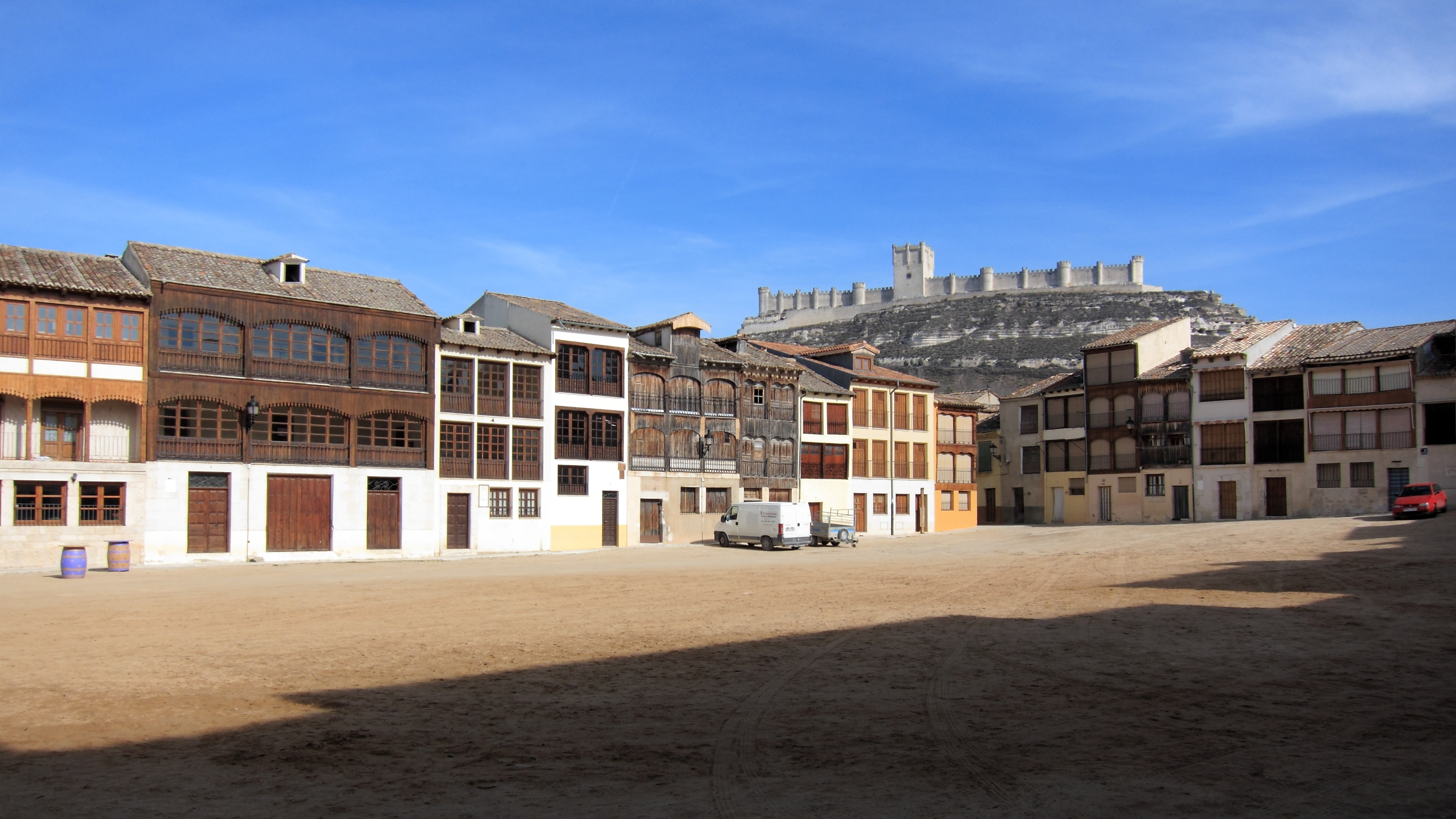
Plaza del Coso y castillo de Peñafiel

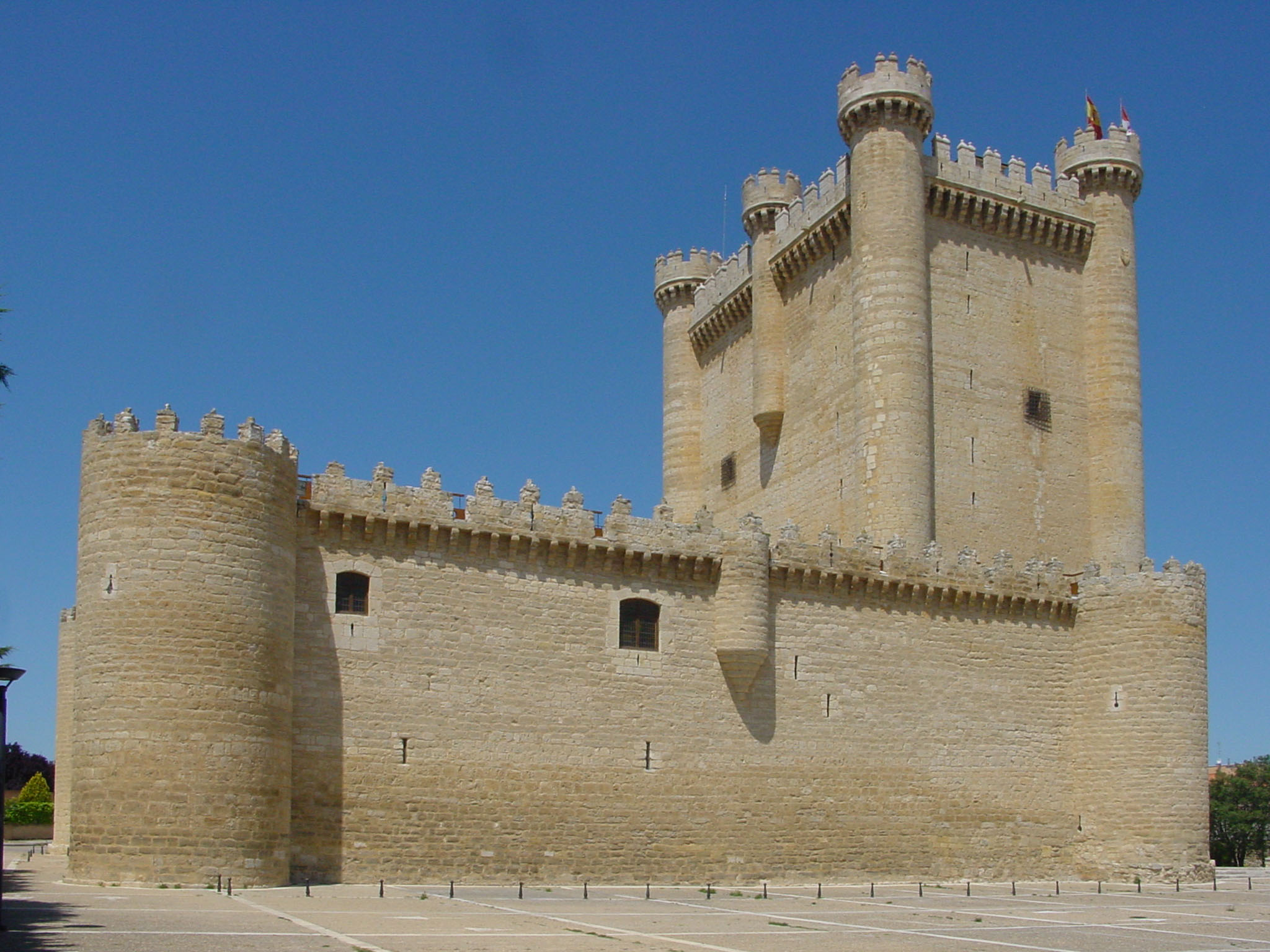
Castillo de Fuensaldaña

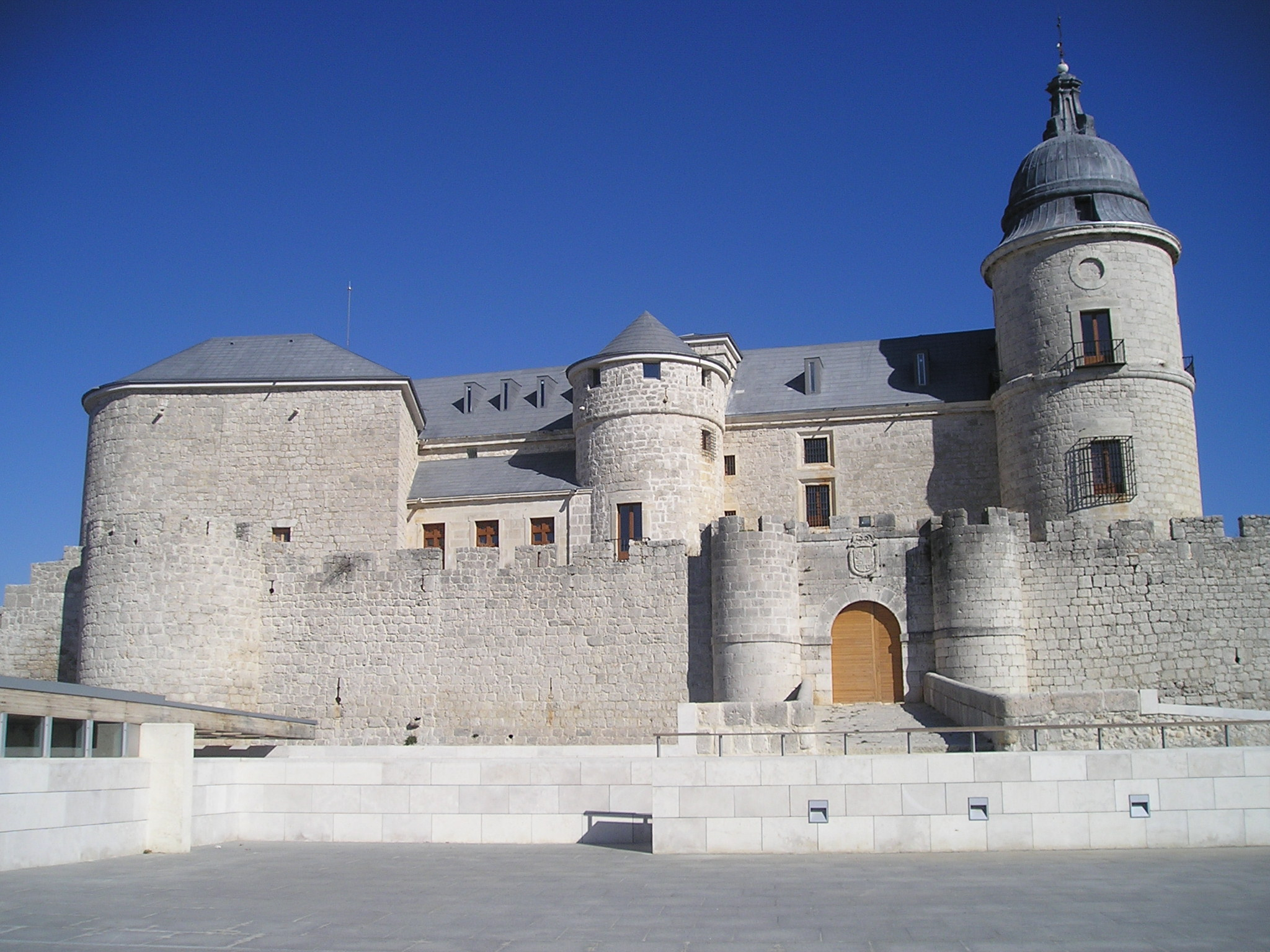
Castillo de Simancas, sede del Archivo General de Simancas

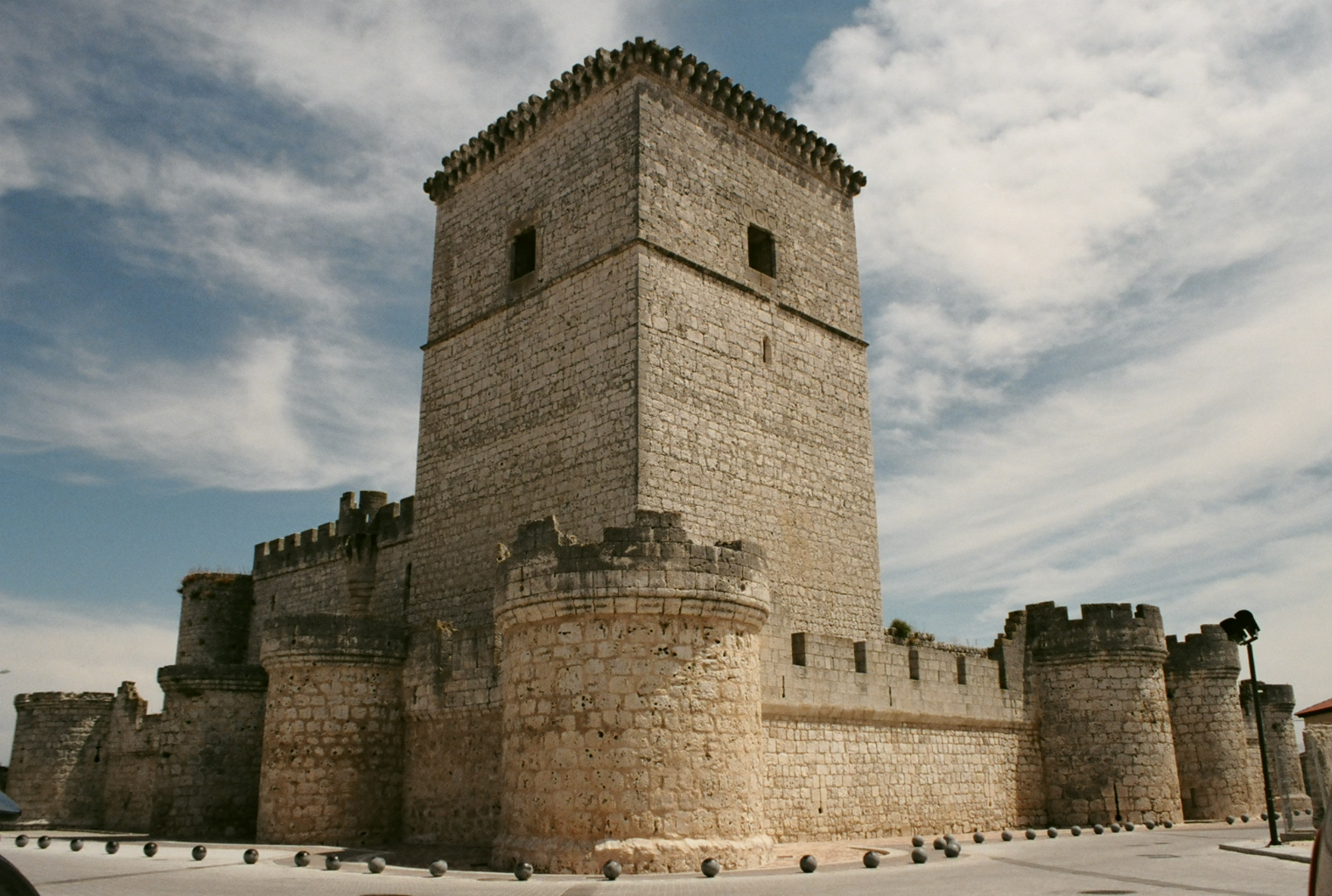
Castillo de Portillo

La provincia cuenta con un total de 188 monumentos considerados como Bienes de Interés Cultural. Una gran parte de ellos son castillos, iglesias o conjuntos históricos, aunque también hay yacimientos arqueológicos o archivos documentales. En el caso de las iglesias y monasterios se encuentran gran variedad de estilos arquitectónicos entre los que destacan el prerrománico, románico, mudéjar, gótico, renacimiento y barroco.

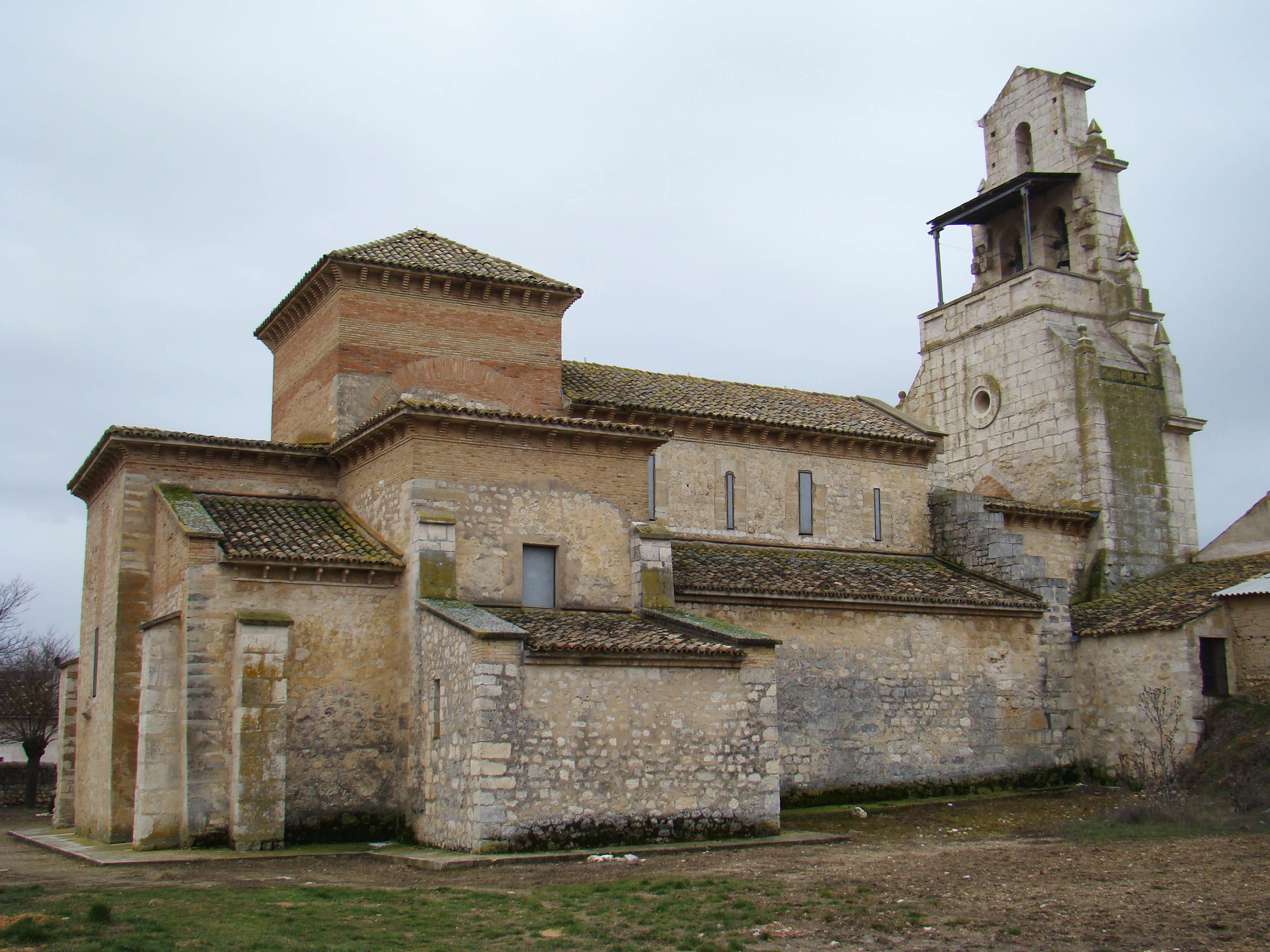
Iglesia de San Cipriano de San Cebrián de Mazote, de estilo prerrománico
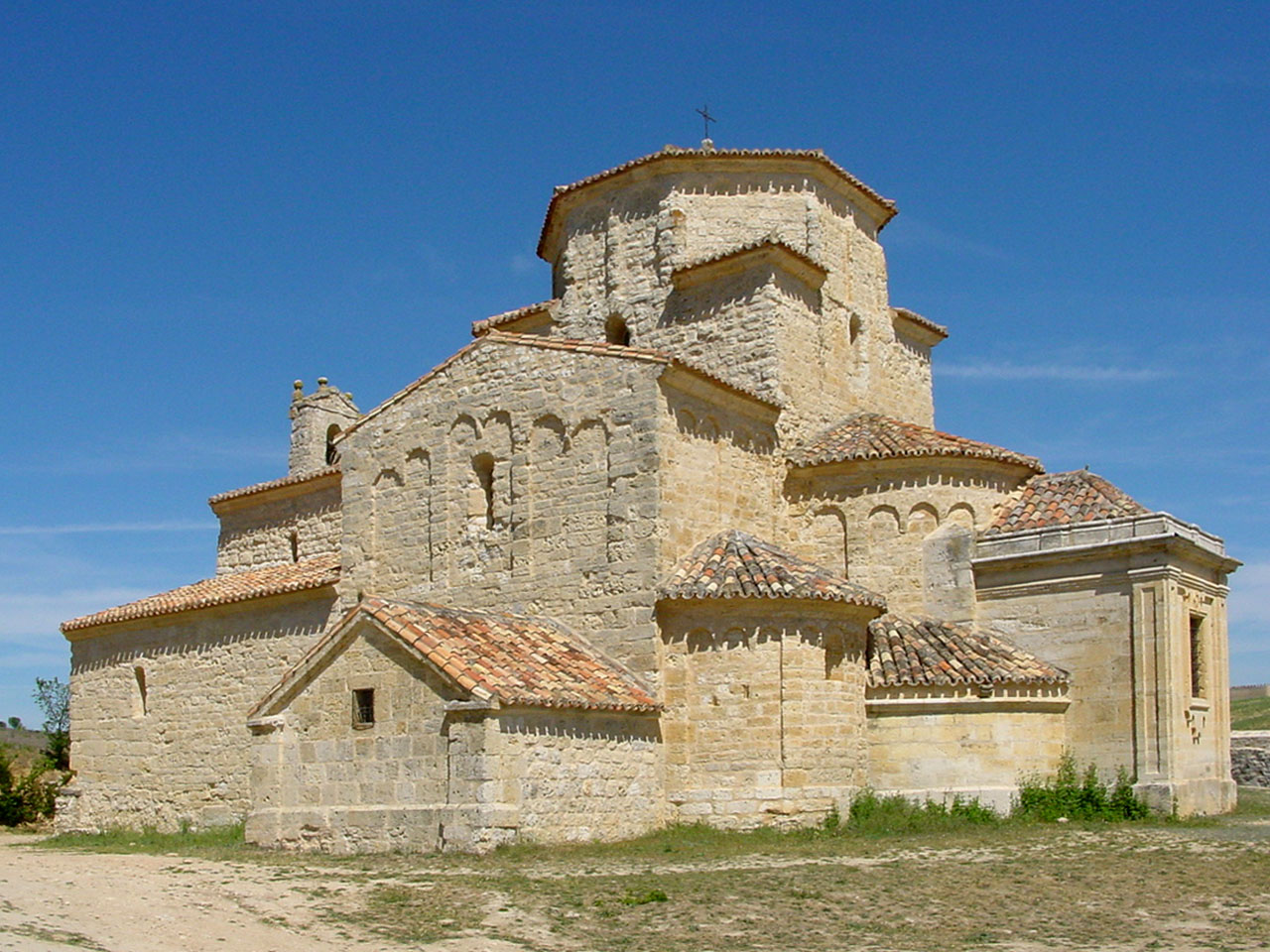
Iglesia de Nuestra Señora de la Anunciada de Urueña, ejemplo de arquitectura románica
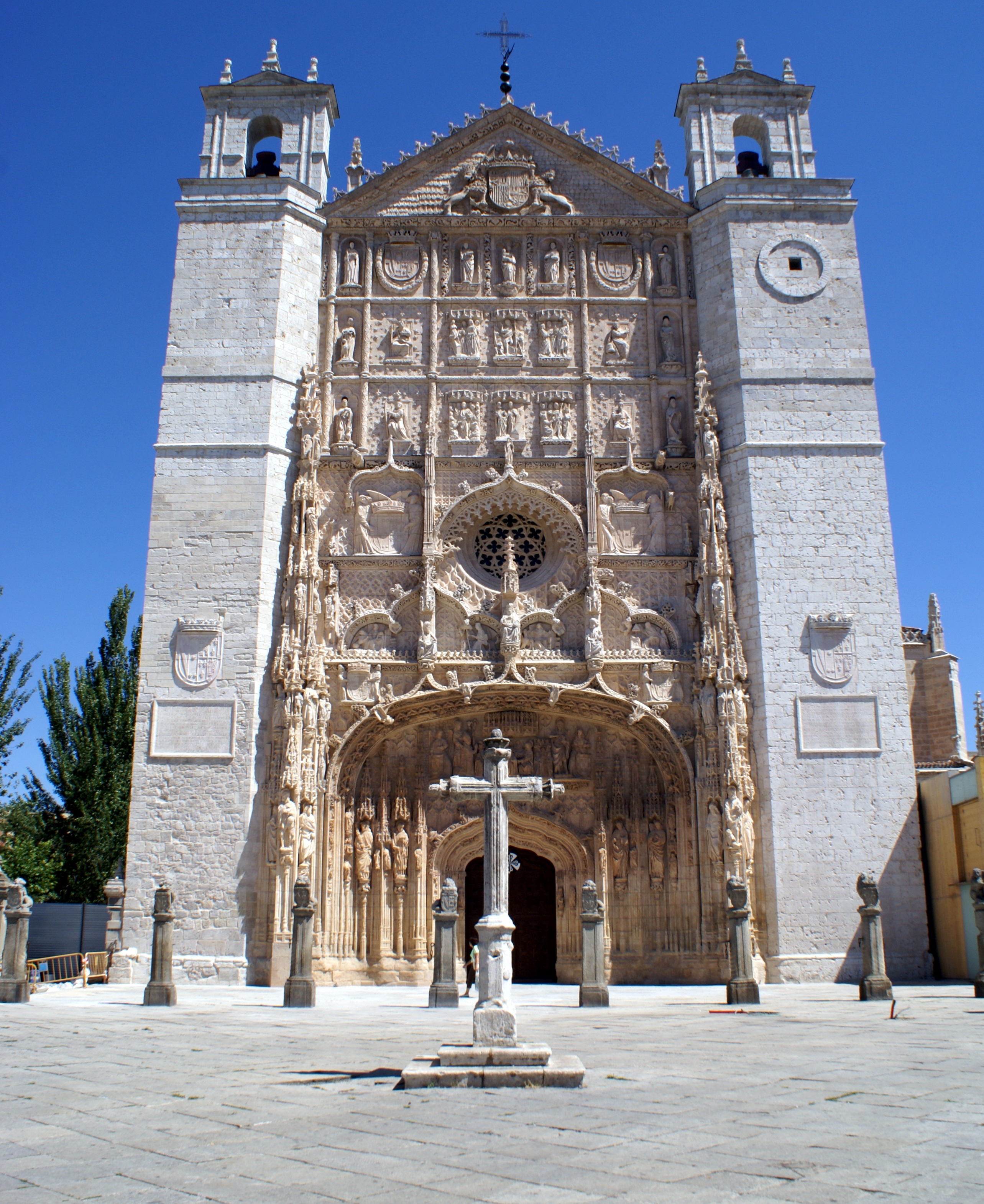
Iglesia conventual de San Pablo (Valladolid), ejemplo de arquitectura gótica
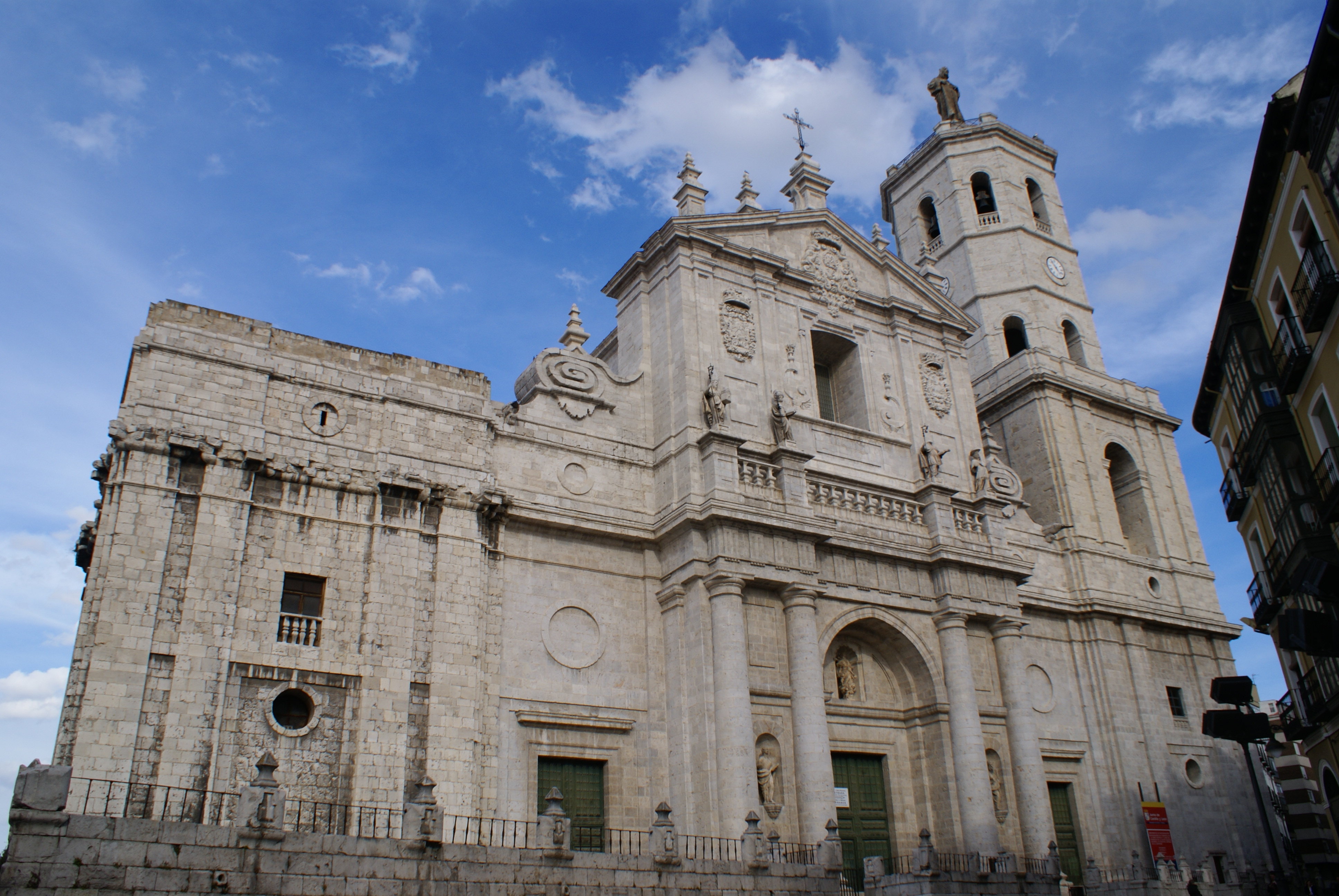
Catedral de Valladolid, ejemplo de arquitectura renacentista de estilo herreriano
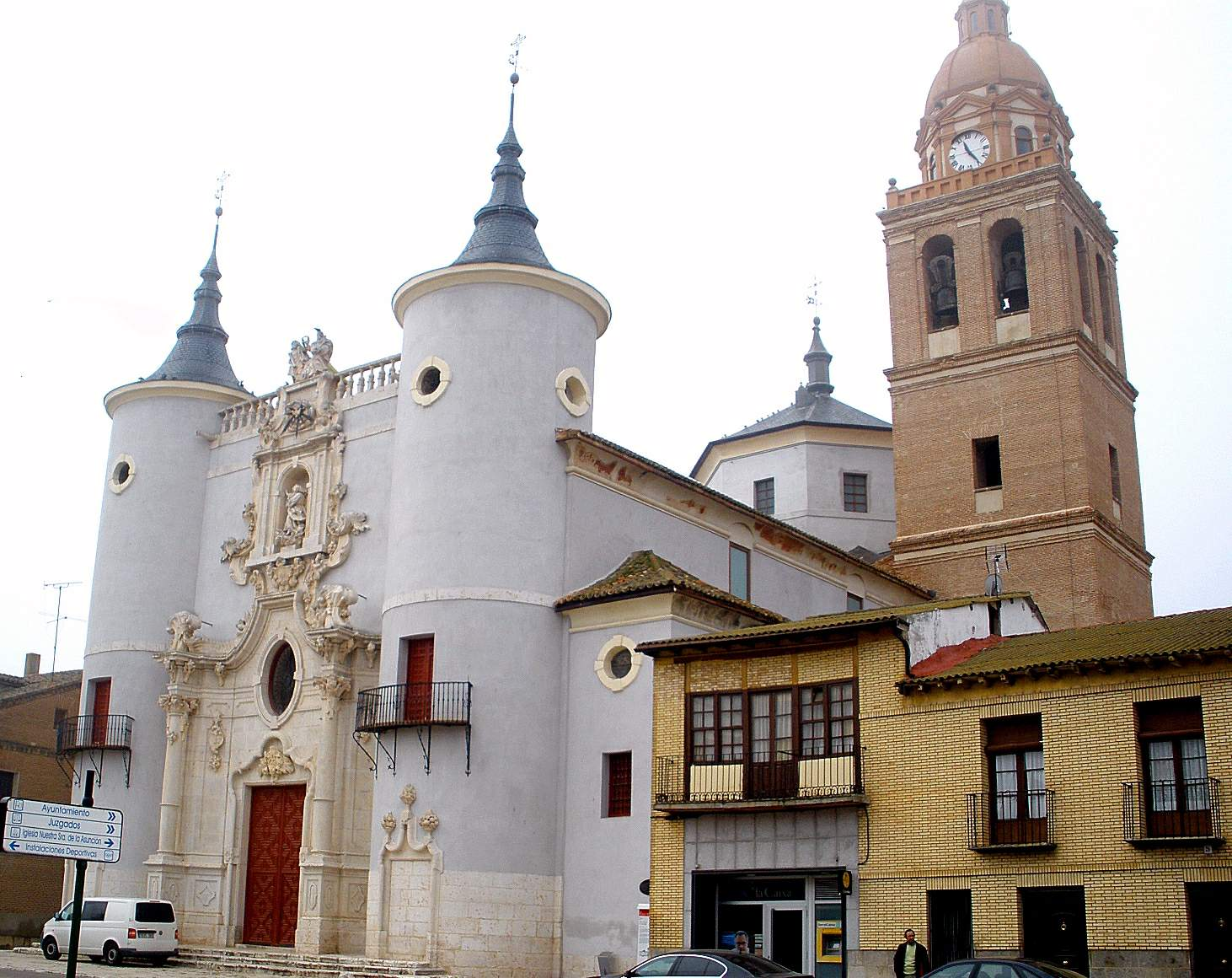
Iglesia de Nuestra Señora de la Asunción de Rueda, uno de los mejores ejemplos de arquitectura barroca

#### Castillos
La provincia de Valladolid es una de las regiones europeas con más castillos y que además están siendo mejorados para el uso y disfrute de todas las personas. La importancia de los castillos en este territorio fue tal que llegó a tener un tipo de modelo propio llamado Escuela de Valladolid. Estos son los castillos conservados en la provincia de Valladolid:
- Alcázar de Alfonso X (Peñafiel)
- Castillo de Peñafiel (Peñafiel)
- Castillo de La Mota (Medina del Campo)
- Castillo de Fuensaldaña (Fuensaldaña)
- Castillo de Simancas (Simancas)
- Castillo de Portillo (Portillo)
- Castillo de Torrelobatón (Torrelobatón)
- Castillo de Íscar (Íscar)
- Castillo de Villafuerte de Esgueva (Villafuerte de Esgueva)
- Castillo-Palacio de Curiel de Duero (Curiel de Duero)
- Castillo de Curiel de Duero (Curiel de Duero)
- Castillo de Tiedra (Tiedra)
- Castillo de Montealegre (Montealegre)
- Castillo de Encinas de Esgueva (Encinas de Esgueva)
- Castillo de Villalba de los Alcores (Villalba de los Alcores)
- Castillo de Foncastín (Foncastín)
- Castillo de Mota del Marqués (Mota del Marqués)
- Castillo de Mucientes (Mucientes)
- Castillo de San Pedro de Latarce (San Pedro de Latarce)
- Castillo de Trigueros del Valle (Trigueros del Valle)
- Castillo de Urueña (Urueña)
- Castillo de Villagarcía de Campos (Villagarcía de Campos)
- Castillo de Castroverde de Cerrato (Castroverde de Cerrato)
- Castillo de Barcial de la Loma (Barcial de la Loma)
- Castillo de Alaejos (Alaejos)
- Castillo de Canillas de Esgueva (Canillas de Esgueva)
- Castillo de Fuente el Sol (Fuente el Sol)
- Castillo de Tordehumos (Tordehumos)
- Castillo de Villavellid (Villavellid)
- Castillo de Castromembibre (Castromembibre)
- Castillo de Pozaldez (Pozaldez)
- Castillo de San Martín de Valvení (San Martín de Valvení)
- Castillo de Eván de Abajo (Siete Iglesias de Trabancos)
- Castillo de Eván de Arriba (Siete Iglesias de Trabancos)
- Castillo de Villagómez la Nueva (Villagómez la Nueva)
- Palacio fortificado de los Alderete (Tordesillas)
- Torreón de Fuentes de Duero (Fuentes de Duero, La Cistérniga)
- Torre de Jarrubia (San Llorente)
- Torre de Pozal de Gallinas (Pozal de Gallinas)
- Torreón de Villacid de Campos (Villacid de Campos)

#### Recintos amurallados
- Murallas de Cigales (Cigales)

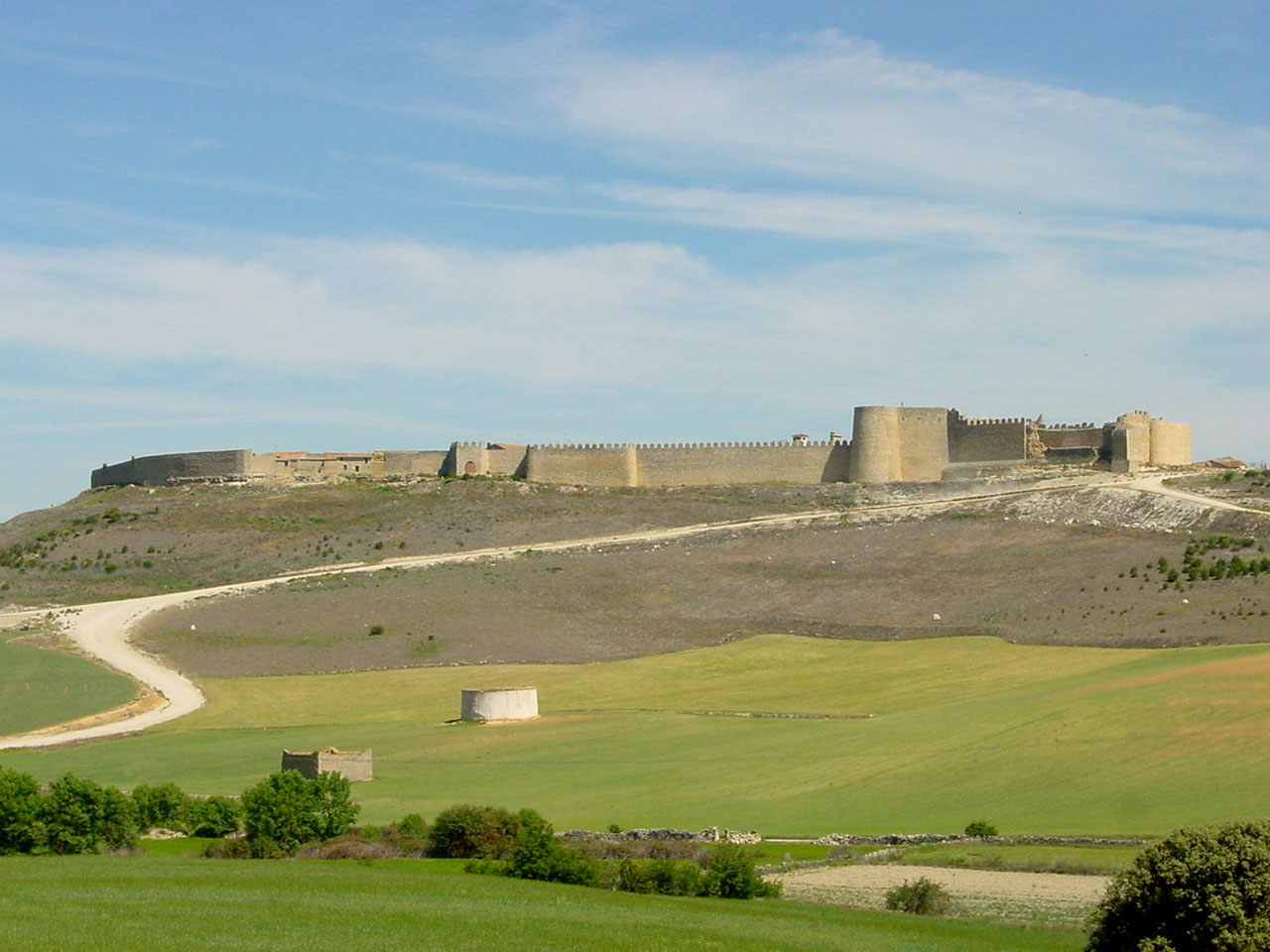
Muralla de Urueña

- Muralla de Curiel de Duero (Curiel de Duero)
- Muralla de Mayorga (Mayorga)
- Muralla de Medina de Rioseco (Medina de Rioseco)
- Muralla de Medina del Campo (Medina del Campo)
- Muralla de Olmedo (Olmedo)
- Muralla de Peñafiel (Peñafiel)
- Muralla de Pico de la Mora (Peñafiel)
- Muralla de Portillo (Portillo)
- Muralla de Tordesillas (Tordesillas)
- Muralla de Torrelobatón (Torrelobatón)
- Muralla de Tudela de Duero (Tudela de Duero)
- Muralla de Urueña (Urueña)
- Muralla de Valbuena de Duero (Valbuena de Duero)
- Muralla de Valladolid (Valladolid)
- Muralla de Villabrágima (Villabrágima)
- Muralla de Villalba de los Alcores (Villalba de los Alcores)

#### Monasterios
Los monasterios son otro de los patrimonios culturales más importantes que posee la provincia. Algunos de ellos se encuentran en perfectas condiciones y de otros solo se conservan ruinas. Algunos de los más importantes son:

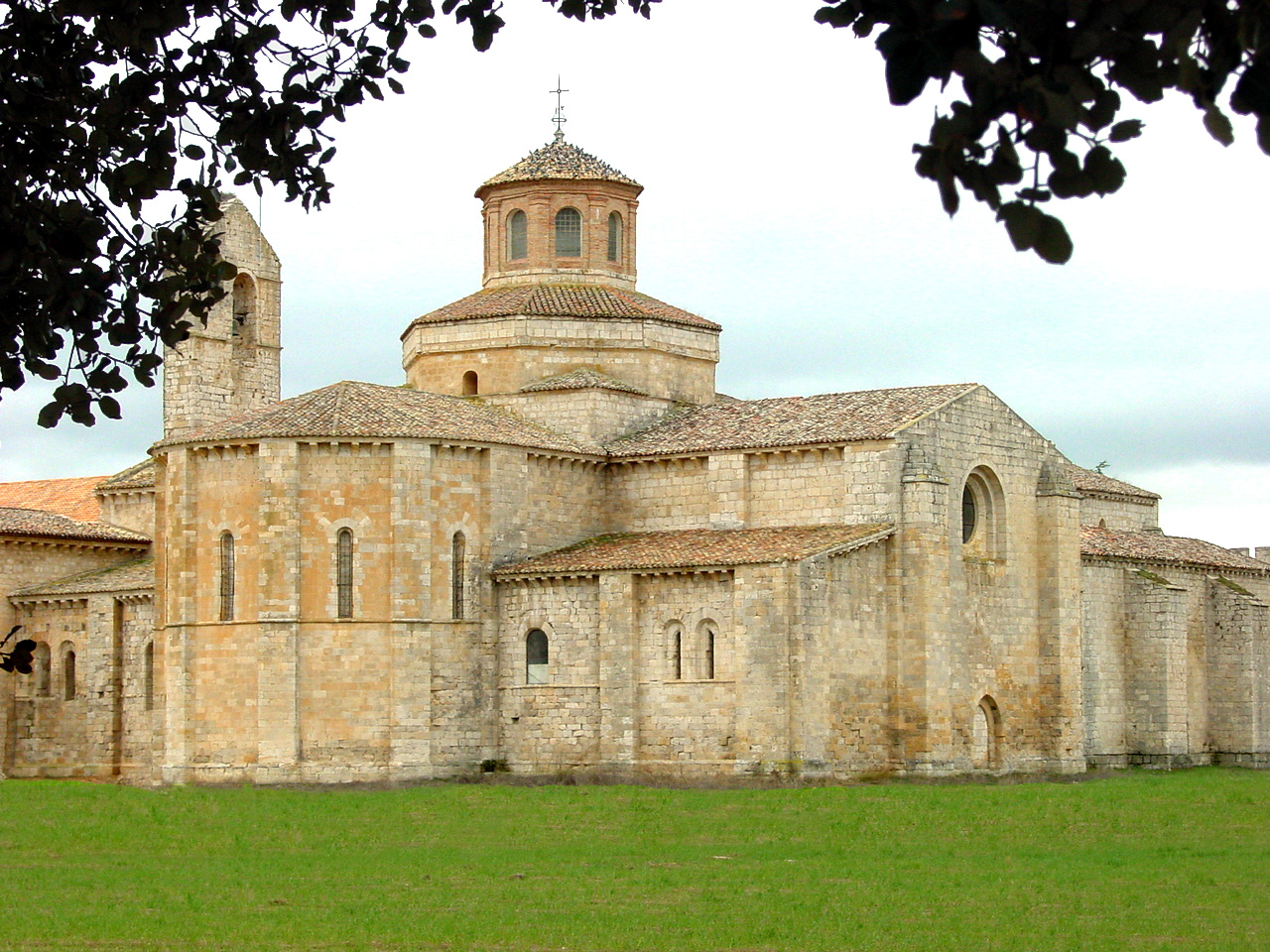
Monasterio de Santa María de Valbuena
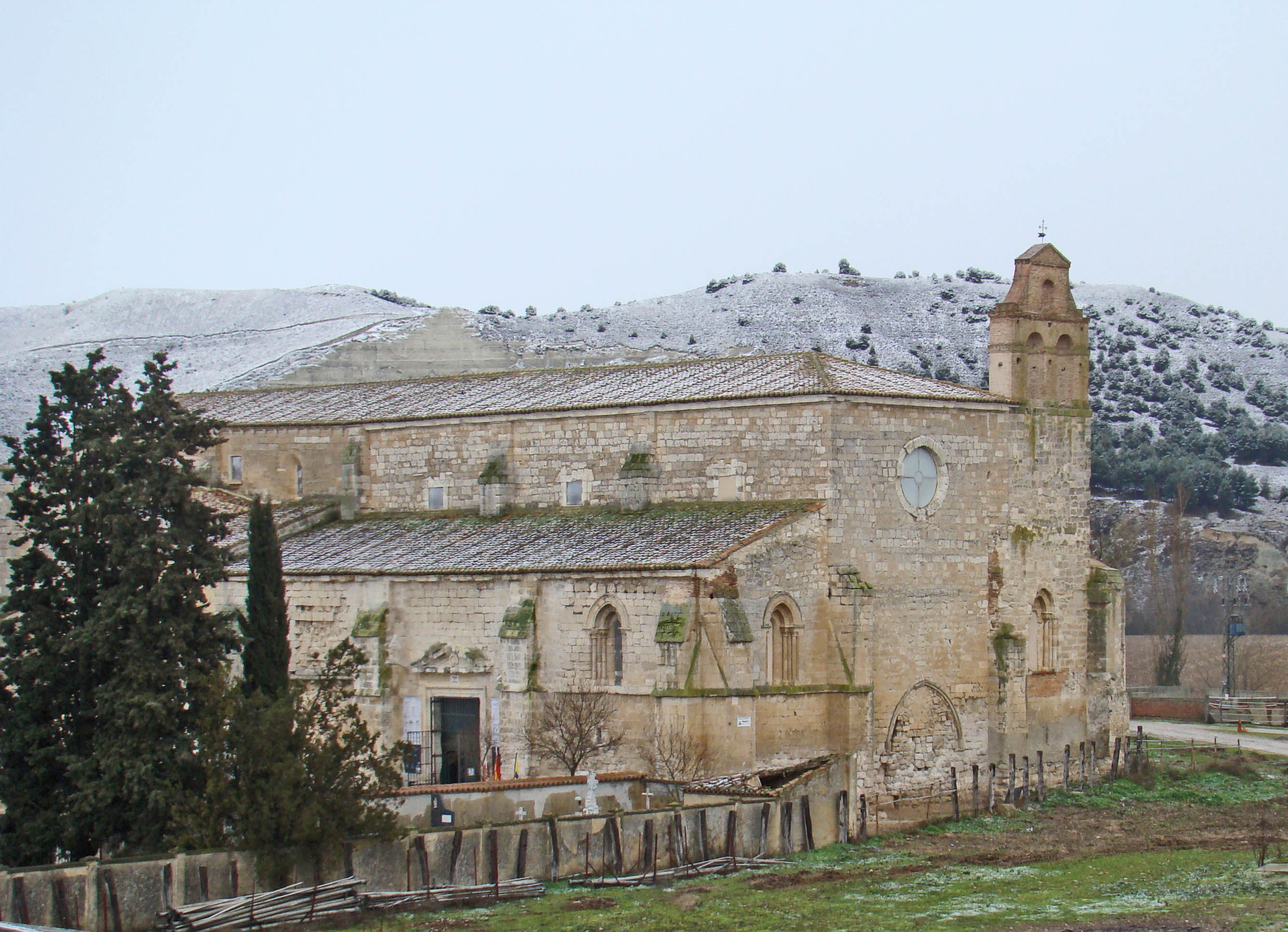
Monasterio de Santa María de Palazuelos
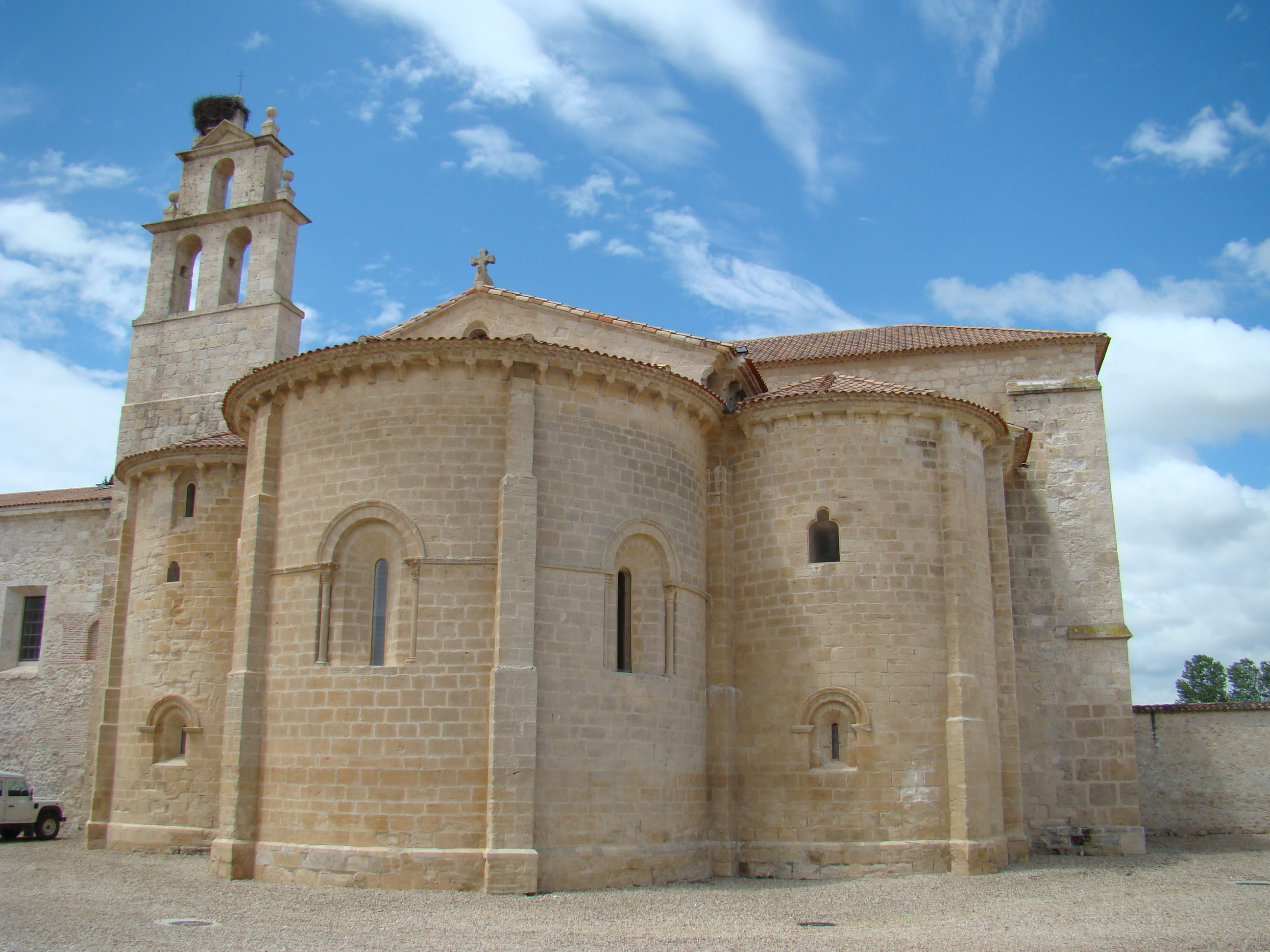
Monasterio de Santa María de Retuerta
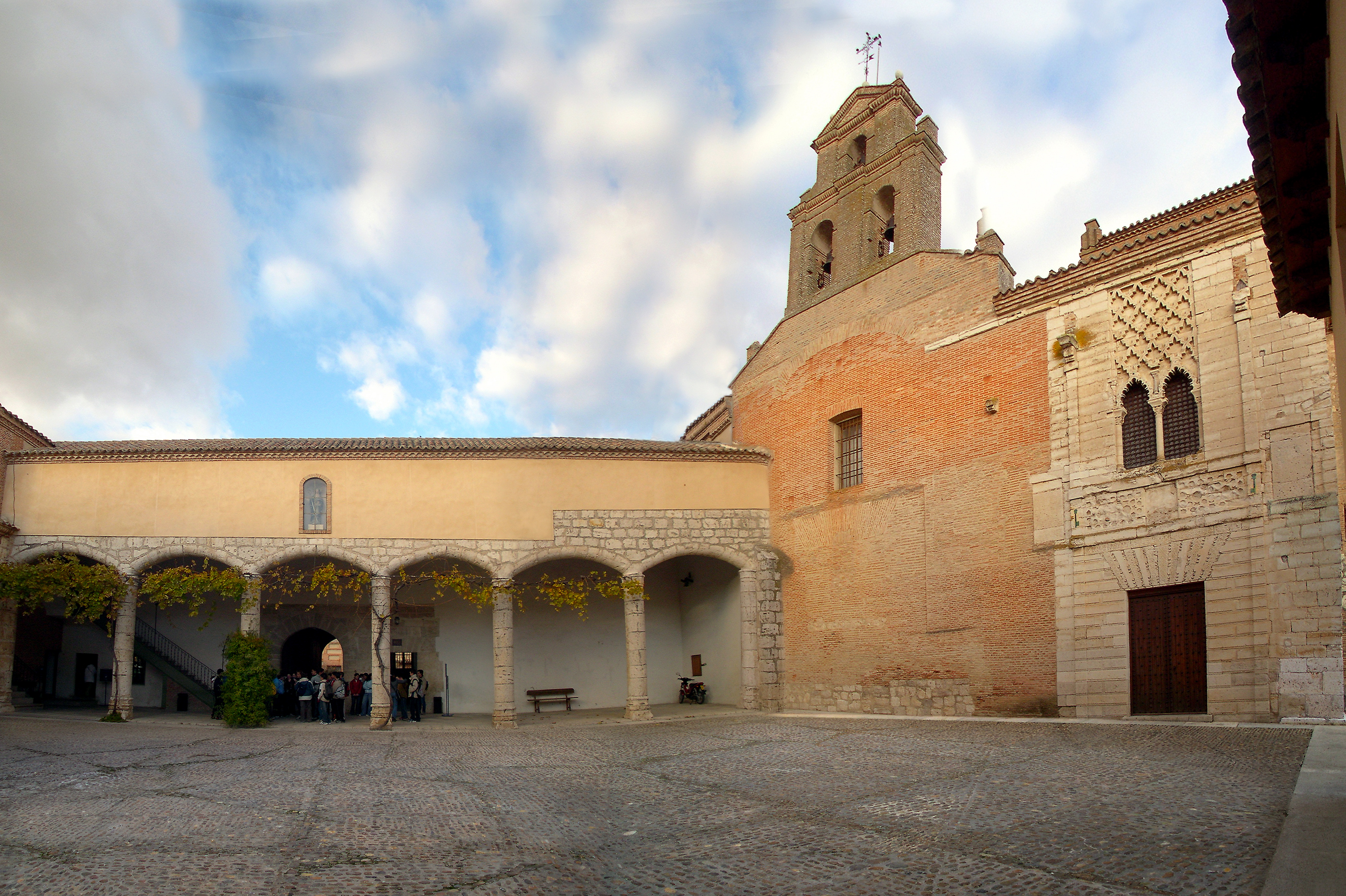
Monasterio de Santa Clara
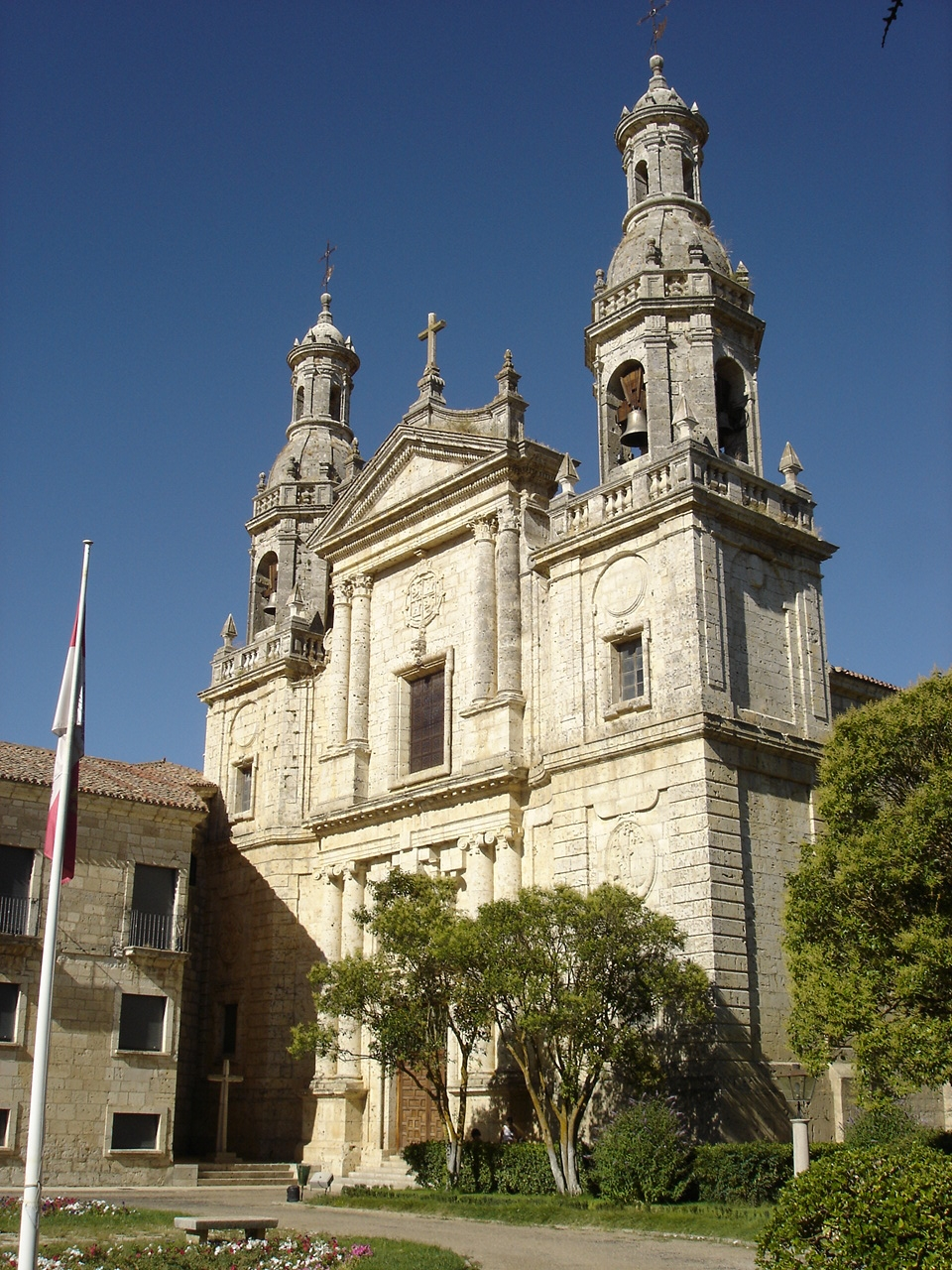
Monasterio de Santa María de La Santa Espina
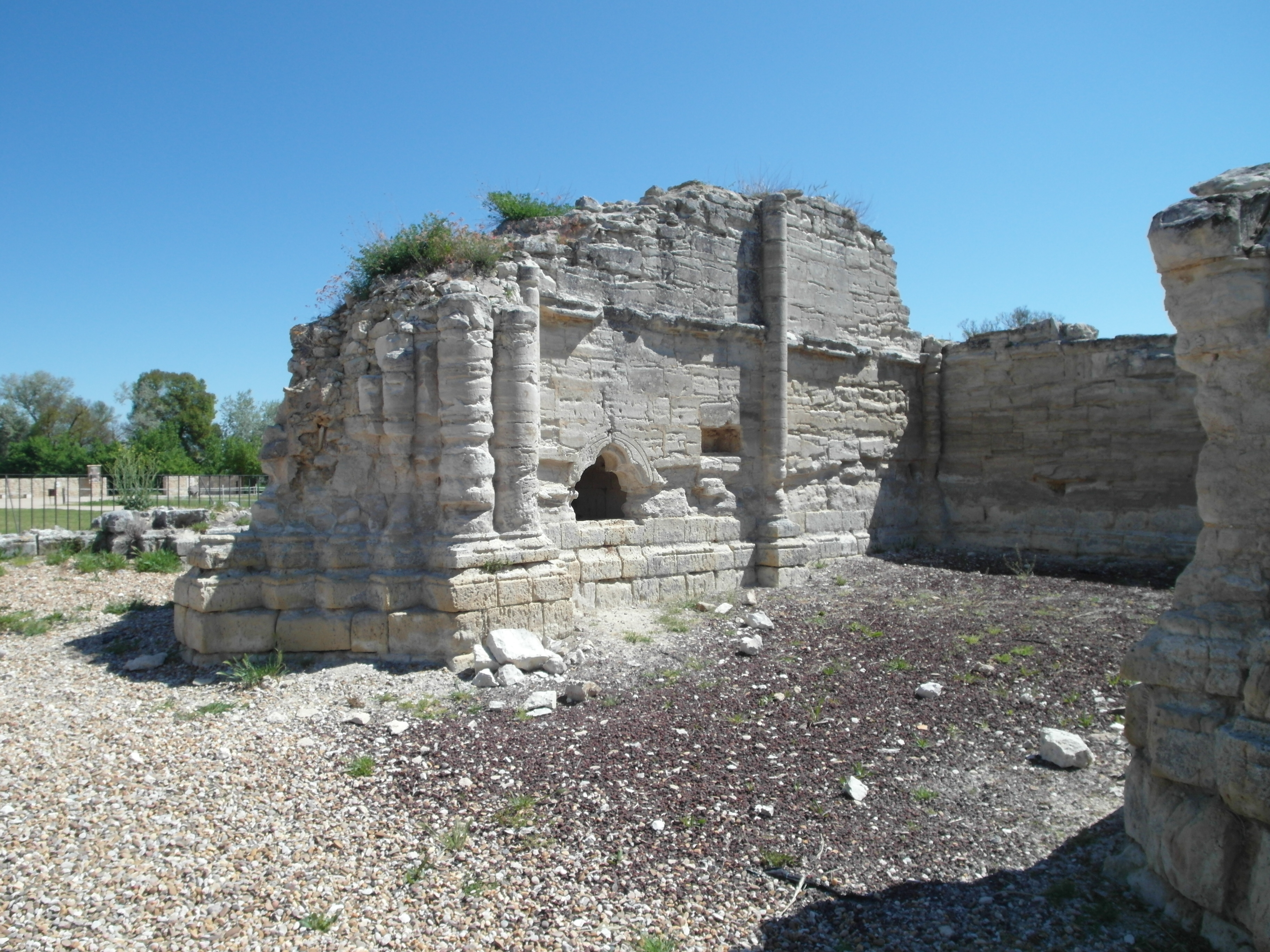
Monasterio de Santa María de Matallana

### Gastronomía

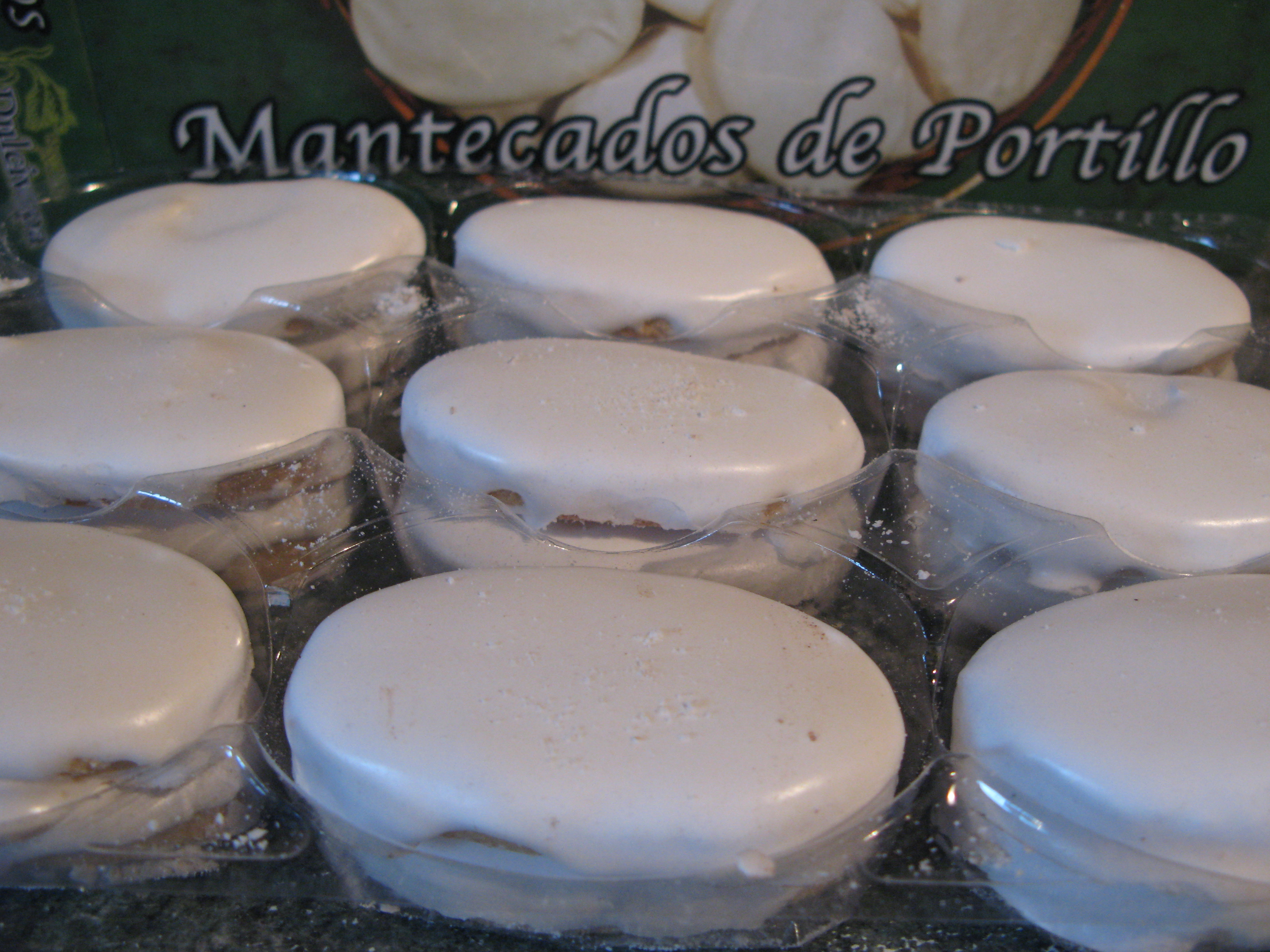
Mantecado de Portillo

La gastronomía de la provincia de Valladolid es típicamente castellana, aunque cada zona presenta rasgos diferenciados. En la zona norte de la provincia, especialmente en la comarca de Tierra de Campos, es tradicional la elaboración de queso de oveja, entre los que destaca el queso de Villalón, curado o semicurado; se trata de un queso fresco también conocido como «Pata de Mulo». Son habituales también las sopas de ajo, el cocido elaborado lentamente en puchero a la lumbre, las lentejas guisadas elaboradas con la variedad pardina propia de Tierra de Campos y el pichón o palomino realizado con diferentes técnicas. Dentro de la repostería típica destacan los bollos de la Virgen de las Fuentes propios de Villalón de Campos, las rosquillas de palo, orejuelas, tortas de aceite y chicharrones. En Medina de Rioseco se pueden degustar las tradicionales almendras garrapiñadas o las marinas, hojaldre relleno de crema y cubierto con azúcar.

#### Carne

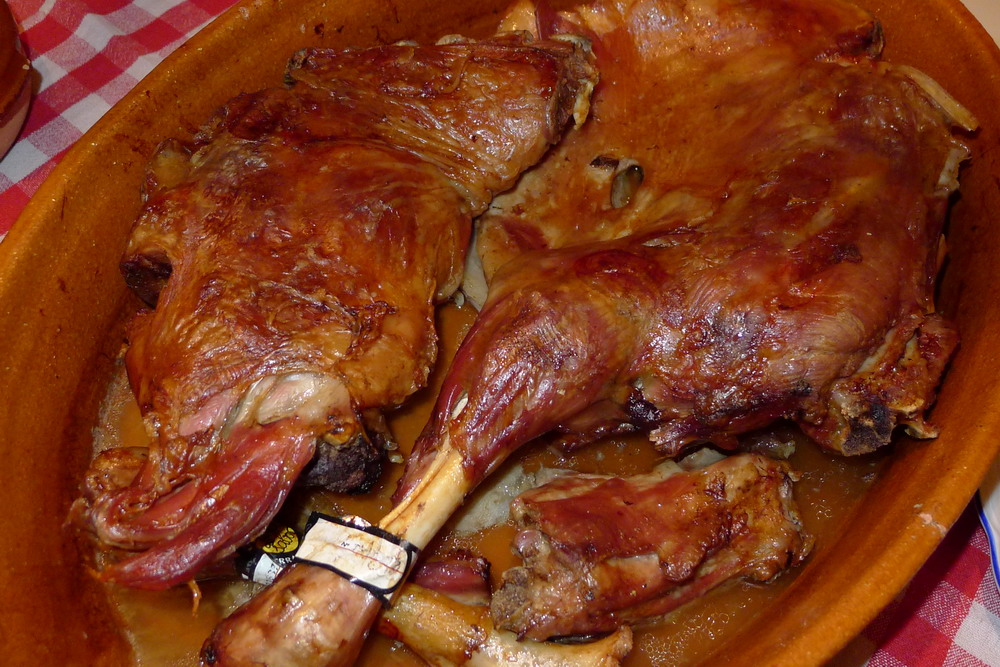
El lechazo asado, es un plato muy típico de la provincia, igual que otros como el cochinillo asado

Las carnes y los embutidos son de los productos que más fama tienen por su sabor. La provincia pertenece a la zona de los asados de tipo castellano. Forman parte de la cocina castellana desde la invasión del Imperio Romano en tierras de Hispania. De esta forma se tienen los corderos asados, el lechón asado, los asados al sarmiento (plato característico en Santibáñez de Valcorba y alrededores) (chuletones de buey, carne de lechazo), al ajillo (típicos en Peñafiel), así como el popular cochinillo asado. Es peculiar el embutido denominado chitas que se elabora con la carne de lechón en adobo. De la matanza del cerdo se elaboran algunos embutidos, siendo la morcilla de Valladolid (una especie de morcilla de cebolla), las salchichas de Zaratán. También se usa el chorizo en platos como la tortilla de chorizo. De la carne de vacuno se elabora un tojunto de Castilla (de influencia aragonesa). De la caza menor se tienen preparaciones como el conejo a la cazadora.

#### Pan

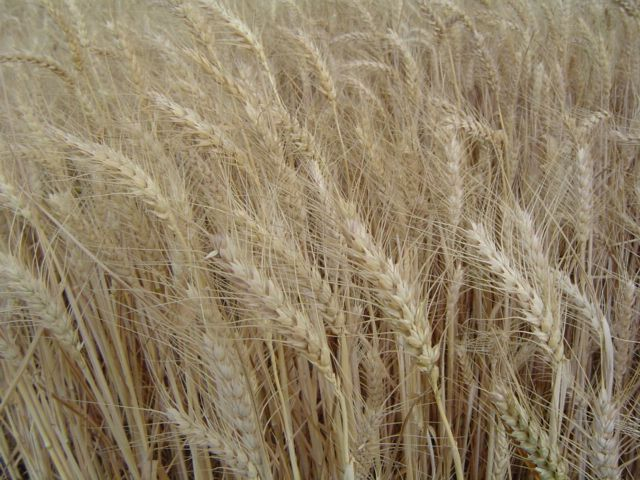
Variedad de trigo candeal

El pan elaborado en la provincia de Valladolid tiene una gran tradición que se remonta al siglo IX (véase también: Historia del pan). De hecho, a Carlos I, durante su retiro en el monasterio de Yuste, le hacían llegar el pan elaborado en Valladolid y durante el siglo XVI los maestros panaderos vallisoletanos fueron apoyados económicamente por la Corona.
El pan típicamente castellano recibe el nombre de pan candeal, sobao o bregado, ya que desde tiempos remotos en Castilla la variedad de trigo más utilizada es el trigo candeal. Es un pan de corteza fina y levemente tostada, de miga muy blanca y compacta con una textura fina y sabor característico. Este tipo de pan es adecuado para acompañar carnes rojas, guisos o legumbres acompañados de vinos de la tierra. Tradicionalmente se elabora a mano, con un amasado lento y una fermentación prolongada, terminado la cocción en horno de leña.
Bajo esta denominación, se engloban diferentes variedades; entre ellas la más destacada es la variedad de pan lechuguino, caracterizada por su dibujo típico y cuidado que otorga el nombre a la variedad, dado que antiguamente se denominaba, sobre todo en el medio rural, lechuguino a aquellas personas que iban excesivamente arregladas.
Otras variedades típicas son el pan de cuatro canteros, con un característico rajado de la masa en la que la parte central está separada de los cuatro canteros o bordes, el pan de cuadros, el pan de polea, con una hendidura realizada con una cuerda que imita a una polea, la barra blanca o de picos y la fabiola, creada en 1961 por un panadero de Valladolid en honor a Fabiola Mora y Aragón.
Otros tipos no tan tradicionales de la provincia pero muy consumidos en la provincia son la barra rústica y la barra de flama, que en Valladolid toma el nombre común de barra de riche.

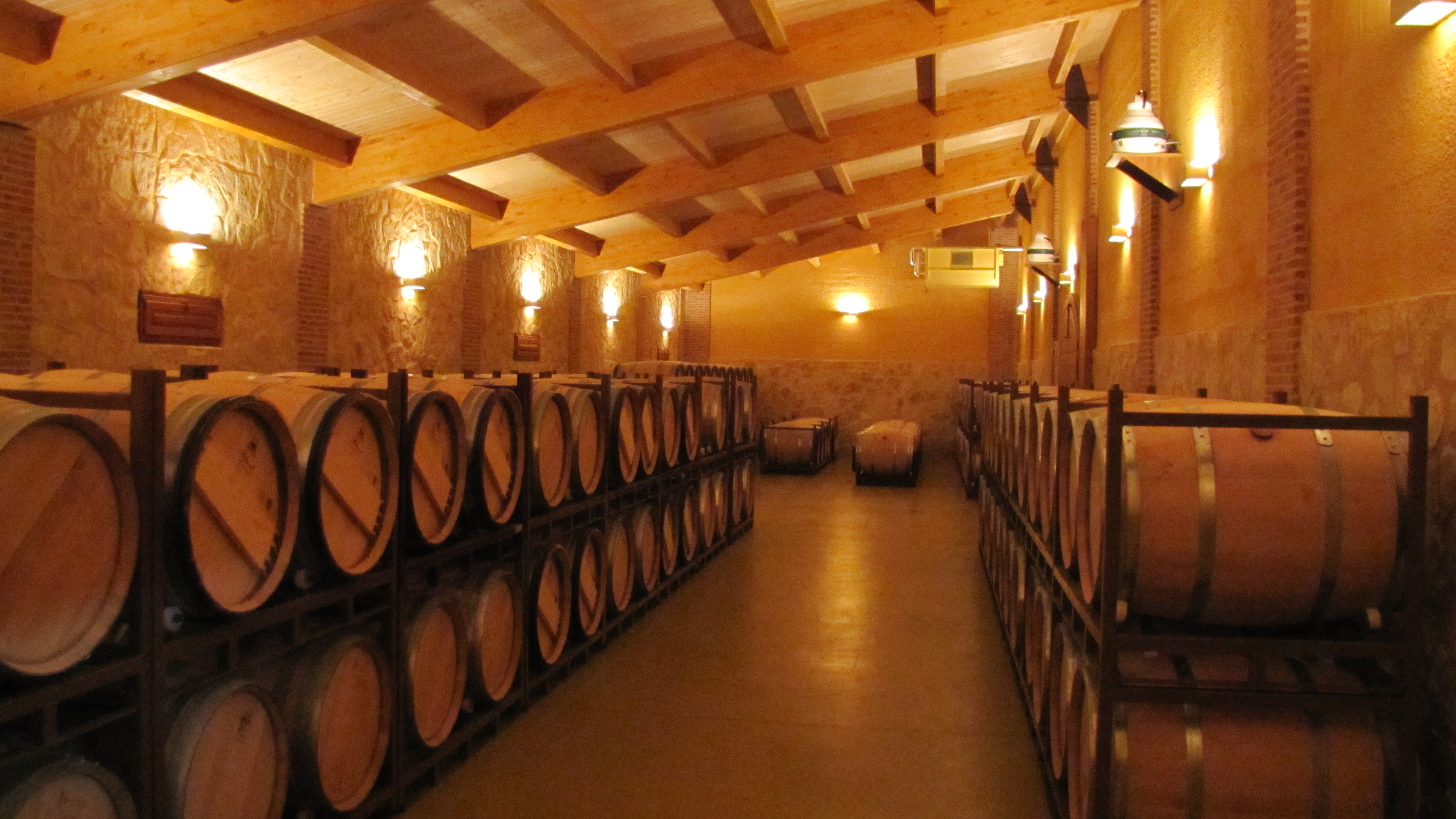
Una bodega con la denominación de Origen Ribera del Duero

#### Vinos
La provincia alberga cinco denominaciones de origen vitivinícolas, considerados de gran calidad. Un ejemplo de la fama de estos vinos es la bodega Vega Sicilia. Los vinos de la denominación de Origen de Rueda eran considerados los vinos de la corte en la época de los Reyes Católicos. Para su elaboración se emplea la variedad de uva verdejo y en menor medida la uva sauvignon. Bajo esta denominación de origen hay vinos blancos, espumosos, tintos, rosados y de licor. Por su parte los vinos de la denominación de Origen Ribera del Duero se elaboran con la tinta del país y se pueden degustar vinos tintos de crianza, jóvenes, de reserva y gran reserva. Los vinos de la denominación de Origen Toro son principalmente blancos, rosados y tintos, los de la denominación de Origen Tierra de León son blancos, rosados y tintos y por último se encuentran los rosados de la denominación de Origen Cigales.

Denominación de Origen Cigales
Denominación de Origen Ribera del Duero
Denominación de Origen de Rueda
Denominación de Origen Toro
Denominación de Origen Tierra de León

### Deporte

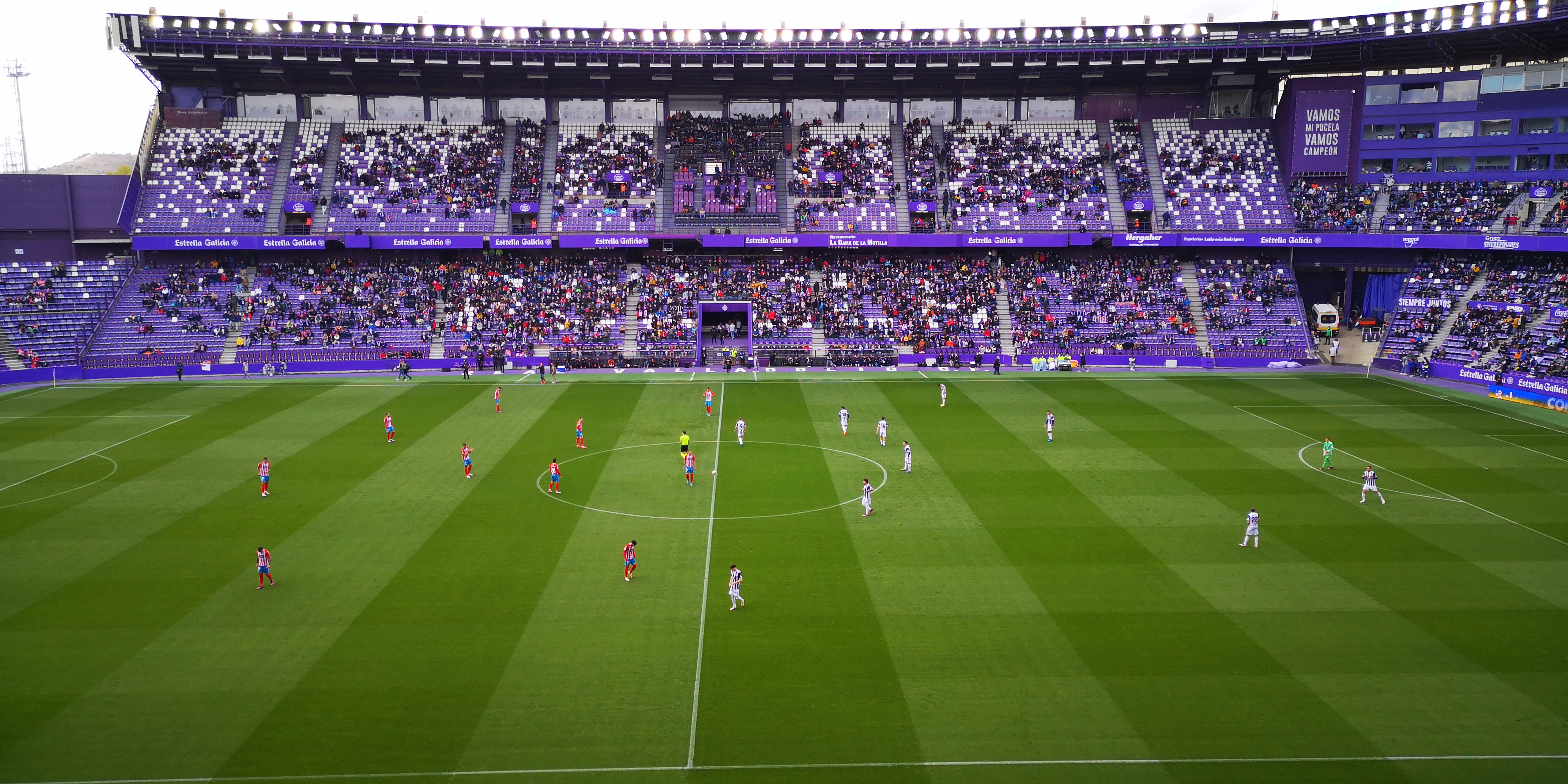
El Real Valladolid juega como local en el Estadio José Zorrilla

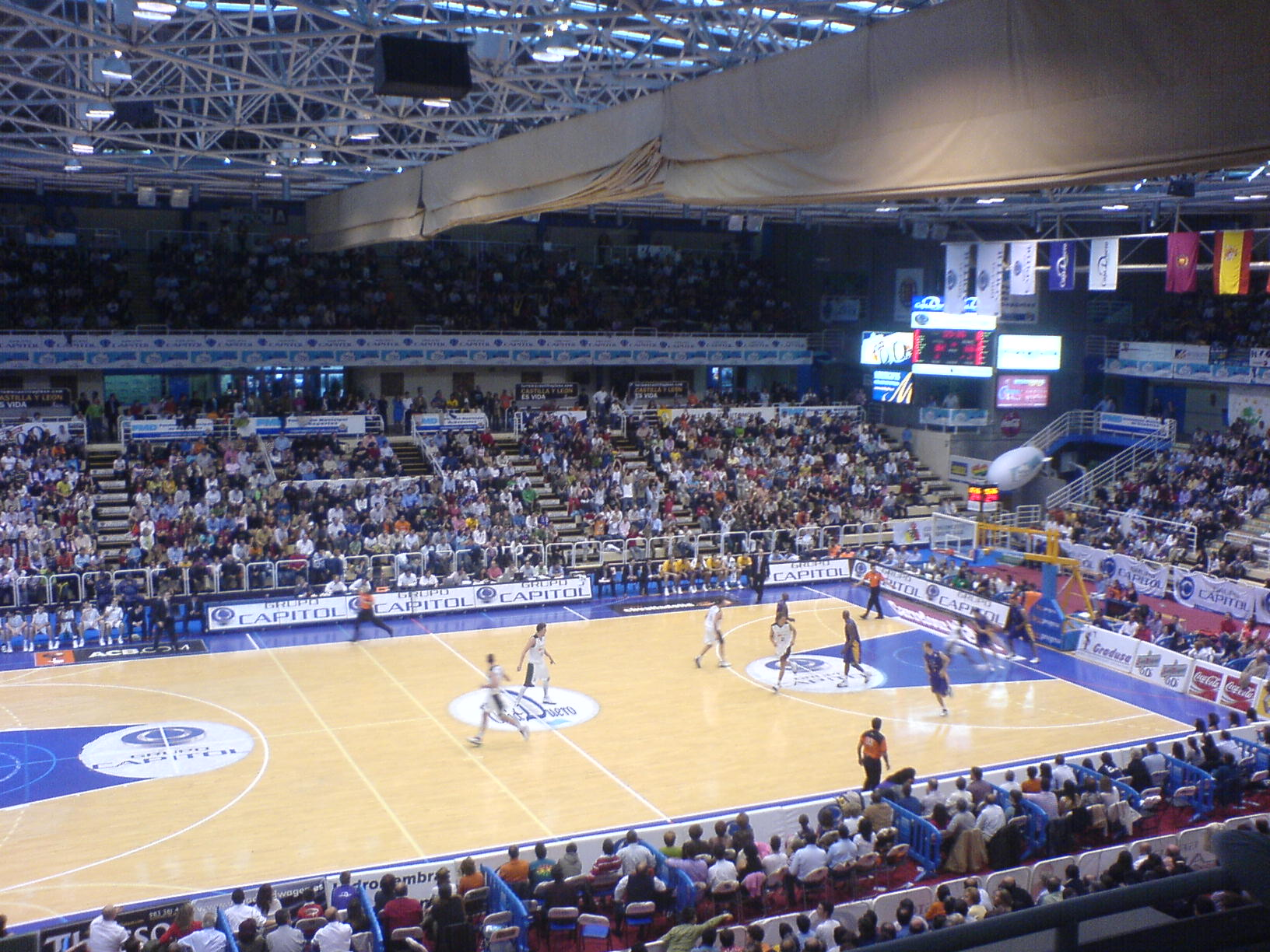
Polideportivo Pisuerga (baloncesto)

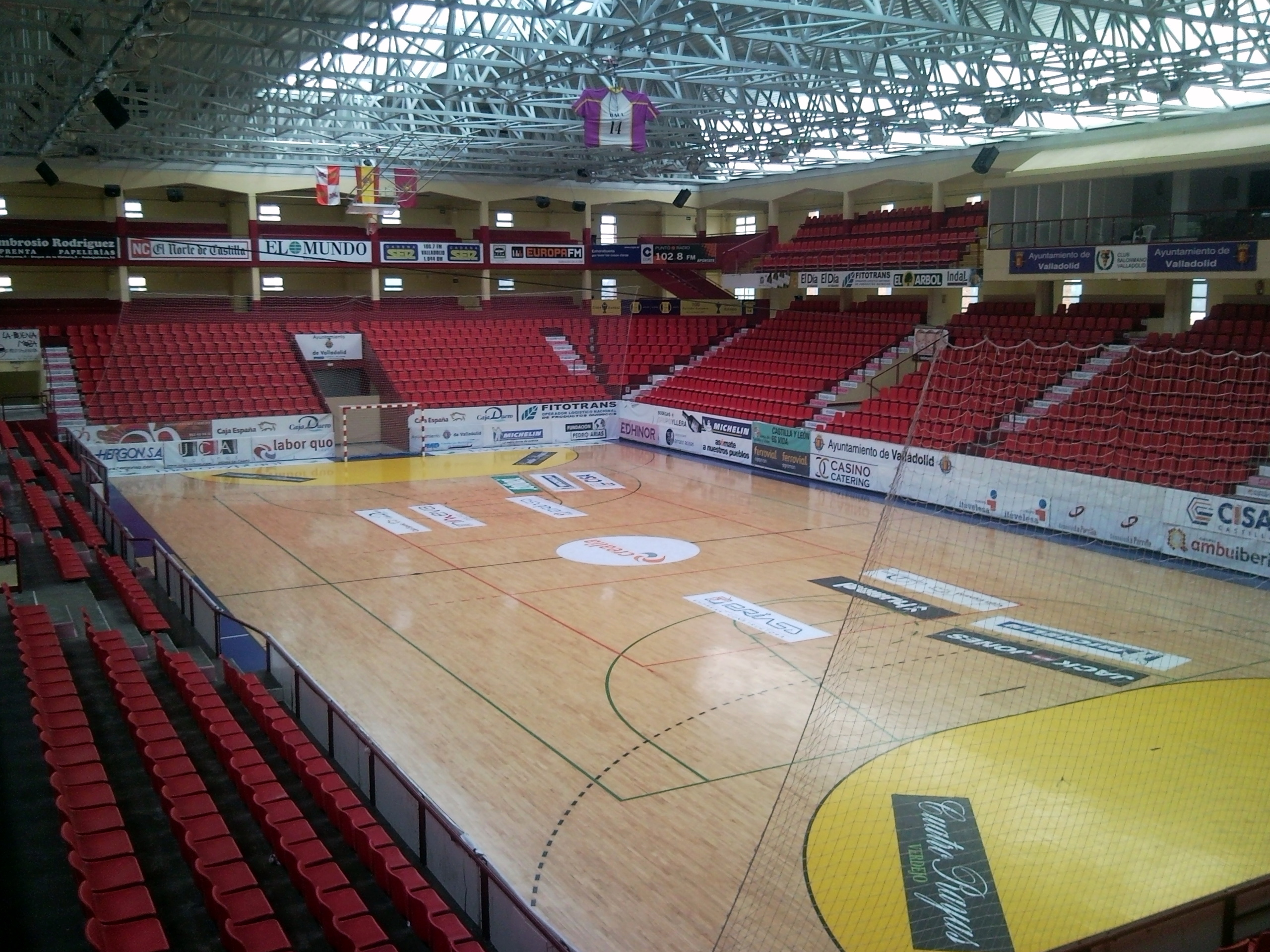
Polideportivo Huerta del Rey (balonmano)

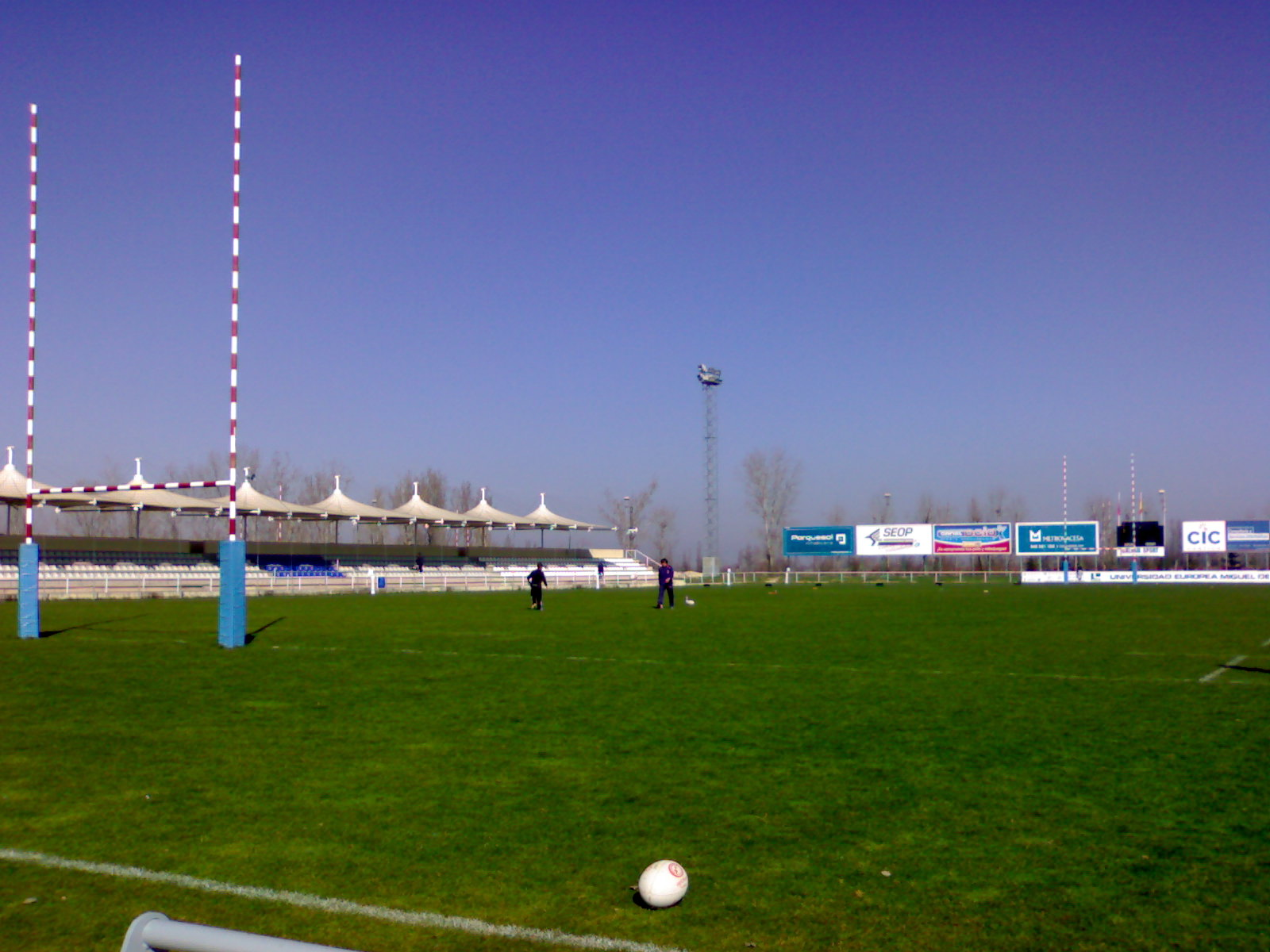
Campos de Pepe Rojo, estadio de los 2 equipos de rugby: VRAC y El Salvador, que son hegemónicos en el rugby nacional

Los equipos más representativos de la provincia son:
Fútbol
El Real Valladolid con más de cuarenta temporadas en la primera división del fútbol español y siendo el 13.º equipo de la clasificación histórica de la Primera División, campeón de la Copa de la Liga de 1984 y dos veces subcampeón de la Copa del Rey de Fútbol. El club disputa sus partidos locales en el estadio Nuevo José Zorrilla. Otros equipos destacables son: Atlético Tordesillas, Club Deportivo Laguna y Medinense. Anualmente se celebra el Trofeo Diputación de Valladolid.
Algunos históricos jugadores de fútbol vallisoletanos son: Adolfo Mengotti, Julio Cardeñosa, Gregorio Fonseca, Eusebio Sacristán, Onésimo Sánchez, Benjamín Zarandona, Rubén Baraja, Sergio Escudero o Fernando Calero.
Baloncesto
El desaparecido Club Baloncesto Valladolid, uno de los equipos históricos de la liga ACB de baloncesto que llegó a militar en la Liga ACB y que ha dejado paso al actual Club Baloncesto Ciudad de Valladolid desde 2015, que inició su andadura en LEB Plata y actualmente milita en Segunda FEB. El club disputa sus partidos locales en el Polideportivo Pisuerga. También destaca en el baloncesto en silla de ruedas el equipo BSR Valladolid, que disputa sus partidos en el Pabellón Pilar Fernández Valderrama.
Algunos históricos jugadores de baloncesto vallisoletanos son: José Luis Llorente, Lalo García, Nieves Lobón, Nacho Martín o Fernando San Emeterio (cántabro criado en Valladolid).
Balonmano
También destacan el BM Aula Cultural que milita en la máxima categoría del balonmano femenino español y el BM Atlético Valladolid creado en junio de 2014 (sustituyendo al Balonmano Valladolid) y que dos años después ascendió a Liga Asobal. Ambos equipos disputan sus partidos locales en el Polideportivo Huerta del Rey.
Algunos históricos jugadores de balonmano vallisoletanos son: Raúl González Gutiérrez, Chuchi Martínez, Fernando Hernández Casado o Juan Carlos Pastor (entrenador).
Rugby
Valladolid destaca particularmente en la práctica del rugby, con dos de los equipos punteros de la División de Honor de rugby, El Salvador y el VRAC, que suman entre los dos, veintidós Campeonatos Nacionales de Liga, quince Copas del Rey y catorce Supercopas de España. Estos 2 equipos han aportado históricamente un importante número de jugadores a la selección española de rugby.
Otros deportes
La oferta deportiva existente en la provincia se completa con destacados equipos de baloncesto en silla de ruedas (BSR Valladolid), fútbol sala, hockey en línea (CPLV) y varios importantes clubs de piragüismo con base en el Pisuerga. Cuenta la ciudad, además, con cuatro campos de golf, múltiples clubs de fútbol, baloncesto, balonmano, tenis, atletismo, natación, ciclismo, voleibol, artes marciales, deportes autóctonos, caza y pesca, así como clubs e instalaciones deportivas de otras disciplinas. Además es la provincia de deportistas históricos de alto nivel como Mayte Martínez, Laura López Valle, Isaac Viciosa, Miriam Blasco, Roldán Rodríguez, las deportistas paralímpicas Amaya Alonso y Marta Arce o el jugador de pádel Arturo Coello.
La provincia de Valladolid ha acogido varios eventos deportivos relevantes, habiendo sido sede de la Copa Mundial de Fútbol de 1982, del Campeonato Mundial de Gimnasia Rítmica de 1985, de la final del Campeonato de Europa de Fútbol sub-21 de 1986, de la Fase Final de la Willi Brinkmann Eurocup de baloncesto en silla de ruedas en el 2009, de la Liga Europea de voleibol, así como de importantes pruebas ciclistas (entre ellas múltiples etapas de la Vuelta Ciclista a España), campeonatos de tenis, veladas de boxeo, concursos hípicos, etc.
Medallistas olímpicos
- Adolfo Mengotti: Plata en la competición de fútbol en París 1924 (compitió en el equipo suizo)
- Marcelino Gavilán y Ponce de León: Plata en hípica en Londres 1948
- Ángel León Gozalo: Plata en pistola libre 50 m en Helsinki 1952
- José Luis Llorente: Plata en baloncesto en Los Ángeles 1984
- Narciso Suárez Amador: Bronce en piragüismo en aguas tranquilas en Los Ángeles 1984
- Miriam Blasco: Oro en judo en Barcelona 1992
- Fernando Hernández Casado: Bronce en balonmano en Atlanta 1996
- Raúl González Gutiérrez: Bronce en balonmano en Atlanta 1996
- Laura López Valle: Plata en natación sincronizada en Pekín 2008
- Juan Carlos Pastor: Bronce en balonmano en Pekín 2008 (como entrenador)

### Medios de comunicación
Prensa escrita
- El Norte de Castilla
- El Día de Valladolid
- Diario de Valladolid (El Mundo)

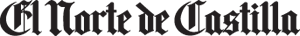
El Norte de Castilla es el periódico más antiguo (1854) y también el más leído en la provincia

A eso se añaden algunos digitales como Tribuna de Valladolid, Noticias Castilla y León, Europa Press Valladolid, Aquí en Valladolid o Agencia ICAL.
Radios generalistas
- Radio Valladolid Cadena Ser
- Cope Valladolid
- Onda Cero Valladolid
- esRadio Valladolid
- RNE Valladolid

Televisiones

La 8, único canal enteramente dedicado a la información provincial

- La 8 es el único canal dedicado íntegramente a la información provincial
- TVE tiene desconexiones locales